# Baixa Silésia (voivodia)
Voivodia da Baixa Silésia (em polonês/polaco: województwo dolnośląskie) é uma unidade da divisão administrativa da Polônia e uma das 16 voivodias, com capital em Breslávia (Wrocław). Foi criada em 1999 a partir dos territórios das províncias anteriores de Breslávia, Legnica, Jelenia Góra, Wałbrzych e partes de Leszno e Kalisz. Está localizada no sudoeste da Polônia, cobre a parte ocidental da histórica Silésia, ou seja, a maior parte da Baixa Silésia, bem como as terras de Kłodzko, leste da Alta Lusácia e um pequeno pedaço da histórica Saxônia (Bogatynia e arredores).

## História

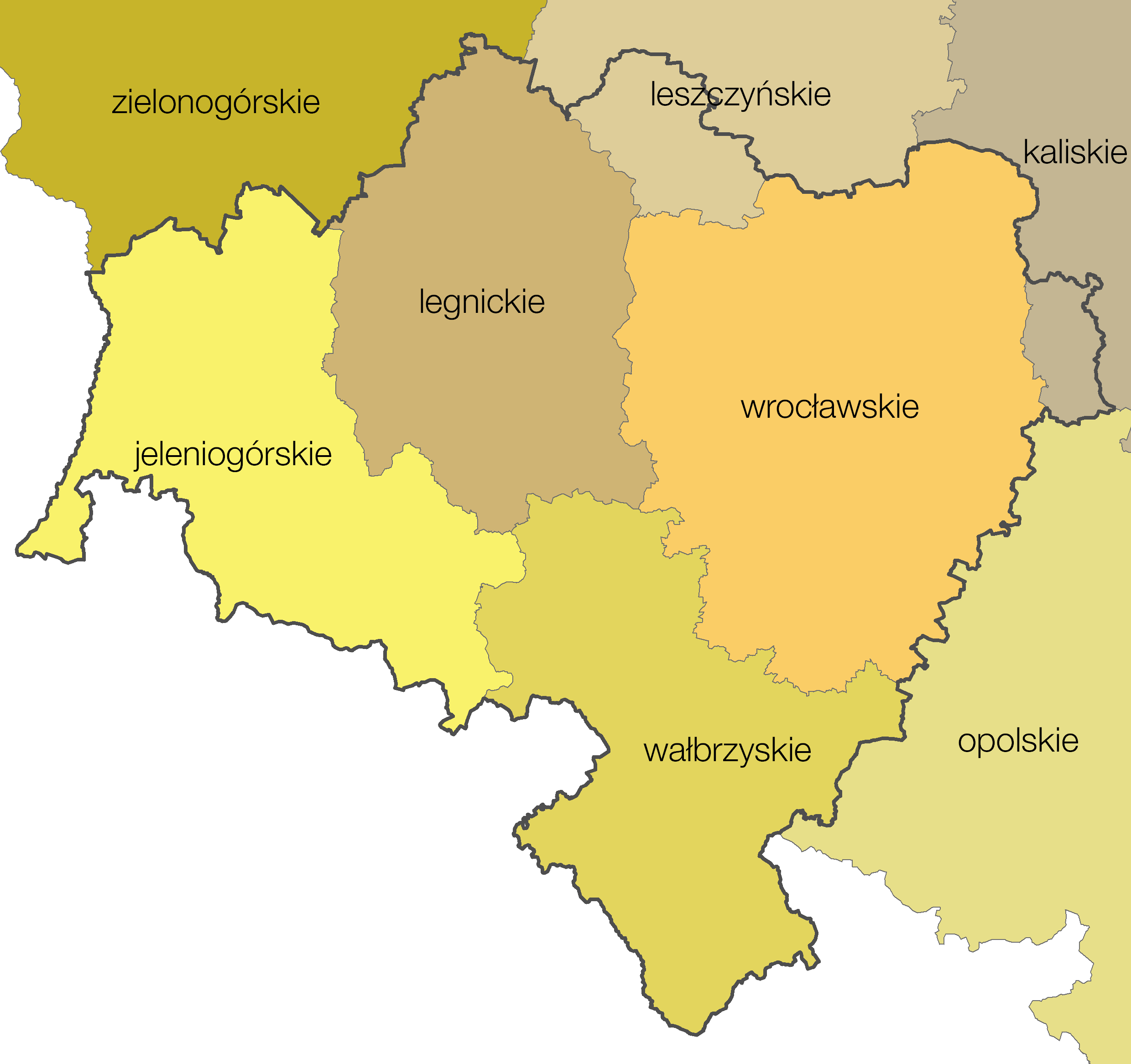
Voivodias de 1975 a 1998 com a fronteira da atual voivodia da Baixa Silésia

A voivodia da Baixa Silésia foi criada em 1999 a partir das voivodias da divisão administrativa anterior:
- Jelenia Góra (totalidade)
- Legnicki (totalidade)
- Wałbrzych (totalidade)
- Breslávia (totalidade)
- Kalisz (comunas do condado de Oleśnica: Dziadowa Kłoda, Międzybórz, Syców)
- Leszczyński (comunas do condado de Góra).

## Geografia

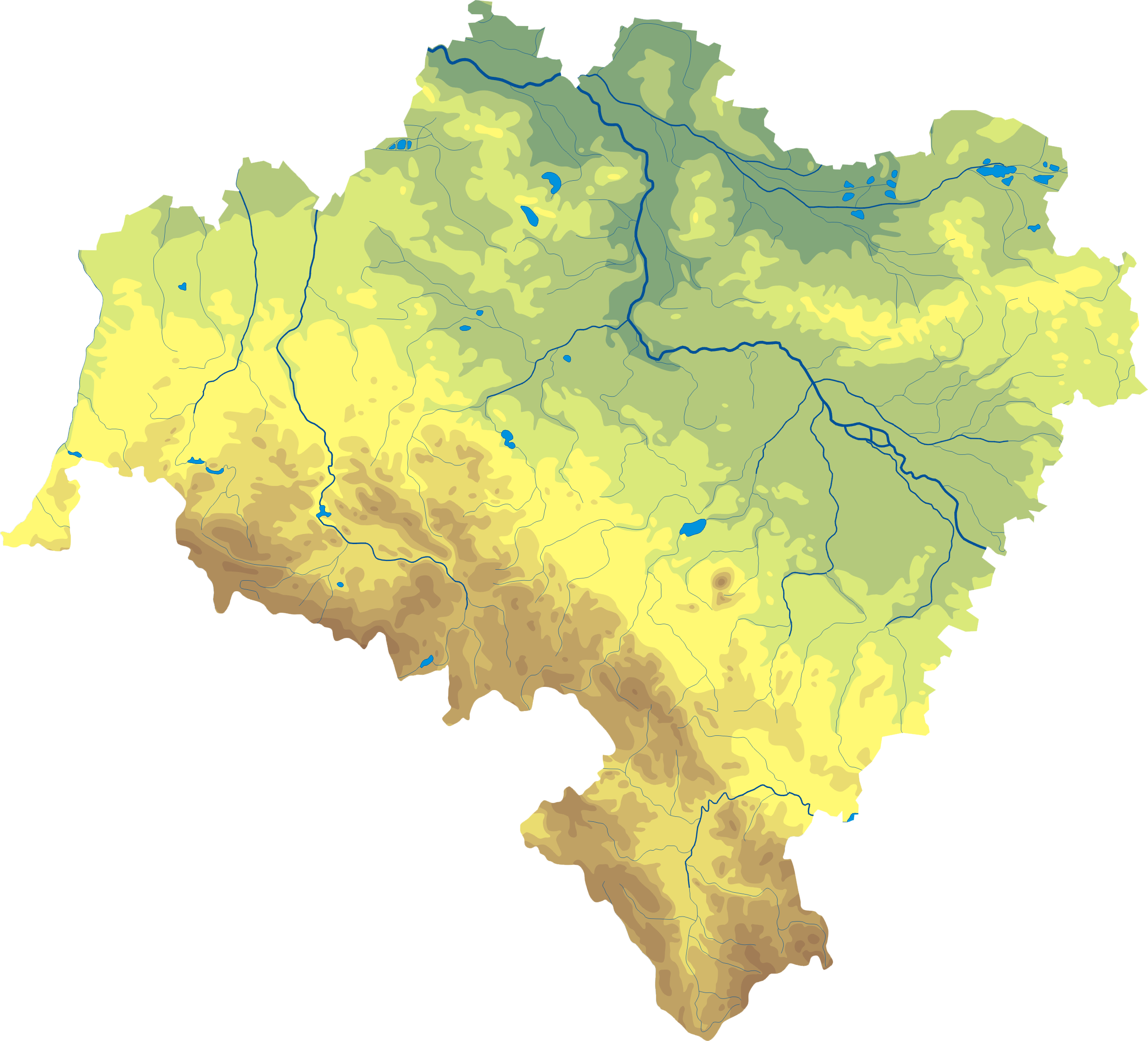
Mapa físico da voivodia

Segundo os dados de 1 de janeiro de 2014, a área da voivodia era de 19 946,74 km², o que corresponde a 6,4% da Polônia.
Segundo dados de 31 de dezembro de 2012, na voivodia, as florestas da Baixa Silésia cobriram uma área de 591,3 mil ha, que constituía 29,6% de sua área. 9,7 mil ha de florestas estavam dentro de parques nacionais.

### Localização administrativa
A voivodia está localizada no sudoeste da Polônia e faz fronteira com:
- República Tcheca (com as regiões de Hradec Králové, Liberec, Olomouc e Pardubice) ao longo de 410,8 km ao sul
- Alemanha (com o estado federado da Saxônia) ao longo de 76,0 km a oeste

e com as seguintes voivodias:
- Lubúsquia ao longo de 224,4 km a noroeste
- Opole ao longo de 193,7 km a leste
- Grande Polônia ao longo de 218,4 km ao norte

### Localização física
A voivodia da Baixa Silésia inclui fragmentos da planície da Europa Central (macrorregiões: planície Silésia-Lusânia, planície do sul da Grande Polônia, depressão Milicz-Głogów, Cumes do sul e planícies da Silésia) e maciço da Boêmia (macrorregiões: Sopé dos Sudetos, sopés dos Sudetos Ocidentais, Sudetos Ocidentais, Sudetos Centrais e Sudetos Orientais).

### Localização histórica
A área da voivodia cobre a maior parte da Baixa Silésia, terras de Kłodzko, leste da Alta Lusácia e uma parte da Saxônia.

### Topografia

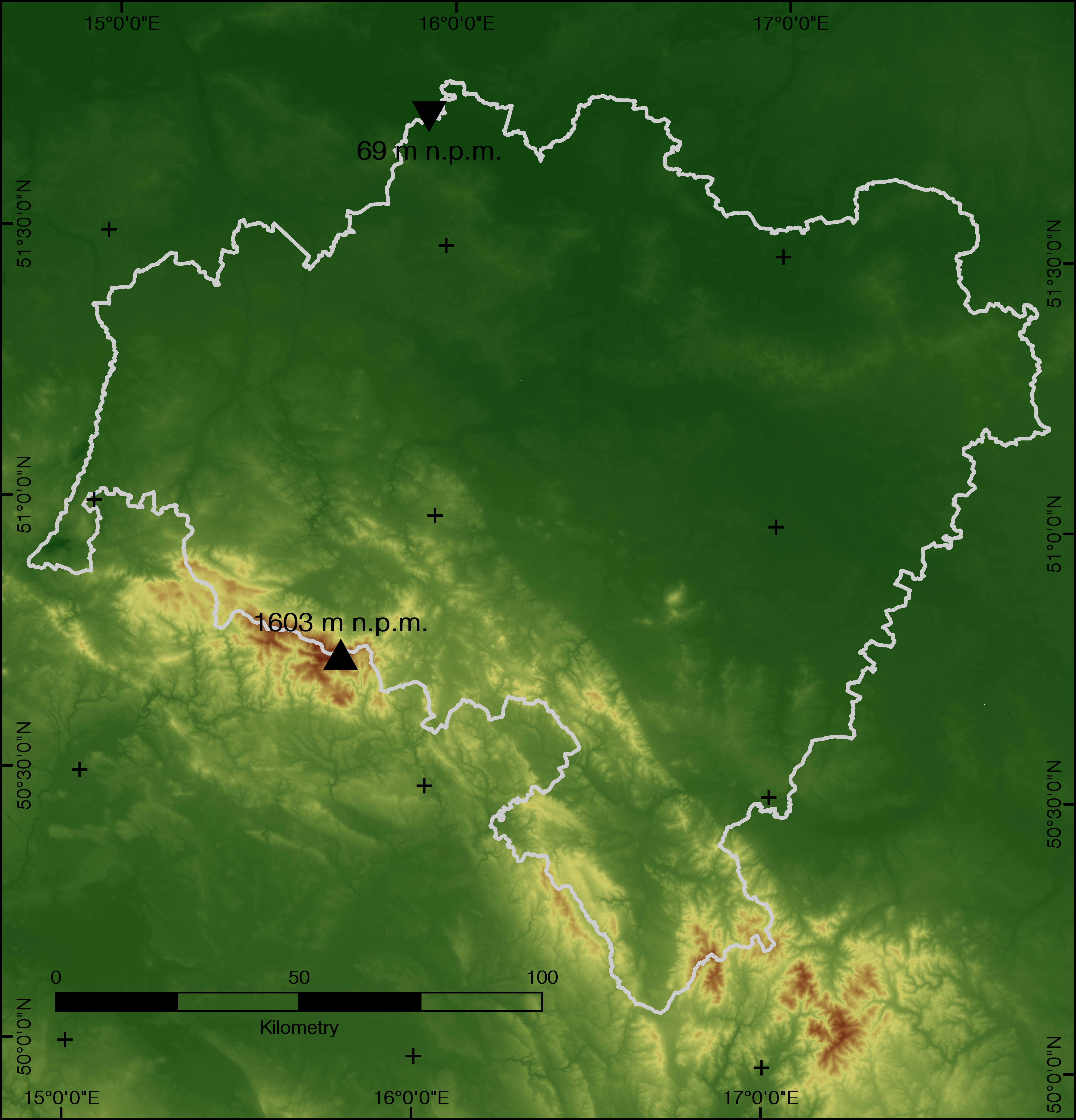
Topografia da voivodia

No sentido norte-sul, a voivodia se estende por mais de 190 km, ou seja, 1°42′31″. No sentido leste-oeste, a extensão da voivodia é de 208 km, o que na dimensão angular dá 2°58′40″.
Coordenadas geográficas dos pontos extremos:
- norte: 51°48′17″ latitude N – Condado de Glogóvia,
- sul: 50°05′46″ latitude N – Condado de Kłodzko,
- leste: 14°49′02″ longitude E – Condado de Zgorzelec,
- oeste: 17°47′42″ longitude E – Condado de Oleśnica.

A topografia é de planície (altura média é de 248,4 m acima do nível do mar) - 74,7% da voivodia está abaixo de 300 m a.n.m. e 0,5% acima de 1000 m a.n.m.
O ponto mais alto é o cume Śnieżka – 1603 m a.n.m.

O ponto mais baixo é o fundo do vale do rio Oder, perto da vila de Dobrzejowice, Condado de Glogóvia - 69 m a.n.m.

### Recursos hídricos

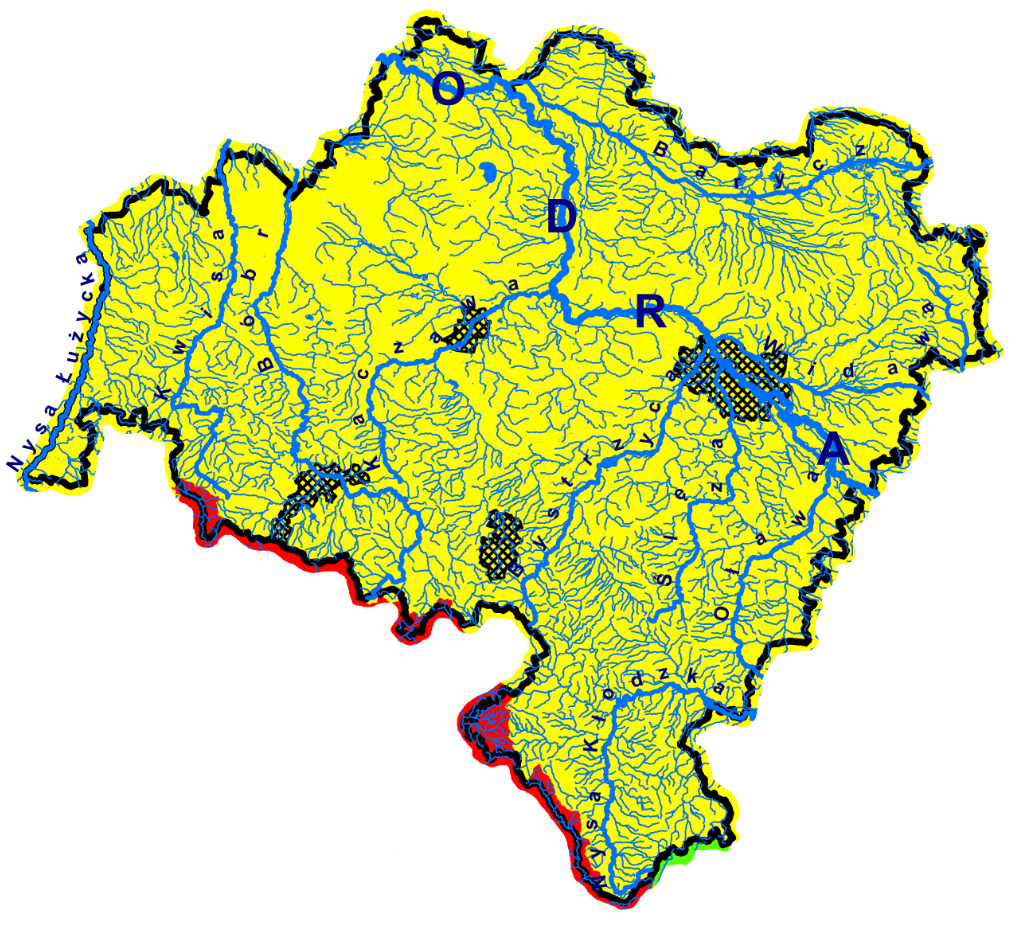
Rede fluvial da voivodia (amarelo - a divisória continental do mar Báltico, vermelho - mar do Norte, verde - mar Negro)

Praticamente todo o território da voivodia da Baixa Silésia está localizado na bacia do rio Oder (98.886% da área da voivodia) pertencente à bacia hidrográfica do mar Báltico. As restantes secções do território situam-se na bacia do rio Elba (1,130%) pertencente à bacia hidrográfica do mar do Norte e na bacia do Danúbio (0,004%) pertencente à bacia hidrográfica do mar Negro.
Grandes rios: rio Oder e seus afluentes Barycz, Bóbr e Kwisa, Bystrzyca, Kaczawa, Nysa Kłodzka, Nysa Łużycka, Oława, Ślęza e Widawa.
O maior lago é o Kunickie – 0,95 km², que faz parte do Legnickie, um conjunto de lagos glaciais. O maior reservatório artificial de água é o lago Mietkowski, criado em 1986 no rio Bystrzyca – 9,29 km². No nordeste, uma parte da voivodia possui um grande complexo de lagoas, as lagoas Milicz – aproximadamente 77 km² entre elas a lagoa Jan, Niezgoda, Rudy, Słoneczny Górny, Słupicki Duży e a maior delas, a Grabownica com uma área de 2,83 km².

### Clima

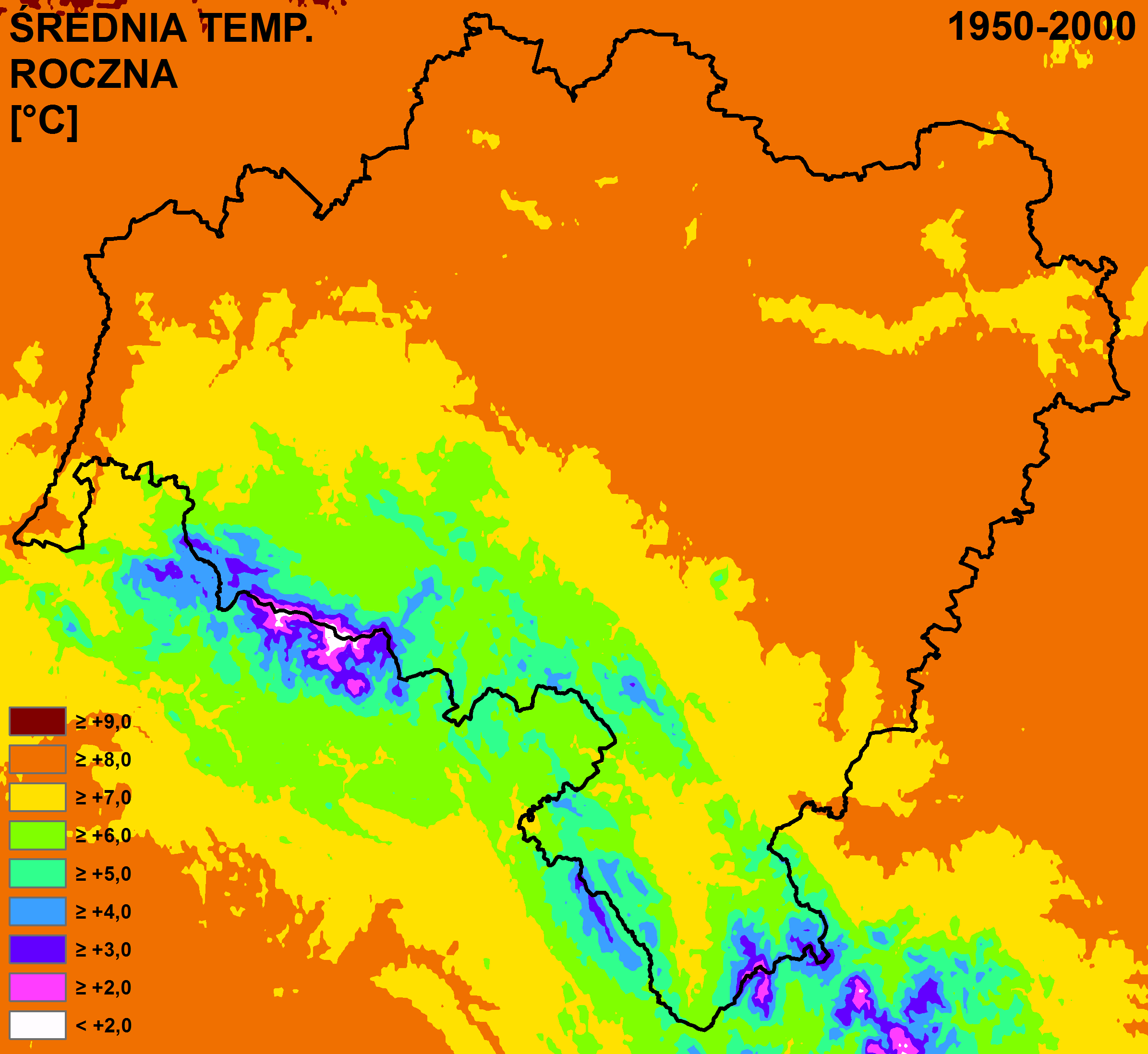
Temperatura média anual
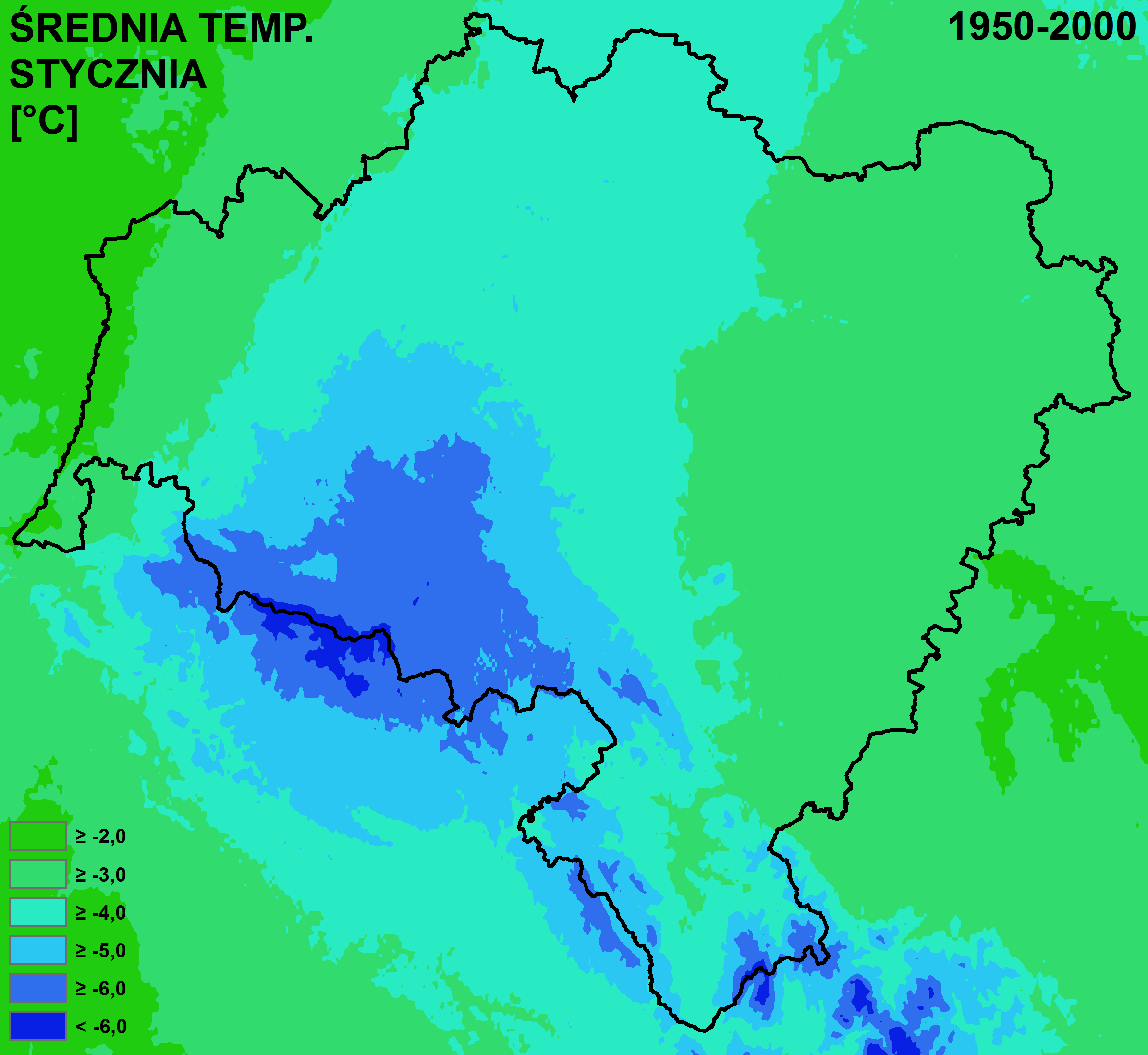
Temperatura média de janeiro (mês mais frio)
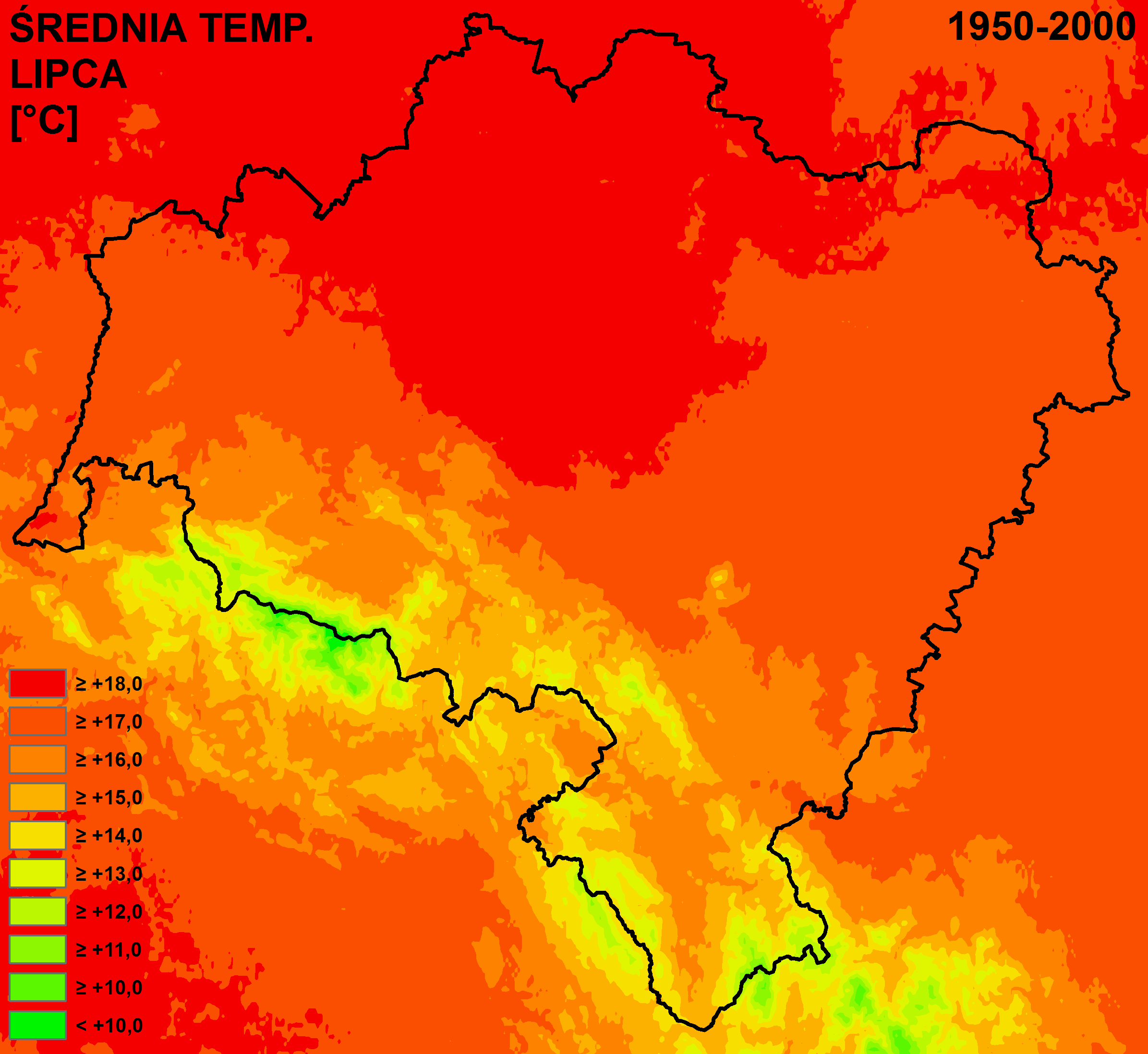
Temperatura média de julho (o mês mais quente)

A temperatura média anual na voivodia é de 7,7 °C (considerando apenas a parte das terras baixas - até 300 m a.n.m. esta temperatura sobe para 8,2 °C). No mês mais frio (janeiro) a temperatura média é de –3,2 °C (na planície –2,9 °C), e no mais quente (julho) atinge 17,3 °C (17,9 °C). A pluviosidade média anual é de 595,2 mm (568,9 mm na planície). No mês mais seco (janeiro), a pluviosidade é de 30,0 mm (28,9 mm), e no mês mais chuvoso (julho) atinge 82,0 mm (79,0 mm). O coeficiente médio anual de secura para todo a voivodia é 0,8, e para a parte da planície 0,7.

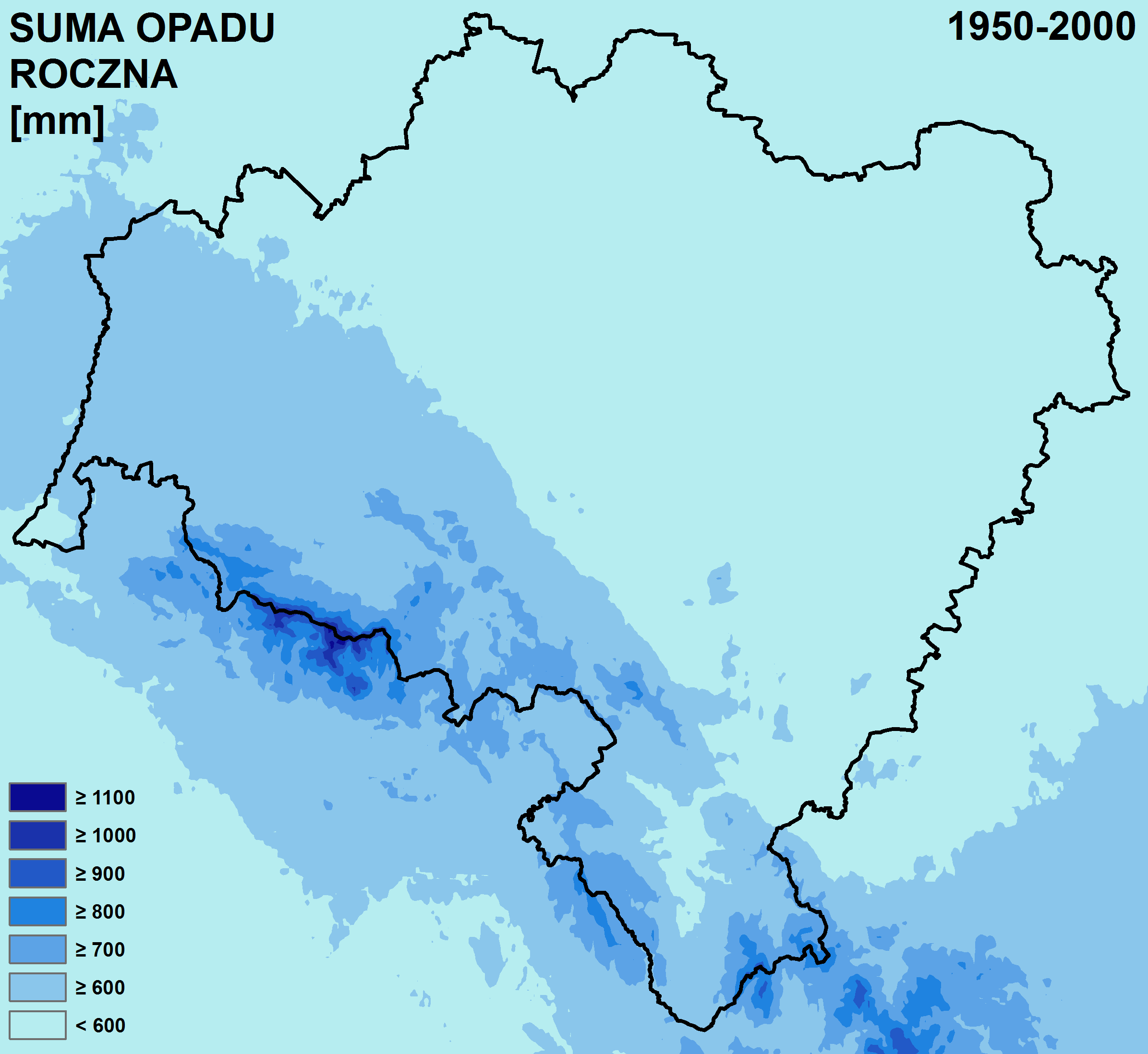
Precipitação anual média total
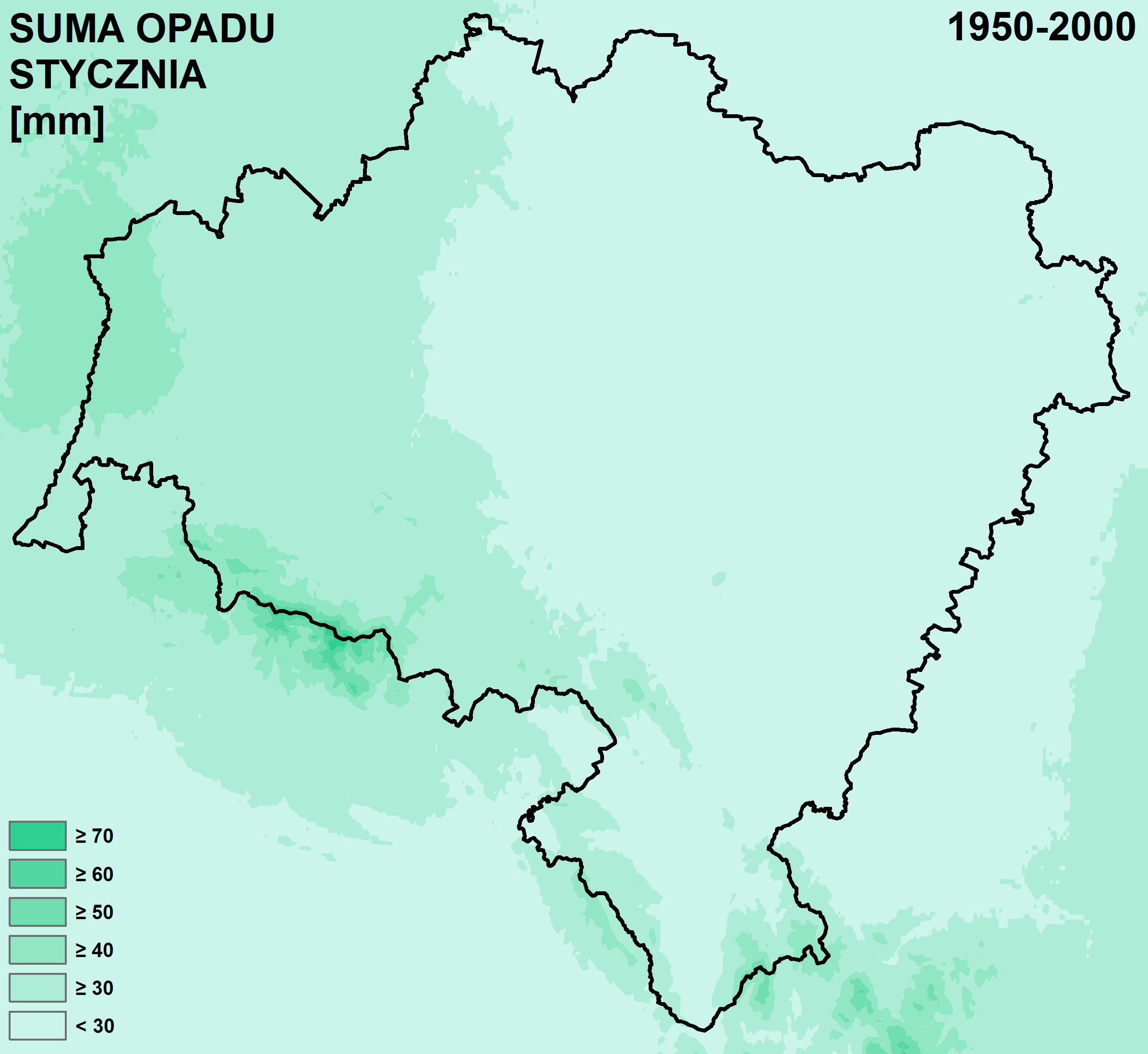
Soma média de precipitação em janeiro (o mês mais seco)
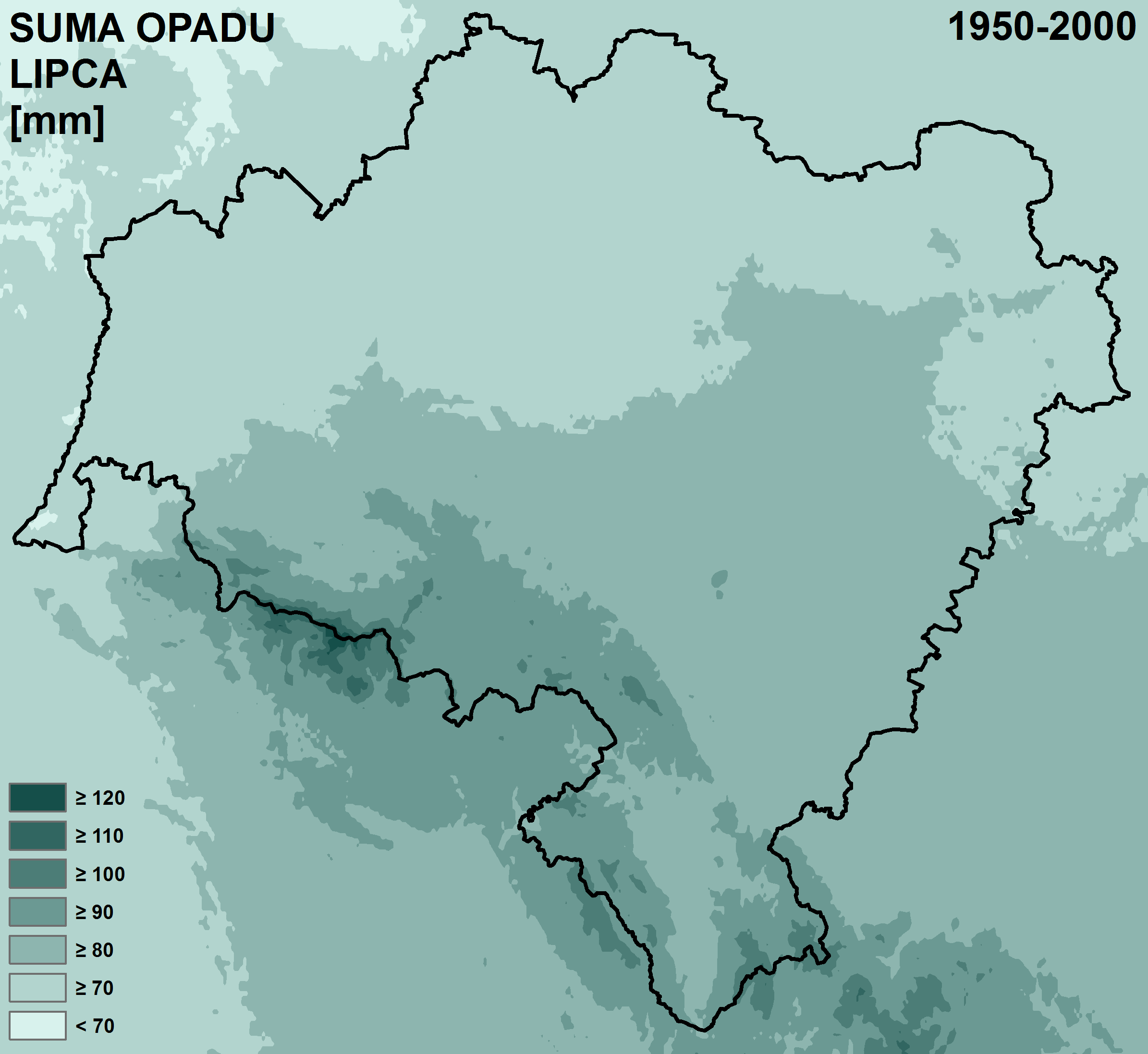
A quantidade média de precipitação em julho (o mês mais chuvoso)
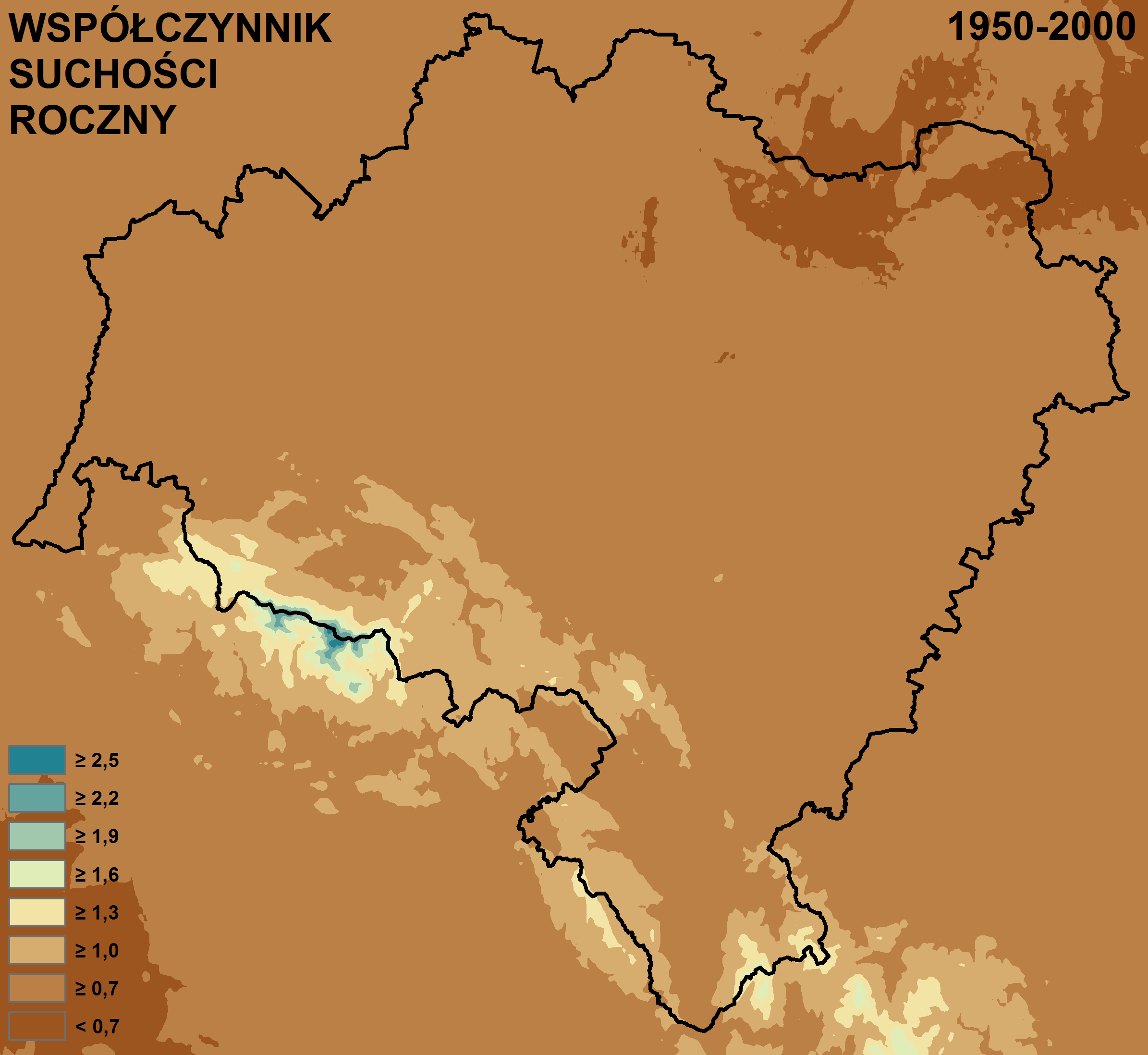
Fator médio de secura anual

### Recursos naturais
A voivodia é uma das regiões mais ricas em recursos minerais da Polônia. As tradições mineiras remontam ao início do século XII. A maioria dos minerais conhecidos no país ocorre aqui, relacionada ao mosaico, à variada estrutura geológica dos Sudetos e ao seu sopé. Os minerais da voivodia da Baixa Silésia são divididos em: energéticos, metálicos, químicos e rochas.
Minerais energéticos

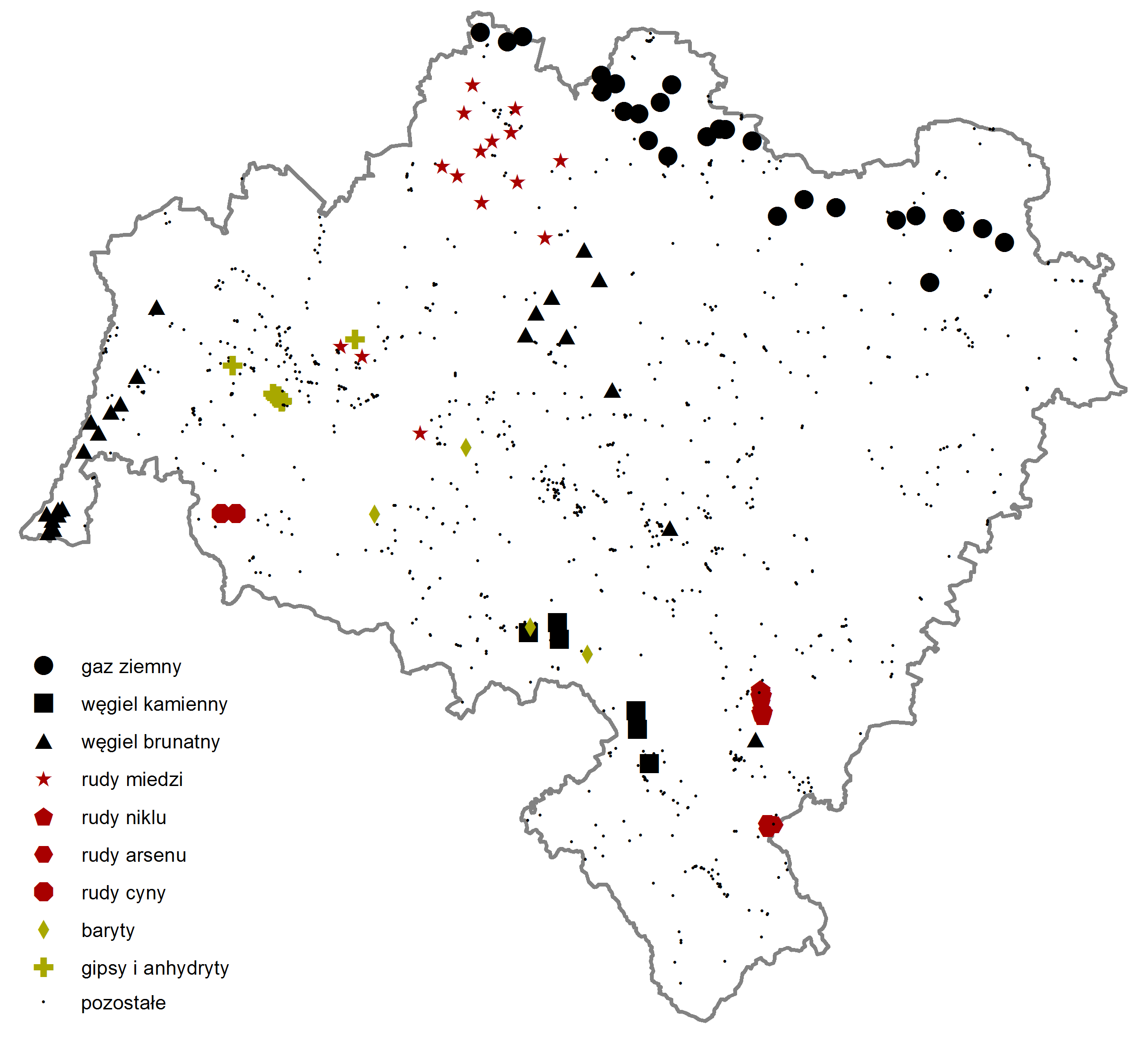
Depósitos minerais

Pequenos depósitos de gás natural são explorados na região de Góra - Żmigród - Milicz, depósitos de hulha localizados na Bacia de Carvão da Baixa Silésia finalmente deixaram de ser explorados em 2000, enquanto que depósitos de linhito, localizados no oeste da voivodia, são atualmente explorados apenas na mina de carvão Turów.
Minerais metálicos
Dos 14 depósitos documentados de minério de cobre, a mineração é realizada em seis deles no distrito do cobre de Legnica-Głogów. Os minérios de níquel eram obtidos da vizinhança de Ząbkowice Śląskie e estão praticamente esgotados, e os últimos depósitos deixaram de ser explorados em 1983. O ouro na Polônia era obtido exclusivamente na Baixa Silésia, na região de Złoty Stok, Lwówek Śląski, Złotoryja e Legnica. Atualmente, as concentrações de ouro têm um significado econômico mínimo. O arsênio da vizinhança de Złoty Stok interrompeu a mineração em 1960. Atualmente, os minérios de estanho das montanhas Jizera devido à baixa qualidade do minério não são explorados.
Minerais químicos
Atualmente, a barita e a fluorita não são mais extraídas e as últimas minas desses minerais foram fechadas no final da década de 1990. Depósitos de gipsita e anidrita documentados perto de Lwówek Śląski e Bolesławiec são atualmente extraídos em duas minas. O único depósito de halita documentado está em Sieroszowice.
Rochas
Atualmente, as rochas ígneas intrusivas (granitoides, gabros) e vulcânicas (basaltos, pórfiros, meláfiros), rochas sedimentares (arenitos, grauvaques, calcários e dolomitos) e rochas metamórficas (gnaisses, anfibolitos, serpentinitos e mármores) são exploradas para as necessidades da indústria da construção civil e de estradas. Somente na voivodia da Baixa Silésia são explorados blocos de granito, sienito, gabro, meláfiro, anfibolito, serpentinito, corneana e dolomito.
Os granitoides são extraídos dos maciços de Strzegom, Strzelin, Karkonosze e Zona Niemcza. As aparições de gabro são em torno de Sobótka, Braszowice e Nowa Ruda.

## Administração e política

### Autonomia
O corpo legislativo é o Parlamento da Baixa Silésia, composto por 36 conselheiros. O Parlamento (Sejmik) elege o Conselho da voivodia (Zarząd województwa), o órgão executivo do governo autônomo da voivodia, que é equivalente ao Conselho de Ministros (Rada Ministrów) em nível regional. É composto por 5 pessoas, inclui o marechal da voivodia (Marszałek województwa) como presidente, vice-marechal ou dois vice-marechais (vice-presidente) e outros membros. A sede do conselho regional é em Breslávia.
| N.º | Marechal da voivodia       | Mandato    | Mandato    |
| N.º | Marechal da voivodia       | de         | até        |
| --- | -------------------------- | ---------- | ---------- |
| 1   | Jan Waszkiewicz (AWS)      | 01 01 1999 | 30 12 2001 |
| 2   | Emilian Stańczyszyn (UW)   | 30 12 2001 | 31 01 2003 |
| 3   | Henryk Gołębiewski (SLD)   | 31 01 2003 | 25 08 2004 |
| 4   | Paweł Wróblewski (PiS)     | 25 08 2004 | 07 12 2006 |
| 5   | Andrzej Łoś (PO)           | 07 12 2006 | 03 03 2008 |
| 6   | Marek Łapiński (PO)        | 03 03 2008 | 01 12 2010 |
| 7   | Rafał Jurkowlaniec (PO)    | 01 12 2010 | 12 02 2014 |
| 8   | Cezary Przybylski (PO, BS) | 13 02 2014 |            |

### Administração governamental
O órgão de administração do governo é o Voivoda (Wojewoda) da Baixa Silésia, nomeado pelo Primeiro-ministro. A sede do voivoda é Breslávia, onde está localizado o Gabinete da voivodia da Baixa Silésia em Breslávia. Existem também três filiais em Jelenia Góra, Legnica e Wałbrzych.
|   | Reorganização das delegações da administração governamental | Cidades e condados regionais                                 |
| - | ----------------------------------------------------------- | ------------------------------------------------------------ |
| 1 | Wałbrzych                                                   | Świdnica, Kłodzko, Dzierżoniów, Ząbkowice Śląskie.           |
| 2 | Legnica                                                     | Głogów, Jawor, Lubin, Polkowice, Złotoryja.                  |
| 3 | Jelenia Góra                                                | Bolesławiec, Kamienna Góra, Lubań, Lwówek Śląski, Zgorzelec. |

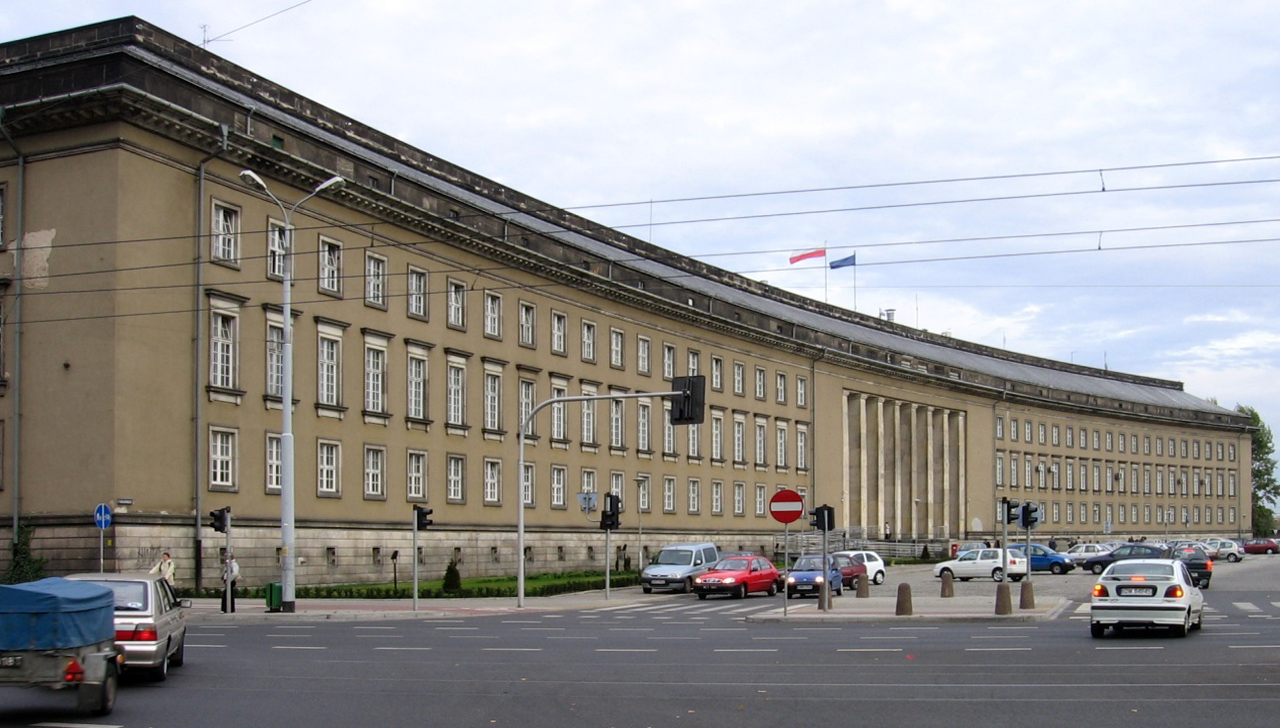
Edifício do Gabinete da voivodia da Baixa Silésia
em Breslávia

As delegações regionais do Gabinete da voivodia da Baixa Silésia abrange as áreas anteriores da voivodia:
1. Wałbrzych
2. Legnica
3. Jelenia Góra.

| N.º | Voivoda                   | Mandato    | Mandato    | Primeiro-ministro                 |
| N.º | Voivoda                   | de         | até        | Primeiro-ministro                 |
| --- | ------------------------- | ---------- | ---------- | --------------------------------- |
| 1   | Witold Krochmal (-)       | 04 01 1999 | 22 10 2001 | Jerzy Buzek                       |
| 2   | Ryszard Nawrat (SLD-UP)   | 22 10 2001 | 21 03 2003 | Leszek Miller e Marek Belka       |
| 3   | Stanisław Łopatowski (-)  | 31 03 2003 | 21 12 2005 | Leszek Miller e Marek Belka       |
| 4   | Krzysztof Grzelczyk (PiS) | 21 12 2005 | 29 11 2007 | Kazimierz Marcinkiewicz           |
| 4   | Krzysztof Grzelczyk (PiS) | 21 12 2005 | 29 11 2007 | Jarosław Kaczyński                |
| 5   | Rafał Jurkowlaniec        | 29 11 2007 | 01 12 2010 | Donald Tusk                       |
| 6   | Aleksander Skorupa        | 28 12 2010 | 11 03 2014 | Donald Tusk                       |
| 7   | Tomasz Smolarz            | 12 03 2014 | 08 12 2015 | Donald Tusk                       |
| 7   | Tomasz Smolarz            | 12 03 2014 | 08 12 2015 | Donald Tusk e Ewa Kopacz          |
| 8   | Paweł Hreniak             | 08 12 2015 | 11 11 2019 |                                   |
| 8   | Paweł Hreniak             | 08 12 2015 | 11 11 2019 | Beata Szydło e Mateusz Morawiecki |
| 9   | Jarosław Obremski         | 05 12 2019 | atual      |                                   |
| 9   | Jarosław Obremski         | 05 12 2019 | atual      | Mateusz Morawiecki                |

## Divisão administrativa
A voivodia da Baixa Silésia está dividida em 26 condados e 4 cidades com direitos de condados. Dados referentes a condados de 30 de junho de 2017. Foram distinguidas cidades com direitos de condados.

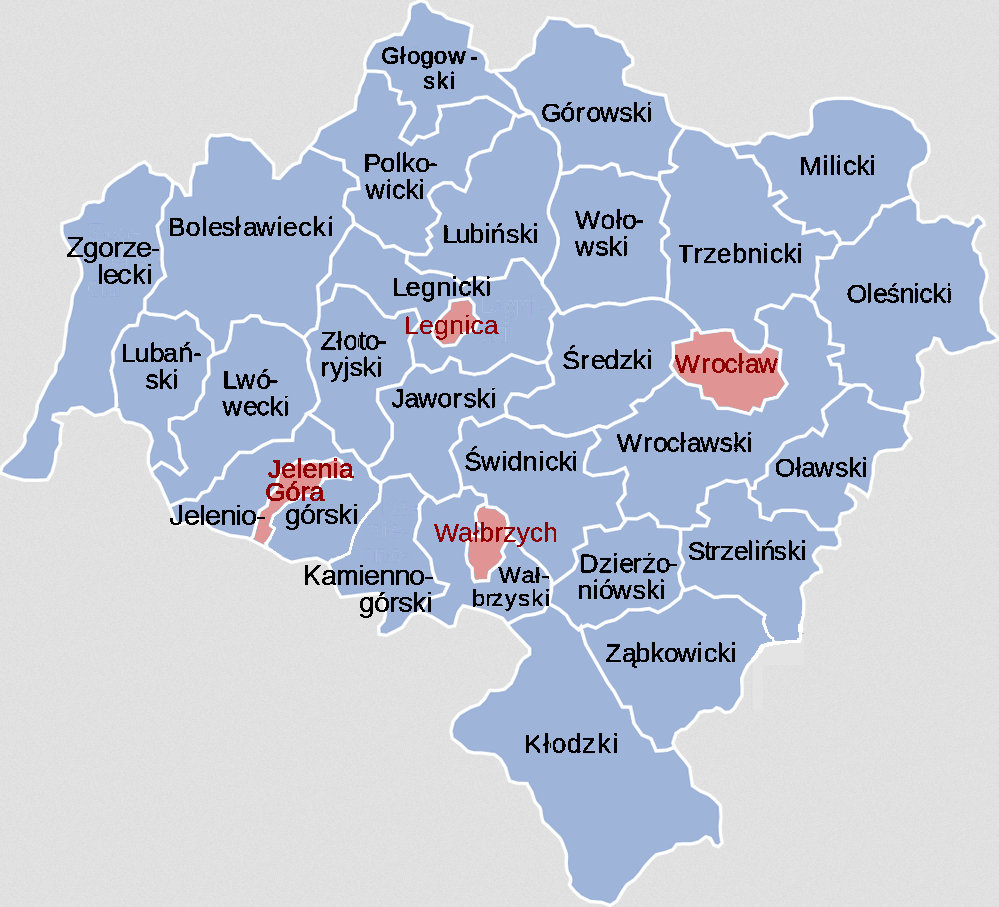
Mapa de condados

| Brasão | Bandeira | Condados          | sub-região estatística | Área (km²) | População (30 junho 2017) | Densidade populacional (hab./km²) | População urbana (%) |
| ------ | -------- | ----------------- | ---------------------- | ---------- | ------------------------- | --------------------------------- | -------------------- |
|        |          | Bolesławiec       | Jelenia Góra           | 1303,26    | 90263                     | 69                                | 48,5                 |
|        |          | Dzierżoniów       | Wałbrzych              | 478,34     | 102375                    | 214                               | 81,3                 |
|        |          | Głogów            | Legnica-Głogów         | 443,06     | 89829                     | 203                               | 76,4                 |
|        |          | Góra              | Legnica-Głogów         | 738,11     | 35566                     | 48                                | 41,4                 |
|        |          | Jawor             | Jelenia Góra           | 581,25     | 51042                     | 88                                | 56,2                 |
|        |          | Jelenia Góra      | Jelenia Góra           | 109,22     | 80325                     | 735                               | 100,0                |
|        |          | Jelenia Góra      | Jelenia Góra           | 628,21     | 64280                     | 102                               | 45,8                 |
|        |          | Kamienna Góra     | Jelenia Góra           | 396,13     | 44148                     | 111                               | 58,5                 |
|        |          | Kłodzko           | Wałbrzych              | 1643,37    | 160832                    | 98                                | 64,4                 |
|        |          | Legnica           | Legnica-Głogów         | 56,29      | 100455                    | 1785                              | 100,0                |
|        |          | Legnica           | Legnica-Głogów         | 744,60     | 55193                     | 74                                | 32,3                 |
|        |          | Lubań             | Jelenia Góra           | 428,30     | 55095                     | 129                               | 63,1                 |
|        |          | Lubin             | Legnica-Głogów         | 711,99     | 106215                    | 149                               | 75,0                 |
|        |          | Lwówek Śląski     | Jelenia Góra           | 709,94     | 46342                     | 65                                | 50,7                 |
|        |          | Milicz            | Breslávia              | 715,01     | 37114                     | 52                                | 31,5                 |
|        |          | Oleśnica          | Breslávia              | 1049,74    | 106831                    | 102                               | 58,3                 |
|        |          | Oława             | Breslávia              | 523.73     | 76402                     | 146                               | 63.6                 |
|        |          | Polkowice         | Legnica-Głogów         | 779,93     | 63067                     | 81                                | 59,0                 |
|        |          | Strzelin          | Breslávia              | 622,27     | 43992                     | 71                                | 33,5                 |
|        |          | Środa             | Breslávia              | 703,68     | 53415                     | 76                                | 17,8                 |
|        |          | Świdnica          | Wałbrzych              | 742,89     | 158630                    | 214                               | 69,1                 |
|        |          | Trzebnica         | Breslávia              | 1025,55    | 84238                     | 82                                | 37,0                 |
|        |          | Wałbrzych         | Wałbrzych              | 84,70      | 114065                    | 1347                              | 100,0                |
|        |          | Wałbrzych         | Wałbrzych              | 430,22     | 56597                     | 32                                | 65,6                 |
|        |          | Wołów             | Breslávia              | 675,00     | 47016                     | 70                                | 52,9                 |
|        |          | Breslávia         | Breslávia              | 293,00     | 638364                    | 2179                              | 100,0                |
|        |          | Breslávia         | Breslávia              | 1116,15    | 139295                    | 125                               | 15,2                 |
|        |          | Ząbkowice Śląskie | Wałbrzych              | 801,75     | 66233                     | 83                                | 44,9                 |
|        |          | Zgorzelec         | Jelenia Góra           | 838,11     | 90882                     | 108                               | 68,4                 |
|        |          | Złotoryja         | Jelenia Góra           | 575.45     | 44264                     | 77                                | 49.7                 |

### Sub-regiões estatísticas
A voivodia da Baixa Silésia consiste em 4 sub-regiões estatísticas (GUS) - em conformidade com a norma  NUTS da União Europeia:
- A sub-região de Jelenia Góra (código 3.5.02.01) inclui 1 cidade com direitos de condado e 8 condados: Jelenia Góra, Condado de Bolesławiec, Condado de Jawor, Condado de Jelenia Góra, Condado de Kamienna Góra, Condado de Lubań, Condado de Lwówek Śląski, Condado de Zgorzelec e Condado de Złotoryja
- A sub-região de Legnica-Głogów (código 3.5.02.02) inclui 1 cidade com direitos de condado e 5 condados: Legnica, Głogów, Condado de Góra, Condado de Legnica, Condado de Lubin e Condado de Polkowice.
- A sub-região de Wałbrzych (código 3.5.02.03) inclui 1 cidade com direitos de condado e 5 condados: Wałbrzych, Condado de Dzierżoniów, Condado de Kłodzko, Condado de Świdnica, Condado de Wałbrzych e Condado de Ząbkowice Śląskie
- A sub-região de Breslávia (código 3.5.02.04) inclui 8 condados: Condado de Milicz, Condado de Oleśnica, Condado de Oława, Condado de Strzelin, Condado de Środa, Condado de Trzebnica, Condado de Wołów e Condado de Breslávia
- A sub-região da cidade de Breslávia (código 3.5.02.05) inclui 1 cidade com direitos de condado: Breslávia

## Urbanização
As maiores cidades são: Breslávia, Wałbrzych, Legnica e Jelenia Góra.
Existem 92 cidades na voivodia da Baixa Silésia, incluindo 4 cidades com direitos de condados.
1.  Breslávia (cidade com direitos de condado)

2.  Wałbrzych (cidade com direitos de condado)

3.  Legnica (cidade com direitos de condado)

4.  Jelenia Góra (cidade com direitos de condado)

5.  Bardo

6.  Bielawa

7.  Bierutów

8.  Bogatynia

9.  Boguszów-Gorce

10.  Bolesławiec

11.  Bolków

12.  Brzeg Dolny

13.  Bystrzyca Kłodzka

14.  Chocianów

15.  Chojnów

16.  Duszniki-Zdrój

17.  Dzierżoniów

18.  Gryfów Śląski

19.  Góra

20.  Głogów

21.  Głuszyca

22.  Jawor

23.  Jaworzyna Śląska

24.  Jedlina-Zdrój

25.  Jelcz-Laskowice

26.  Kamieniec Ząbkowicki

27.  Kamienna Góra

28.  Karpacz

29.  Kowary

30.  Kudowa-Zdrój

31.  Kąty Wrocławskie

32.  Kłodzko

33.  Leśna

34.  Lubawka

35.  Lubań

36.  Lubin

37.  Lubomierz

38.  Lwówek Śląski

39.  Lądek-Zdrój

40.  Mieroszów

41.  Milicz

42.  Mirsk

43.  Międzybórz

44.  Międzylesie

45.  Niemcza

46.  Nowa Ruda

47.  Nowogrodziec

48.  Oborniki Śląskie

49.  Oleśnica

50.  Olszyna

51.  Oława

52.  Piechowice

53.  Pieszyce

54.  Pieńsk

55.  Piława Górna

56.  Polanica-Zdrój

57.  Polkowice

58.  Prochowice

59.  Prusice

60.  Przemków

61.  Radków

62.  Siechnice

63.  Sobótka

64.  Stronie Śląskie

65.  Strzegom

66.  Strzelin

67.  Syców

68.  Szczawno-Zdrój

69.  Szczytna

70.  Szklarska Poręba

71.  Ścinawa

72.  Środa Śląska

73.  Świdnica

74.  Świebodzice

75.  Świeradów-Zdrój

76.  Świerzawa

77.  Trzebnica

78.  Twardogóra

79.  Wiązów

80.  Wleń

81.  Wojcieszów

82.  Wołów

83.  Wąsosz

84.  Węgliniec

85.  Zawidów

86.  Zgorzelec

87.  Ziębice

88.  Ząbkowice Śląskie

89.  Złotoryja

90.  Złoty Stok

91.  Żarów

92.  Żmigród

## Demografia
Dados de 30 de junho de 2017:
| Descrição                         | Total         | Total         | Mulheres      | Mulheres      | Homens        | Homens        |
| --------------------------------- | ------------- | ------------- | ------------- | ------------- | ------------- | ------------- |
| unidade                           | habitantes    | %             | habitantes    | %             | habitantes    | %             |
| população                         | 2 902 365     | 100           | 1 507 028     | 52            | 1 395 337     | 48            |
| superfície                        | 19 946,74 km² | 19 946,74 km² | 19 946,74 km² | 19 946,74 km² | 19 946,74 km² | 19 946,74 km² |
| densidade populacional (hab./km²) | 146           | 146           | 76            | 76            | 70            | 70            |

- Pirâmide etária para residentes da Baixa Silésia em 2014.[15]

## Religião

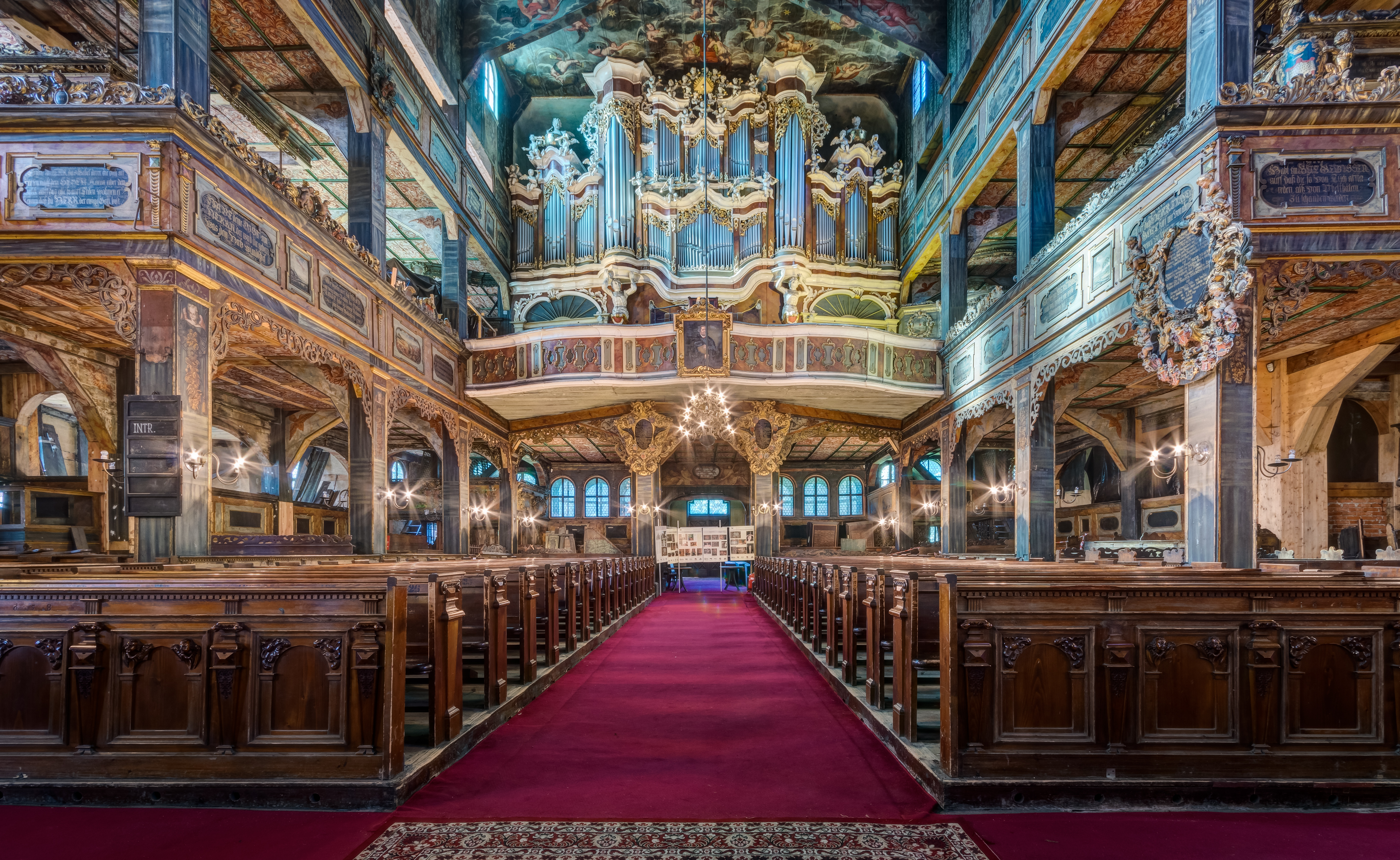
Interior da igreja da Paz em Świdnica

As seguintes denominações operam na voivodia: Igreja Católica, Igreja Católica grega, Igreja Católica polonesa, Igreja Católica Nacional Polonesa, Igreja Nacional Católica, Igreja Ortodoxa Polonesa, Igreja Evangélica de Augsburg, Igreja Cristã Batista, Igreja Pentecostal, Comunidade Pentecostal Cristã, Igreja dos Cristãos Livres, Igreja dos Cristãos Evangélicos, Igreja Evangélico-Metodista, Igreja Evangélica Reformada, Igreja Adventista do Sétimo Dia, Igreja de Cristo, Igreja dos Cristãos da Fé Evangélica, Igreja de Deus em Cristo, Igreja Nova Apostólica, Testemunhas de Jeová, Movimento Missionário Secular da "Epifania", A Igreja de Jesus Cristo dos Santos dos Últimos Dias, Associação Budista da Linha Karma Kagyu Caminho do Diamante, Associação de Tradição Budista Karma Kamtzang, Drukpa, Associação Budista Khordong, Patrul Rinpoche, Escola Zen Kwan Um na Polônia, Taego, Missão Budista, Sōtō, Associação Budista Kanzeon Sangha, Associação Budista Zen "Bodhidharma", Associação Garuda na Polônia, Associação de Comunidades Religiosas Judaicas, Movimento Hare Krishna, União religiosa muçulmana, Liga Muçulmana na Polônia e União religiosa de Karaite.

## Economia

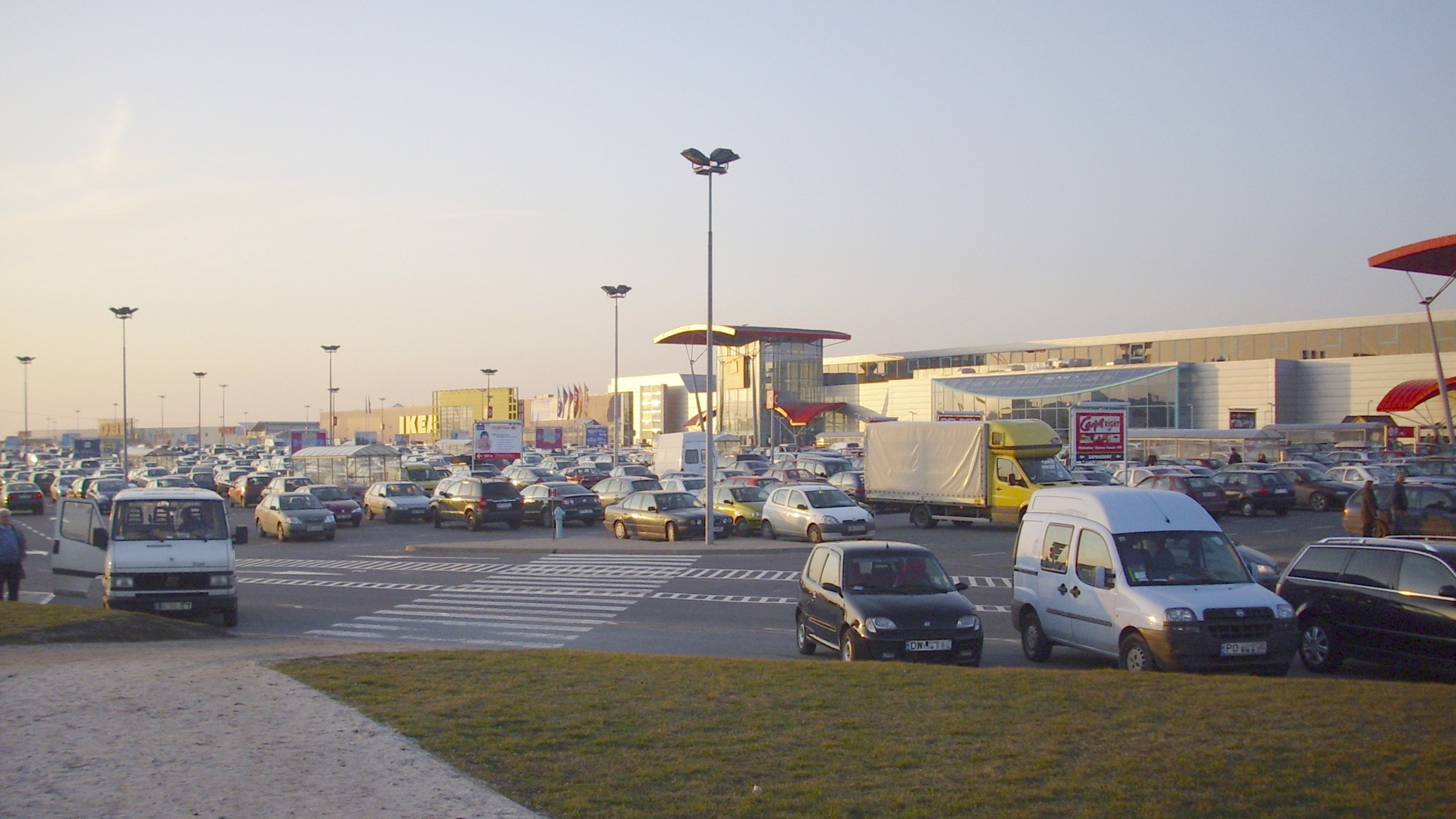
O maior centro comercial da Polônia - Aleja Bielany em Bielany Wroclawskie

Em 2012, o produto interno bruto da voivodia da Baixa Silésia atingiu 138,3 bilhões de PLN, o que representou 8,2% do PIB da Polônia. O produto interno bruto per capita foi de 47,4 mil. PLN (113,1% da média nacional), que colocou a Baixa Silésia em 2.º lugar em comparação com outras voivodias. Segundo o Eurostat, em 2009 o PIB per capita na voivodia da Baixa Silésia, de acordo com a paridade do poder de compra, atingiu 61,9% do PIB médio da União Europeia, enquanto o PIB da voivodia sem poder de compra representou em 2009 37,9% do PIB médio da União (8900 euros por habitante em comparação com a média da União). 23500 euros).
Em 2010, a venda da produção da indústria na voivodia da Baixa Silésia atingiu 89,3 bilhões de PLN, o que constituiu 9,1% da produção da indústria polonesa. As vendas da produção de construção e montagem na Baixa Silésia totalizaram 13,0 bilhões de PLN, o que constituiu 8,1% dessa venda da Polônia.
O salário médio mensal de um habitante da voivodia da Baixa Silésia no terceiro trimestre de 2011 foi de 3.584,44 PLN brutos, o que os colocou em 4.º lugar em relação a todas as voivodias.
No final de setembro de 2019, o número de desempregados registrados na voivodia era de aproximadamente 56,1 mil habitantes, que é a taxa de desemprego de 4,6% para os economicamente ativos, no final de janeiro de 2014 a taxa de desemprego era de 13,8%, no final de outubro de 2014 - 10,6% e em outubro de 2017 - 6,1%.
Segundo dados de 2011, 4,7% dos residentes nos domicílios da voivodia da Baixa Silésia teve gastos abaixo da linha de extrema pobreza (isto é, estava abaixo do mínimo de subsistência).
Quatro zonas econômicas especiais operam na voivodia: Kamienna Góra, Legnica, Tarnobrzeg e Wałbrzych.
Em Bogatynia, há a mina de carvão de Turów e a Central elétrica de Turów.
Wierzchowice possui o maior armazenamento subterrâneo de gás na Polônia.
Existem 35 cervejarias na voivodia: Spiż, Stu Mostów, Profesja, Genius Loci, Pol A Checa, Złoty Pies, Prost, Solipiwko, Warsztat Piwowarski, Baba Jaga, wBrew, Wielka Wyspa em Breslávia, Caminus em Kąty Wrocławskie, Widawa em Chrząstawa Mała, Sancti Lucas em Siechnice, Cześć Brat em Jelcz-Laskowice, Cztery Ściany em Trzebnica, Doctor Brew & Lwówek em Lwówek Śląski, Zielone Wzgórze em Sulistrowiczki, Browarnia em Sobótka-Górka, Wieżyca em [Sobótka]], Jamrozowa Polana em Duszniki-Zdrój, Jedlinka em Jedlina-Zdrój, Probus em Oława, Miedzianka em Miedzianka, Rebelia em Ząbkowice Śląskie, Roch em Nowe Rochowice, Craft Browar Świdnica em Świdnica, Hoppy Lab em Żarów, Browar Kamienica em Kamienica, Staromiejski Piwowar em Legnica, Browar Rzemieślniczy Sowie em Bielawa, Dolina BoBru em Wleń, Wagabunda em Niechlów, Browar Milicz em Milicz.
Existe uma fábrica de bebidas alcoólicas em Breslávia - Akwawit-Polmos Breslávia
O menor número de culturas de milho na Polônia está localizado na voivodia da Baixa Silésia. Também são cultivados cereais, principalmente trigo, cevada e triticale, bem como lúpulo, canola, nabo, maçã, groselha, morango e tabaco. Existem 9 vinhedos na voivodia.
A lista de produtos tradicionais inclui 44 produtos da voivodia da Baixa Silésia.

## Transportes

### Transporte rodoviário

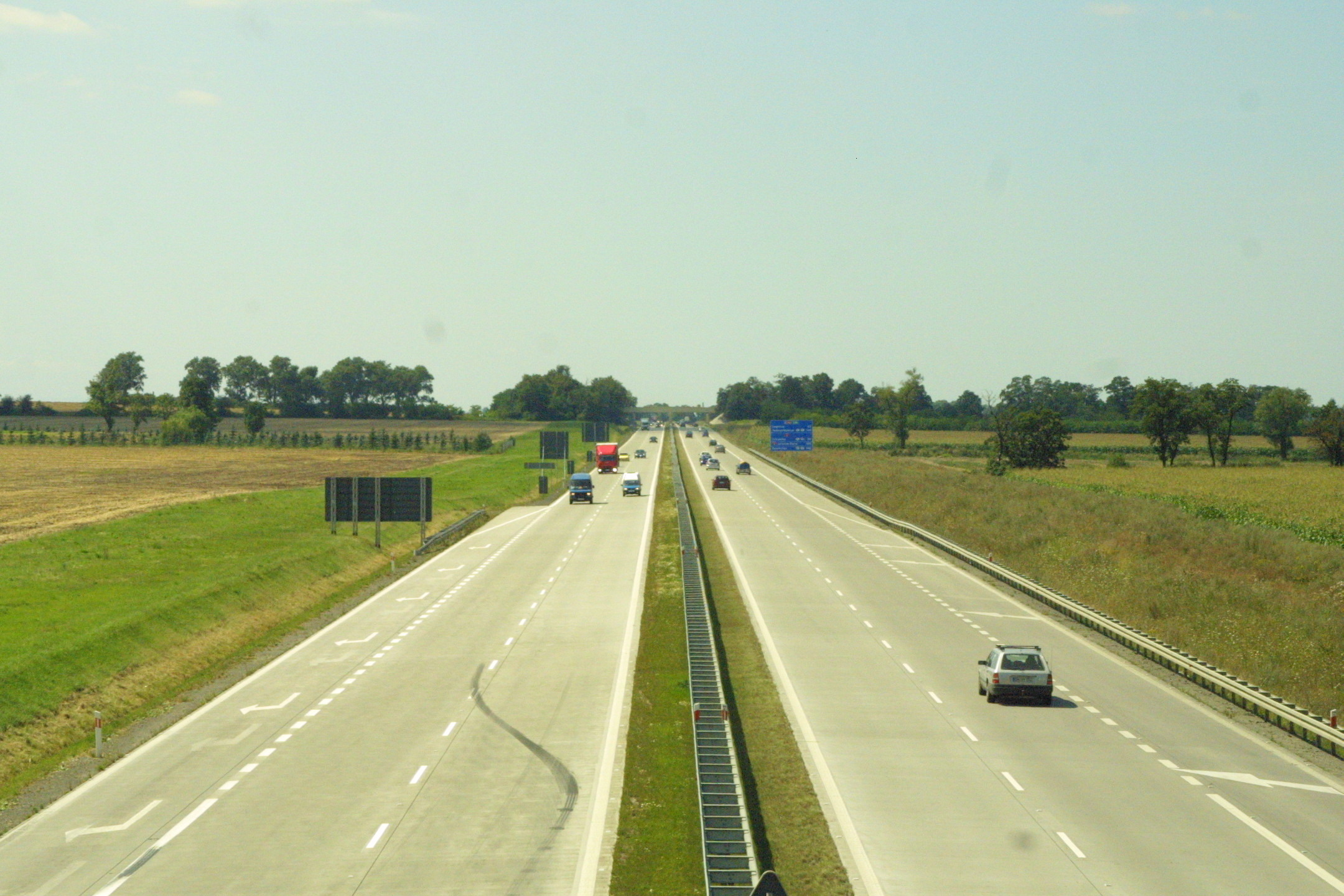
Autoestrada A4 vista do viaduto em Pietrzykowice perto de Kąty Wrocławskie em direção ao oeste

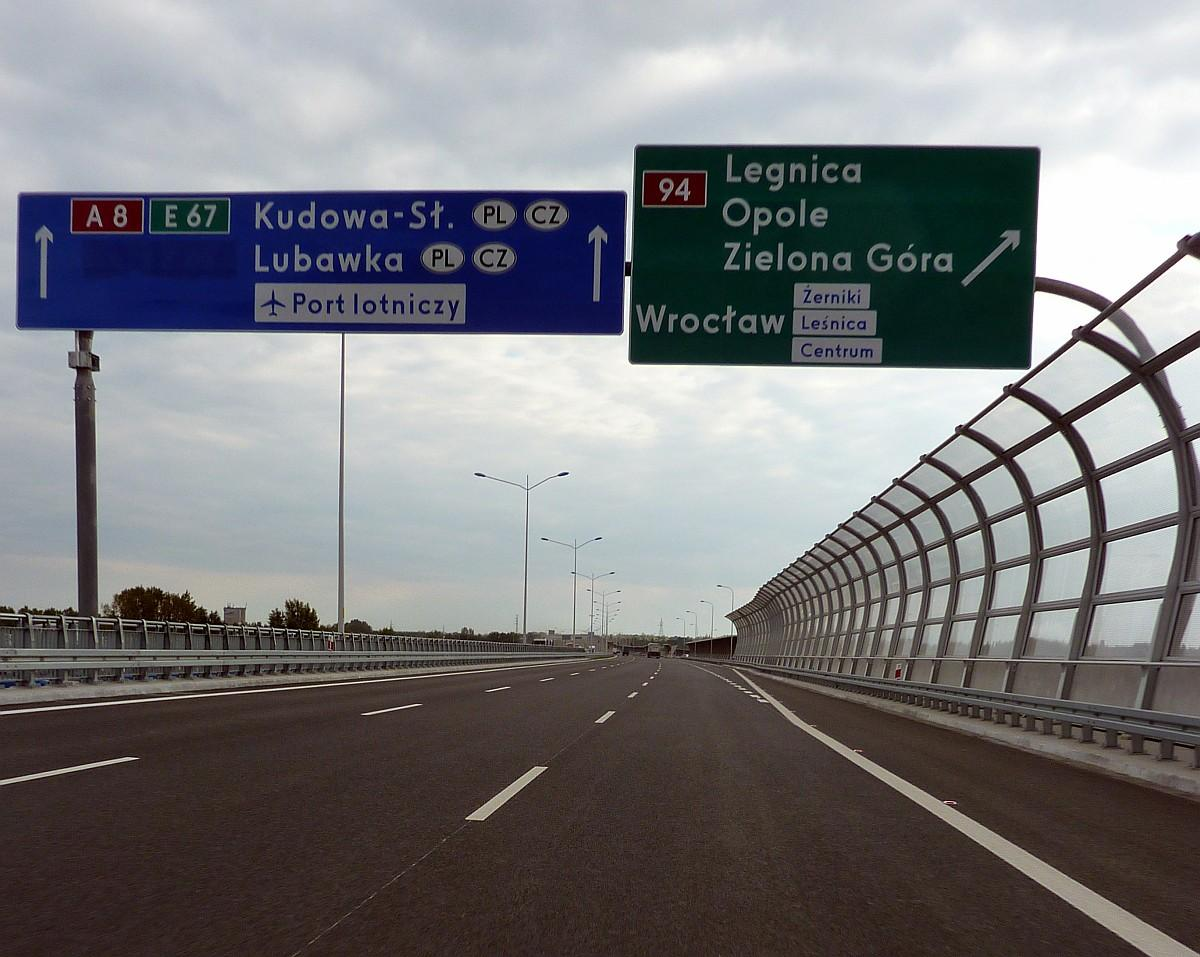
Autoestrada A8

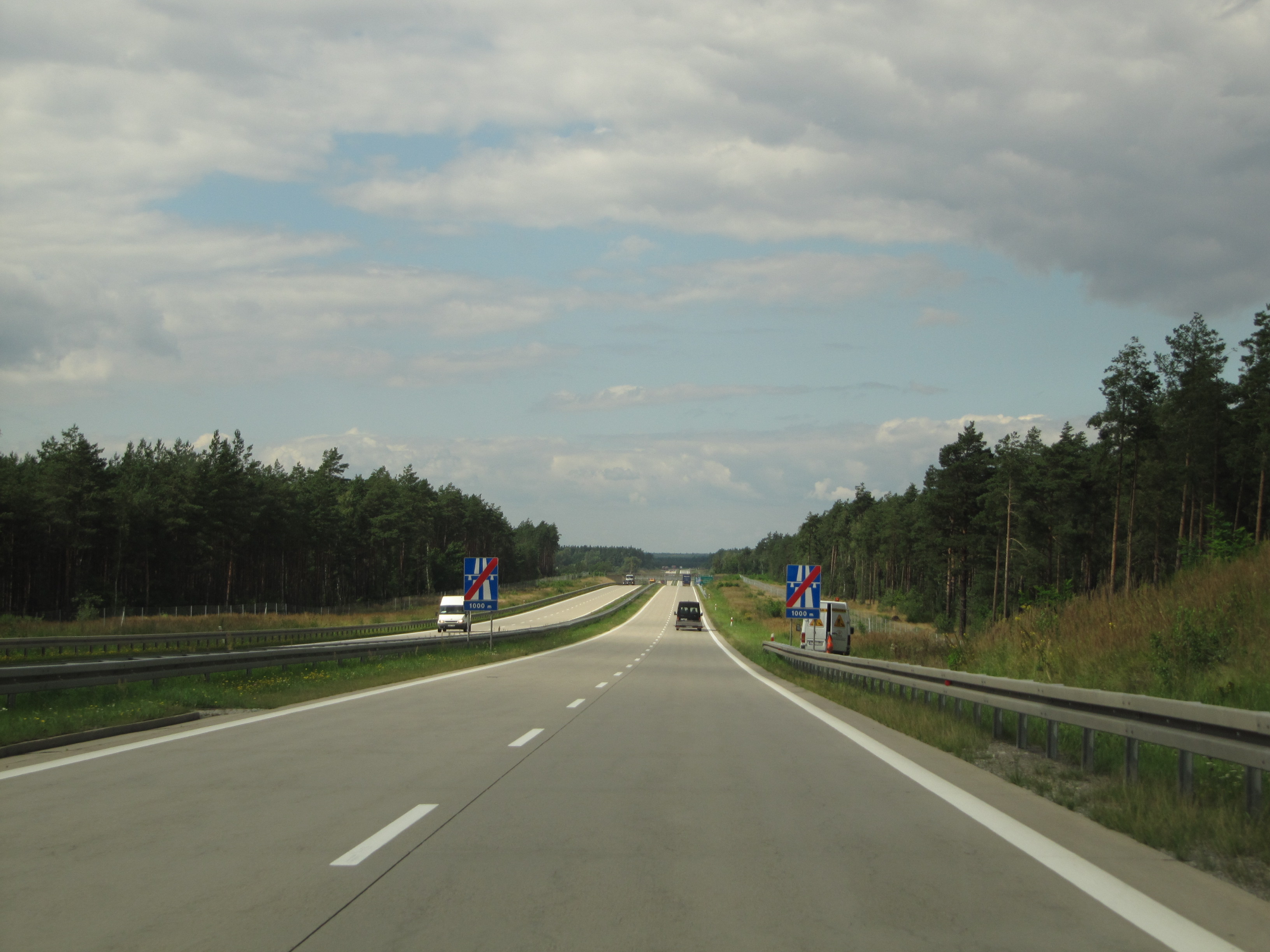
Autoestrada A18

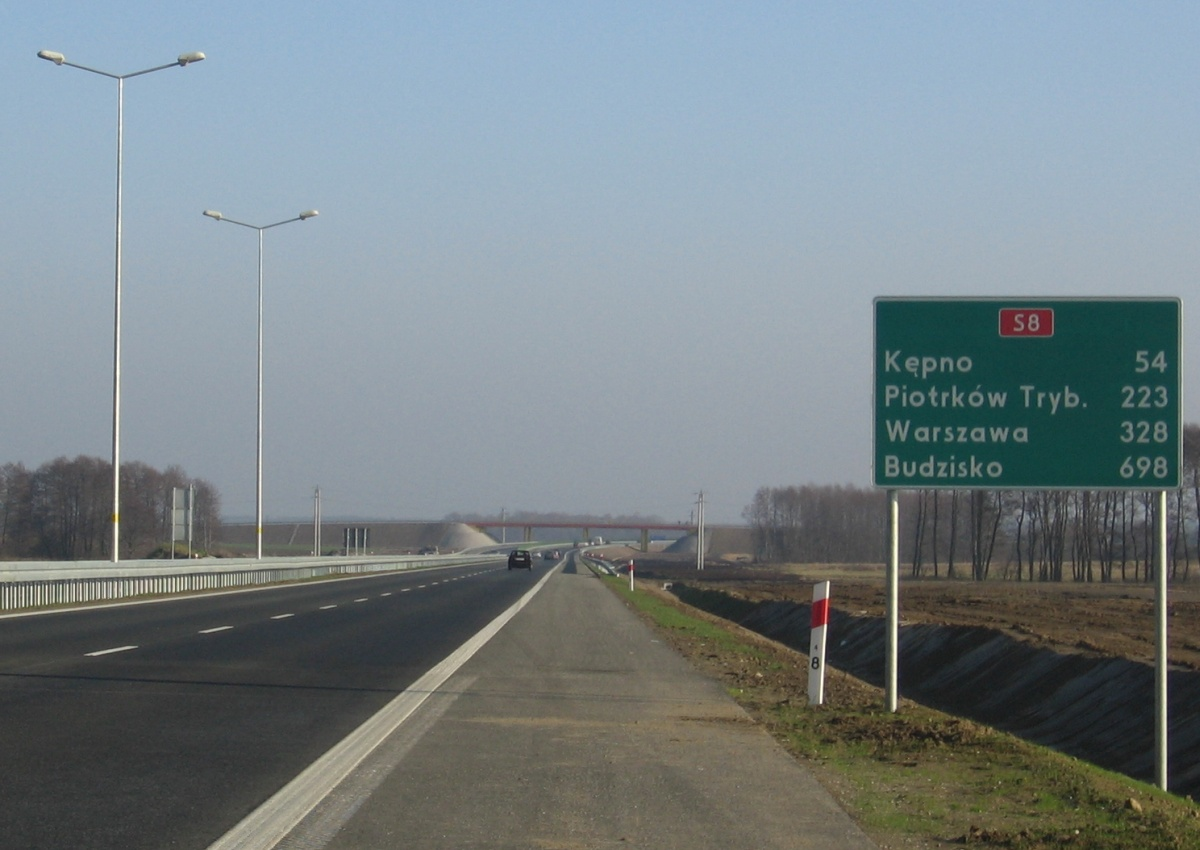
Via expressa S8 ao redor de Oleśnica

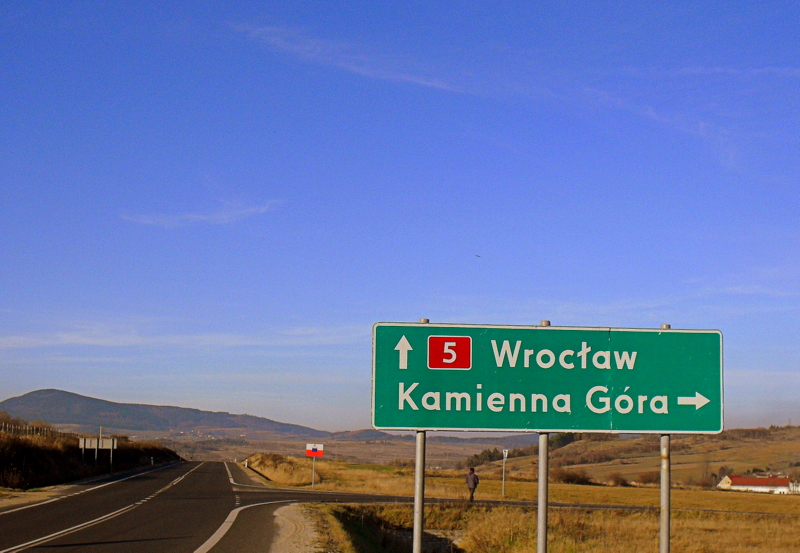
Estrada Nacional N.º 5 entrada para Przedwojów

| Estrada                                                 | Rota | Comprimento atual na voivodia [km] | Observações                                                                                     |
| ------------------------------------------------------- | --- | ---------------------------------- | ----------------------------------------------------------------------------------------------- |
| Estrada Nacional N.º 3 (Polônia) · E65                  | Świnoujście – Szczecin – Gorzów Wielkopolski – Zielona Góra – Lubin – Legnica – Bolków – Jelenia Góra – Jakuszyce – fronteira do país com a República Tcheca | 165                                |                                                                                                 |
| Via expressa S3 (Polônia) · E65                         | Świnoujście – Goleniów – Szczecin A6 (trevo "Rzęśnica") – ... – A6 (Szczecin) – Gorzów Wielkopolski – Zielona Góra – A4 (Legnica) – Bolków – Lubawka – fronteira do país com a República Tcheca | ?                                  | O trecho Bolków-fronteira do país está em construção                                            |
| Autoestrada A4 (Polônia) · E40 (rota europeia)          | fronteira do país com a Alemanha – Jędrzychowice – Krzyżowa – Legnica – Breslávia – Opole – Gliwice – Katowice – Cracóvia – Tarnów – Rzeszów – Korczowa – fronteira do país com a Ucrânia | 194                                |                                                                                                 |
| Estrada Nacional N.º 5 (Polônia)                        | (Nowe Marzy) – Świecie – Bydgoszcz – Gniezno – Poznań (trevo "Poznań Wschód" – trevo "Poznań Komorniki") – Leszno – Breslávia – Kostomłoty – Dobromierz – Bolków – Kamienna Góra – Lubawka – fronteira do país com a República Tcheca | 175                                |                                                                                                 |
| Via expressa S5 (Polônia)                               | (Ostróda) – A1 (Nowe Marzy) – Bydgoszcz – Poznań – Leszno – A8 (Breslávia) – ... – S8 (Sobótka) – Świdnica – (Bolków) | 48                                 | existe uma ligação da fronteira da voivodia da Grande Polônia com a Baixa Silésia até Breslávia |
| Estrada Nacional N.º 8 (Polônia) · E67 (rota europeia)  | fronteira do país com a República Tcheca – Kudowa-Zdrój – Kłodzko – Ząbkowice Śląskie – Breslávia – Oleśnica – Syców – Kępno – Złoczew – Sieradz – 1 (trevo "Łódź Południe") – Piotrków Trybunalski – Rawa Mazowiecka – Warszawa – Radzymin – Wyszków – Ostrów Mazowiecka – Zambrów – Białystok – Korycin – Augustów – Raczki – Suwałki – Budzisko – fronteira do país com a Lituânia        | 115                                |                                                                                                 |
| Autoestrada A8 (Polônia) · E67 (rota europeia)          | Desvio da autoestrada de Breslávia na secção A4 – Psie Pole | 22                                 | tudo dentro da voivodia                                                                         |
| Via expressa S8 (Polônia) · E67 (rota europeia)         | Kłodzko – Kobierzyce – A8 (Breslávia) – ... – Breslávia (Psie Pole) – Kępno – Sieradz – A1 (Łódź) – ... – A1 (Piotrków Trybunalski) – Rawa Mazowiecka – S2 (Opacz) – ... – S2 (Konotopa) – Warszawa – Ostrów Mazowiecka – Zambrów – S19 (Choroszcz) | 57                                 |                                                                                                 |
| Estrada Nacional N.º 12 (Polônia)                       | fronteira do país com a Alemanha – Łęknica – Żary – Żagań – Szprotawa – Przemków – Radwanice – Drożów 3 – Głogów – Szlichtyngowa – Wschowa – Leszno – Gostyń – Jarocin – Pleszew – Kalisz – Błaszki – Sieradz – Łask – Rzgów – Piotrków Trybunalski – Sulejów – Opoczno – Przysucha – Radom – Zwoleń – Puławy – Kurów – Lublin – Piaski – Chełm – Dorohusk – fronteira do país com a Ucrânia | 48                                 |                                                                                                 |
| Estrada Nacional N.º 15 (Polônia)                       | Trzebnica – Milicz – Krotoszyn – Jarocin – Miąskowo – Miłosław – Września – Gniezno – Trzemeszno – Wylatowo – Strzelno – Inowrocław – Toruń – Brodnica – Lubawa – Ostróda | 49                                 |                                                                                                 |
| Estrada Nacional N.º 18 (Polônia) · E36 (rota europeia) | fronteira do país com a Alemanha – Olszyna – Golnice – Krzyżowa | 21                                 |                                                                                                 |
| Autoestrada A18 (Polônia) · E36 (rota europeia)         | fronteira do país com a Alemanha – Olszyna – A4 | 5                                  | estrada sul planejada                                                                           |
| Estrada Nacional N.º 25 (Polônia)                       | Bobolice – Biały Bór – Człuchów – Sępólno Krajeńskie – Koronowo – Bydgoszcz – Inowrocław – Strzelno – Ślesin – Konin – Kalisz – Ostrów Wielkopolski – Antonin – Oleśnica | 28                                 |                                                                                                 |
| Estrada Nacional N.º 30 (Polônia)                       | (trevo "Zgorzelec") – Lubań – Gryfów Śląski – Pasiecznik – Jelenia Góra | 67                                 | tudo dentro da voivodia                                                                         |
| Estrada Nacional N.º 33 (Polônia)                       | Kłodzko – Międzylesie – Boboszów – fronteira do país com a República Tcheca | 45                                 | tudo dentro da voivodia                                                                         |
| Estrada Nacional N.º 34 (Polônia)                       | Świebodzice – Dobromierz | 9                                  | tudo dentro da voivodia                                                                         |
| Estrada Nacional N.º 35 (Polônia)                       | fronteira do país com a República Tcheca – Golińsk – Mieroszów – Wałbrzych – Świebodzice – Świdnica – (trevo "Bielany Wrocławskie") | 91                                 | tudo dentro da voivodia                                                                         |
| Estrada Nacional N.º 36 (Polônia)                       | Prochowice – Lubin – Ścinawa – Wińsko – Załęcze – Rawicz – Krotoszyn – Ostrów Wielkopolski | 70                                 |                                                                                                 |
| Estrada Nacional N.º 39 (Polônia)                       | Łagiewniki – Strzelin – Biedrzychów – Owczary – Brzeg – Namysłów – Kępno | 41                                 |                                                                                                 |
| Estrada Nacional N.º 46 (Polônia)                       | Kłodzko – Nysa – Pakosławice – Jaczowice – Niemodlin – Karczów – Opole – Lubliniec – Blachownia – Częstochowa – Janów – Szczekociny | 21                                 |                                                                                                 |
| Estrada Nacional N.º 94 (Polônia)                       | (trevo "Zgorzelec") – Bolesławiec – Krzywa – Chojnów – Legnica – Prochowice – Breslávia – Brzeg – Opole – Strzelce Opolskie – Toszek – Pyskowice – Bytom – Będzin – Sosnowiec – Dąbrowa Górnicza – Olkusz – 7 (trevo "Modlniczka") – ... – 4 (trevo "Kraków Wieliczka") – Tarnów – Rzeszów – Jarosław – Radymno – estrada 1698R                                                              | 214                                |                                                                                                 |

### Transporte ferroviário

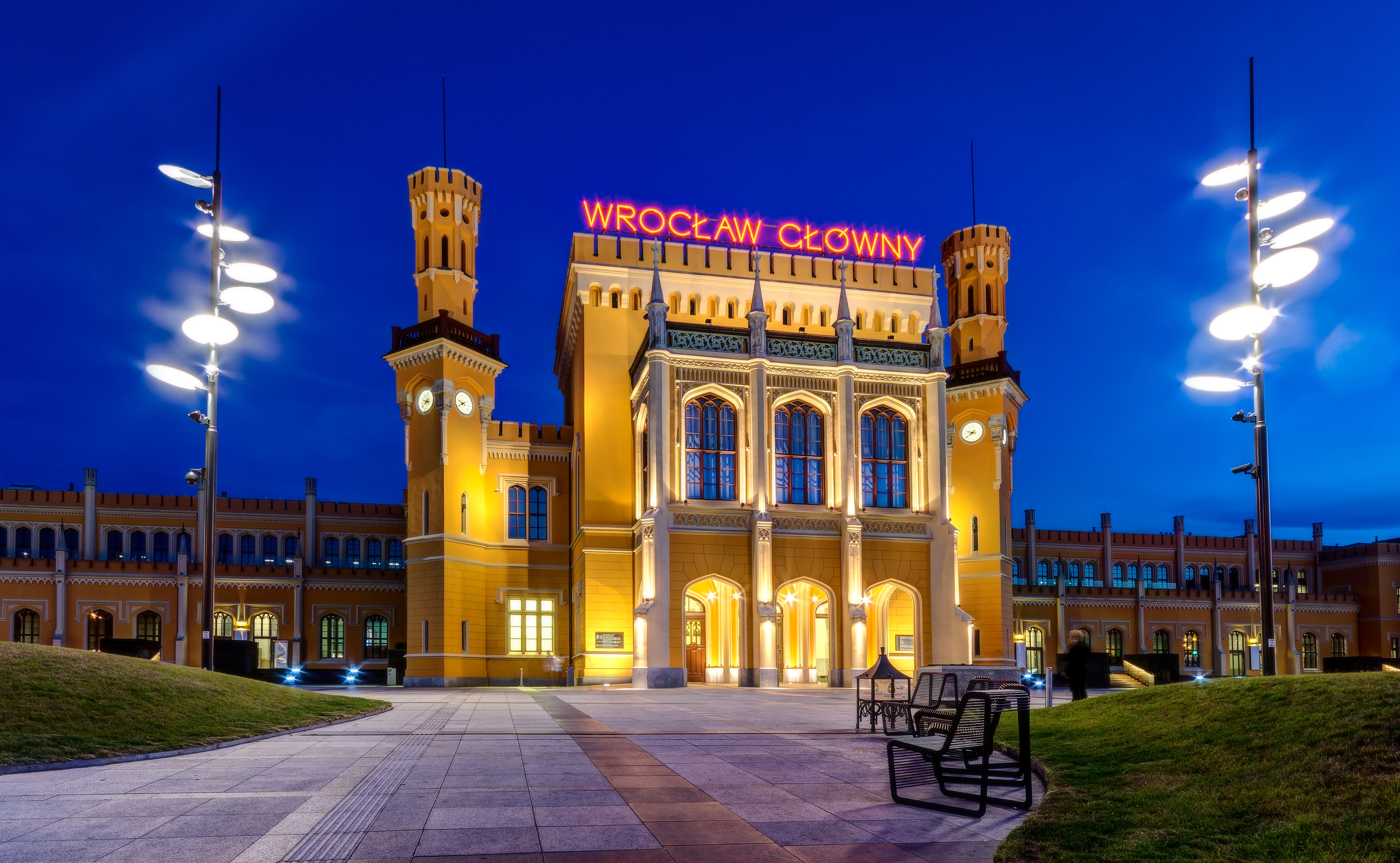
Estação ferroviária Wrocław Główny

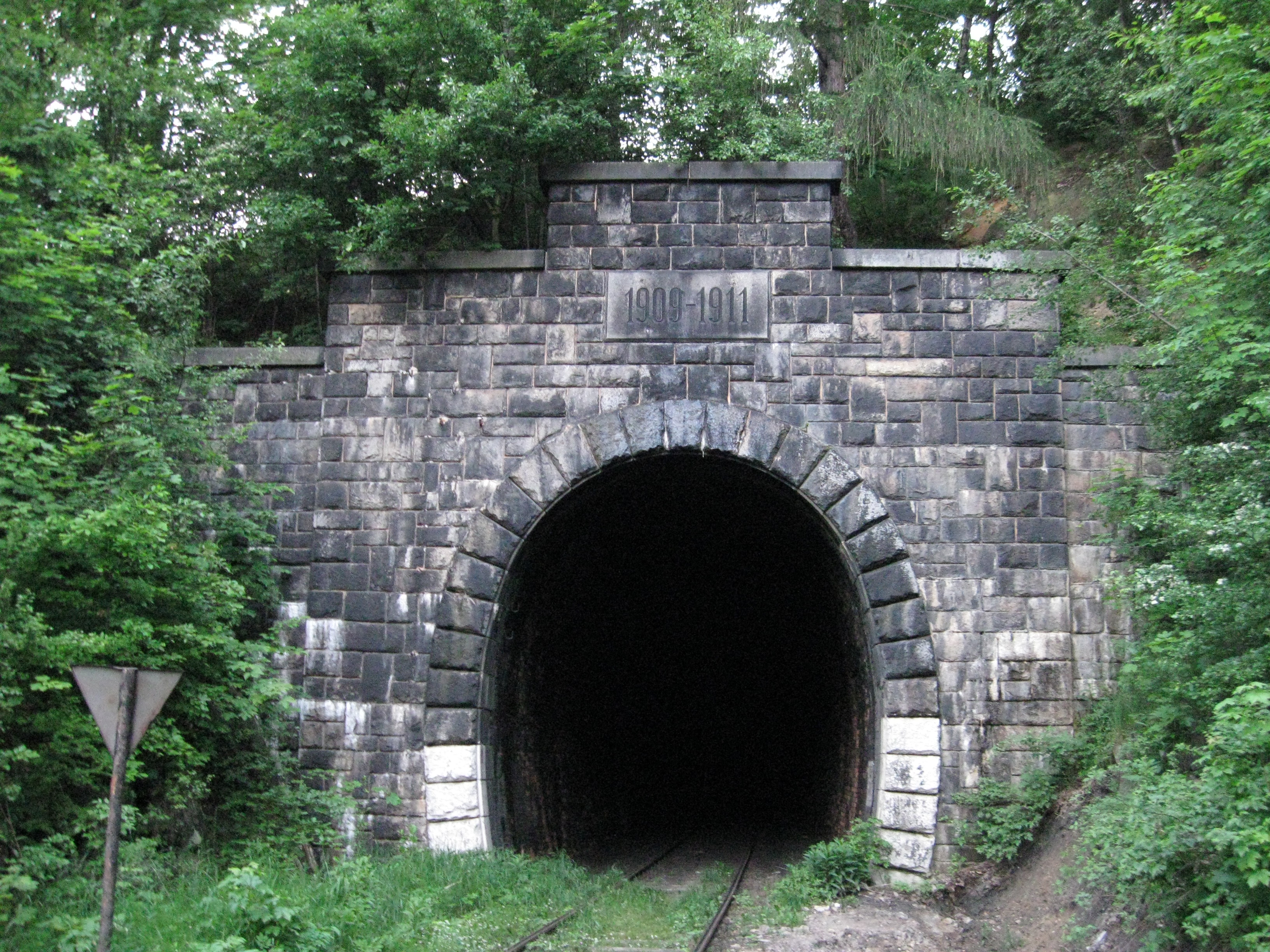
Túnel sob o monte thumb

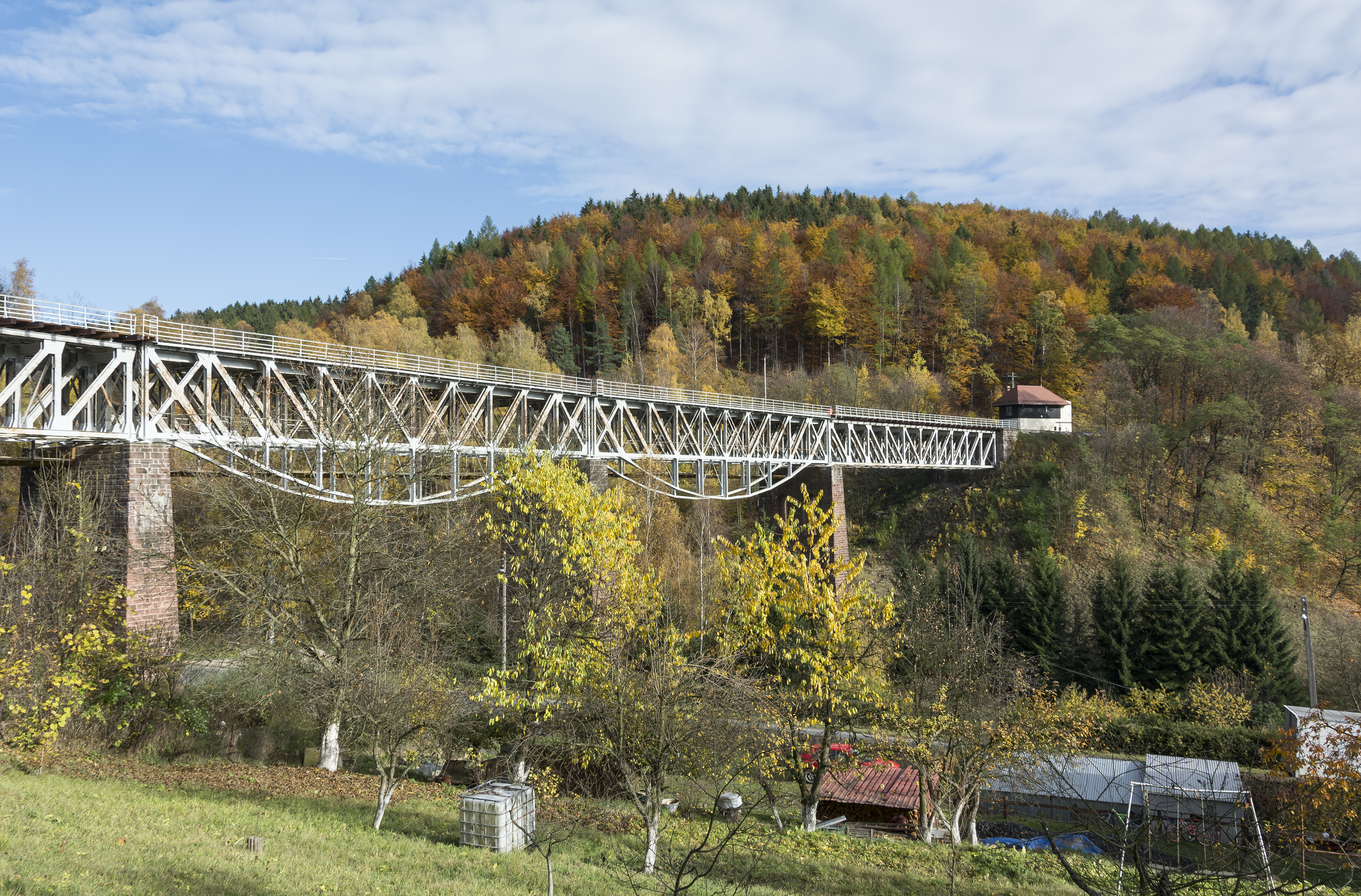
Viaduto ferroviário em Ludwikowice Kłodzkie

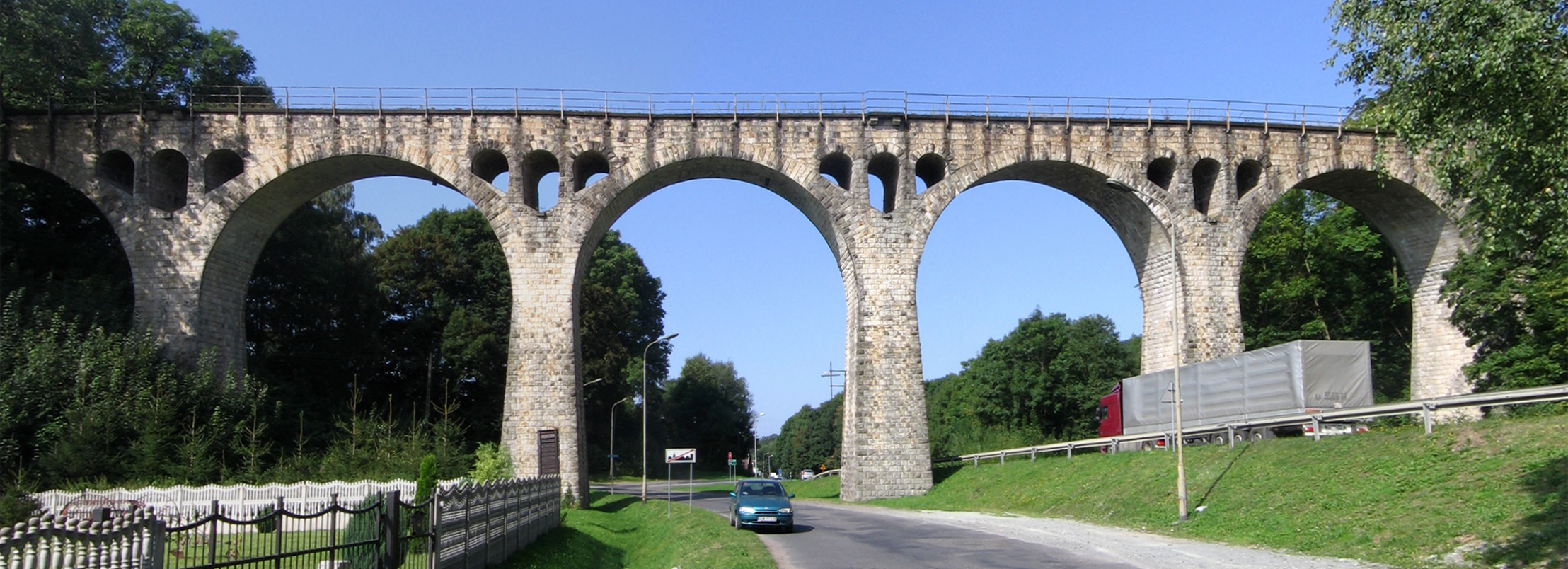
Viaduto ferroviário em Lewin Kłodzki

A estação principal de passageiros é a Wrocław Główny, localizada na junção de várias rotas importantes de Breslávia.
Existem instalações de engenharia nas rotas ferroviárias nos Sudetos, por exemplo, o túnel sob thumb|220px Wołowiec, o túnel sob Sajdak, os túneis sob Świerkowa Kopaki, a Ponte Negra em Nowa Ruda, o viaduto em Ludwikowice Kłodzkie, o viaduto ferroviário em Lewin Kłodzki.
Em 2017, um residente estatístico da voivodia da Baixa Silésia viajou 8,6 vezes de trem.

#### Ferrovias (bitola normal) ativas
Nota: o comprimento da linha e os anos de construção indicados em itálico aplicam-se apenas à seção dentro da voivodia da Baixa Silésia
- Ferrovia Polonesa E-30
- 14 0Łódź – Głogów – Forst (comprimento 36,8 km; construção 1846–1858)
- 132 Bytom – Breslávia (comprimento 29,3 km; construção 1842–1856)
- 137 Katowice – Legnica (comprimento 114,8 km; construção 1844–1874)
- 143 Kalety – Breslávia (construção 1868–1884)
- 181 Herby Nowe – Oleśnica (construção 1871–1926)
- 271 Breslávia – Poznań (inaugurada em outubro de 1856)
- 273 Breslávia – Szczecin (construção 1844–1877)
- 274 Breslávia – Görlitz (comprimento 201,0 km; construção 1842–1868)
- 275 Breslávia – Gubinek (construção 1844-1875)
- 276 Breslávia – Lichkov (comprimento 136,1 km; construção 1871–1926)
- 277 Opole – Breslávia (inaugurada em outubro de 1909)
- 278 Węgliniec – Zgorzelec (comprimento 26,1 km; construção 1846–1847)
- 279 Lubań Śląski – Węgliniec (comprimento 21,1 km; inaugurada em setembro de 1865)
- 281 Oleśnica – Chojnice (construção 1875–1894)
- 282 Miłkowice – Jasień (construção 1845-1900)
- 285 Breslávia – Jedlina-Zdrój (comprimento 82,2 km; construção 1884–1904)
- 286 Wałbrzych – Kłodzko
- 289 Legnica – Rudna Gwizdanów (comprimento 39,1 km; construção 1869–1871)
- 290 Mikułowa – Bogatynia (comprimento 32,5 km; construção 1875–1962)
- 291 Wałbrzych – Meziměstí
- 292 Jelcz – Breslávia (comprimento 28,8 km; construção 1912–1922)
- 295 Węgliniec – Horka (comprimento 12,9 km; inaugurado em junho de 1874)
- 308 Jelenia Góra – Kamienna Góra
- 311 Jelenia Góra – Jakuszyce
- 326 Breslávia – Trzebnica (comprimento 19,7 km; inaugurada em dezembro de 1886)
- 349 Święta Katarzyna–Breslávia (comprimento 18,8 km; linha de frete inaugurada em janeiro de 2000)
- 355 Ostrów Wielkopolski – Grabowno Wielkie (construção 1912–1922)

#### Caminho de ferro de via estreita(fechado)

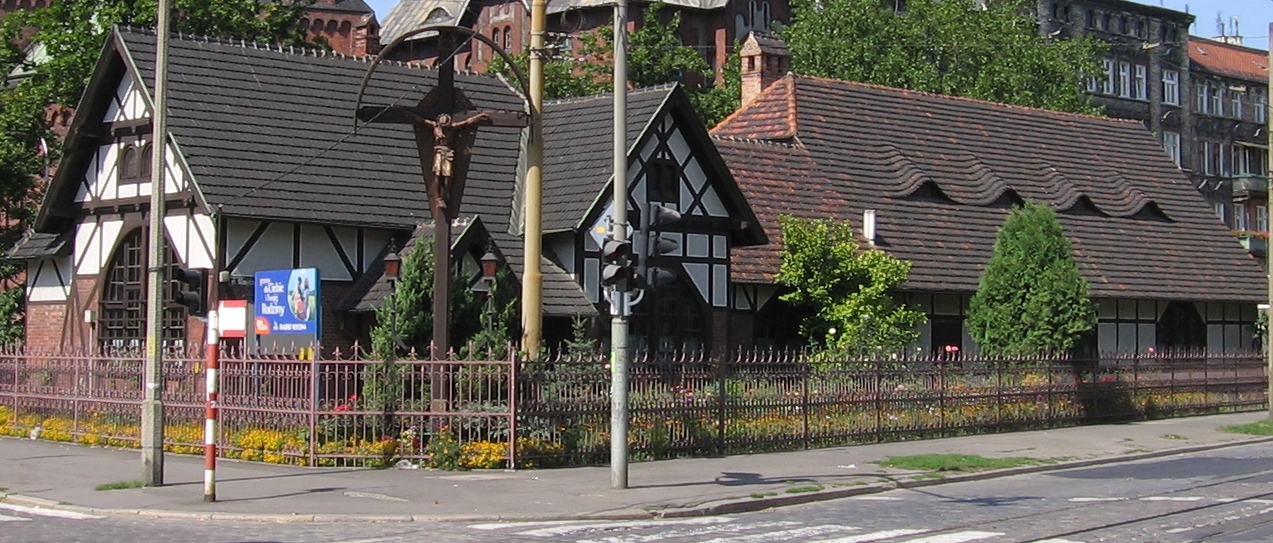
Antiga estação ferroviária de bitola estreita na parte norte de Breslávia

- Zittau – Bogatynia Wąskotorowa – Heřmanicé 15,8 km; 750 mm; 1 via; construção 1884; demolido 2004
- Przedkowice – Milicz Wąskotorowa – Sulmierzyce 23,1 km; 750 mm; 1 via; construção 1894; demolido 2004
- Żmigród Wąskotorowa – Przedkowice 7,5 km; 750 mm; 1 via; construção 1894; demolido 2004
- Trzebnica Gaj – Przedkowice 18,6 km; 750 mm; 1 via; construção 1895; demolida 2004
- Wrocław Główny Wąskotorowa – Trzebnica Gaj 26,0 km; 750 mm; 1 via; construção 1898; demolido 1970
- Kamieniec Ząbkowicki – Byczeń – Złoty Stok 11,8 km; 1000 mm; 1 via; construção 1900; bitola padrão desde 1911
- Bogatynia Wąskotorowa – Turoszów Wąskotorowa 6,0 km; 750 mm; 1 via; construção 1910; demolido 2004

#### Transporte coletivo público

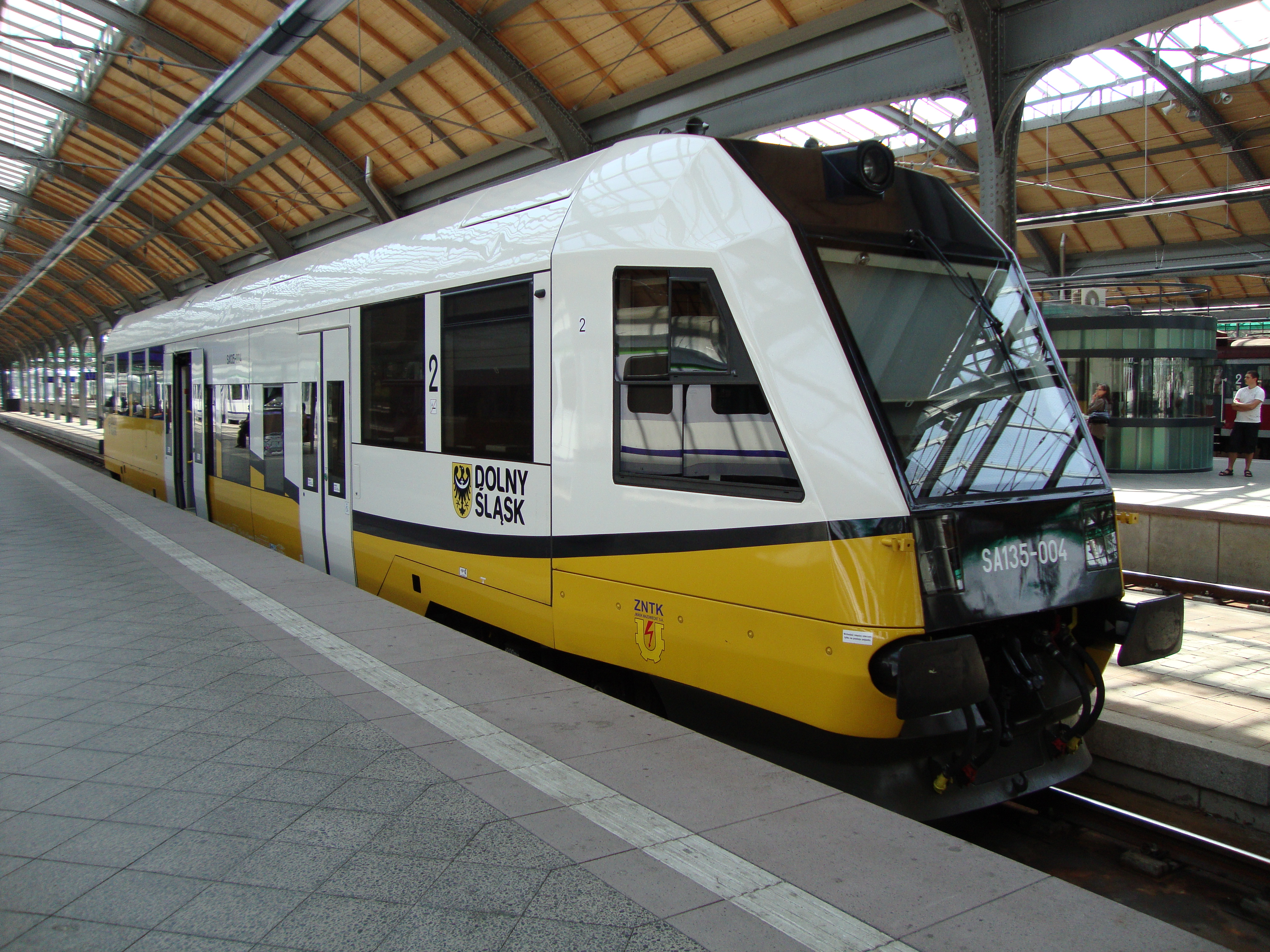
SA135 da ferrovia Koleje Dolnośląskie na estação de Wrocław Główny

A voivodia da Baixa Silésia possui 26 veículos comprados pelo gabinete do marechal.
| Série   | Tipo  | Números    | Quantidade | Fabricante              | Usuário             | Fonte         |
| ------- | ----- | ---------- | ---------- | ----------------------- | ------------------- | ------------- |
| EN57    | 5B/6B | 1542       | 1          | Pafawag                 | falta               | [ 28 ]        |
| EN57AL  | 5B/6B | 1501, 1938 | 2          | Pafawag                 | Koleje Dolnośląskie | [ 28 ]        |
| EN57AKD | 5B/6B | 1937       | 1          | Pafawag                 | Koleje Dolnośląskie | [ 28 ]        |
| SA109   | 212M  | 003 ÷ 004  | 2          | Kolzam                  | Koleje Dolnośląskie | [ 29 ] [ 30 ] |
| SA106   | 214M  | 011        | 1          | Pesa                    | Koleje Dolnośląskie | [ 29 ] [ 30 ] |
| SA135   | 214Mb | 001 ÷ 003  | 9          | Pesa                    | Koleje Dolnośląskie | [ 29 ] [ 30 ] |
| SA135   | 214Mb | 004 ÷ 009  | 9          | ZNTK „Mińsk Mazowiecki” | Koleje Dolnośląskie | [ 29 ] [ 30 ] |
| SA132   | 218Ma | 002        | 1          | Pesa                    | Koleje Dolnośląskie | [ 29 ] [ 30 ] |
| SA134   | 218Md | 003 ÷ 007  | 8          | Pesa                    | Koleje Dolnośląskie | [ 29 ] [ 30 ] |
| SA134   | 218Md | 023 ÷ 025  | 8          | ZNTK „Mińsk Mazowiecki” | Koleje Dolnośląskie | [ 29 ] [ 30 ] |

### Transporte aéreo

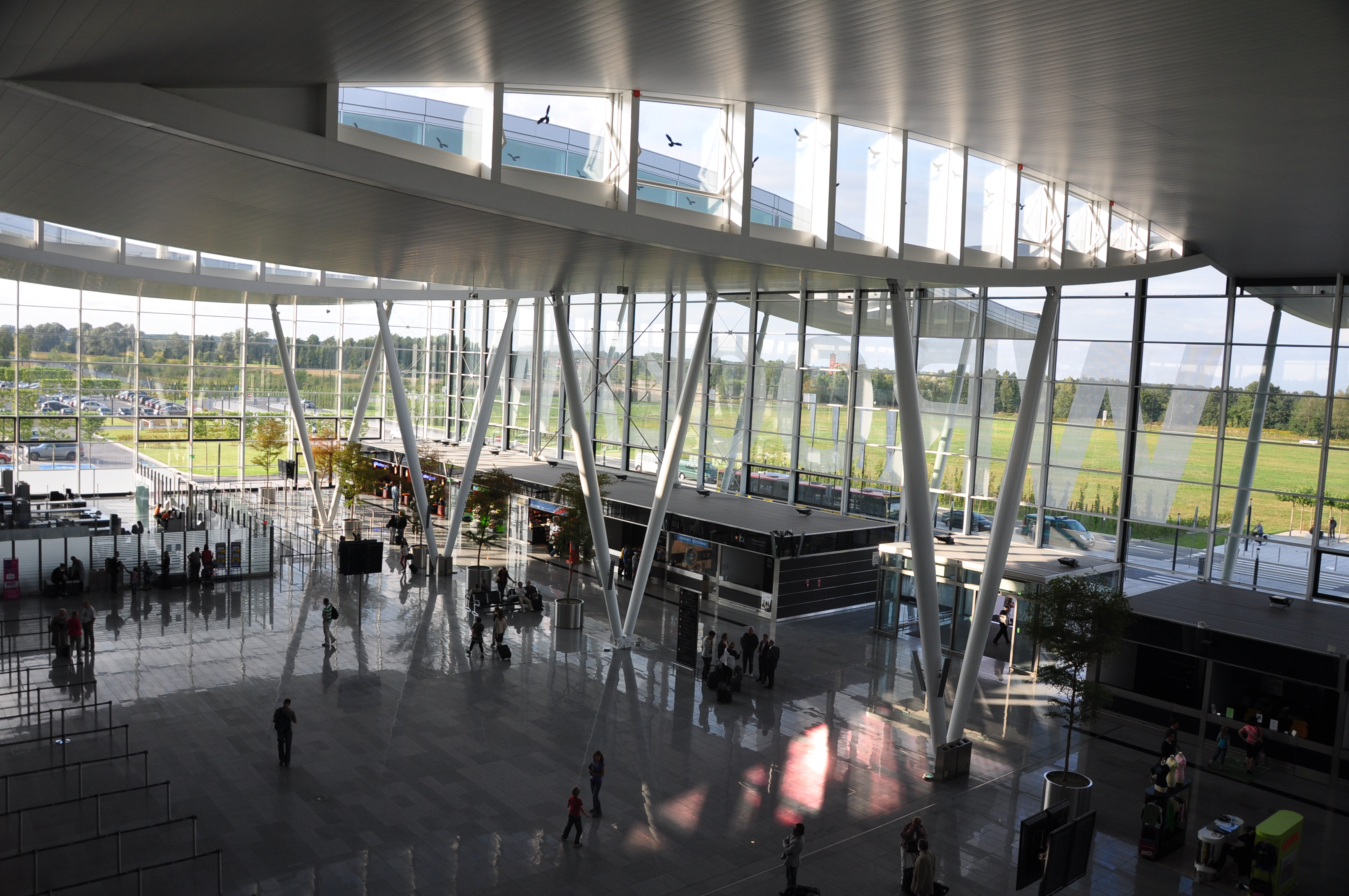
Saguão da área pública no terminal T2 do Aeroporto de Breslávia-Copérnico

O principal e maior aeroporto da voivodia é o aeroporto internacional Breslávia-Copérnico, com uma pista de 2500/45 m e o ILS II.
Além disso, a voivodia possui vários pequenos aeroportos e aeródromos pertencentes a aeroclubes:
- Aeródromo Breslávia-Szymanów
- Aeródromo de Mirosławice
- Aeroporto de Lubin
- Aeródromo de Krzywy
- Aeroporto de Jelenia Góra
- Aeroporto de Jeżów Sudecki

## Telecomunicação
Zona de numeração; código de área.
- Breslávia – 71
- Wałbrzych – 74
- Jelenia Góra – 75
- Legnica – 76

## Segurança pública
Na voivodia da Baixa Silésia, existe um centro de notificação de emergência localizado em Breslávia e que atende chamadas de emergência direcionadas aos números de emergência 112, 997, 998 e 999.

## Flora e fauna

### Flora

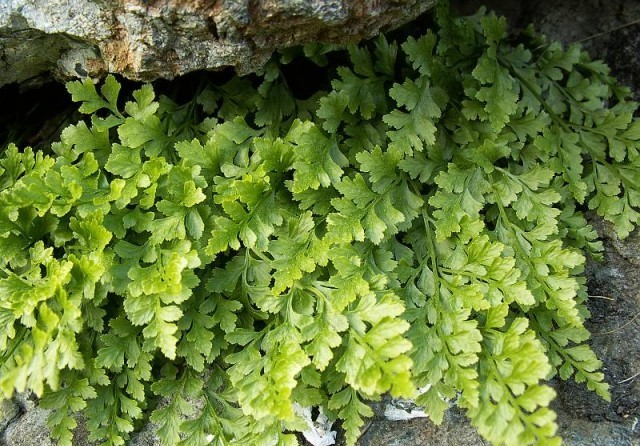
Asplenium cuneifolium

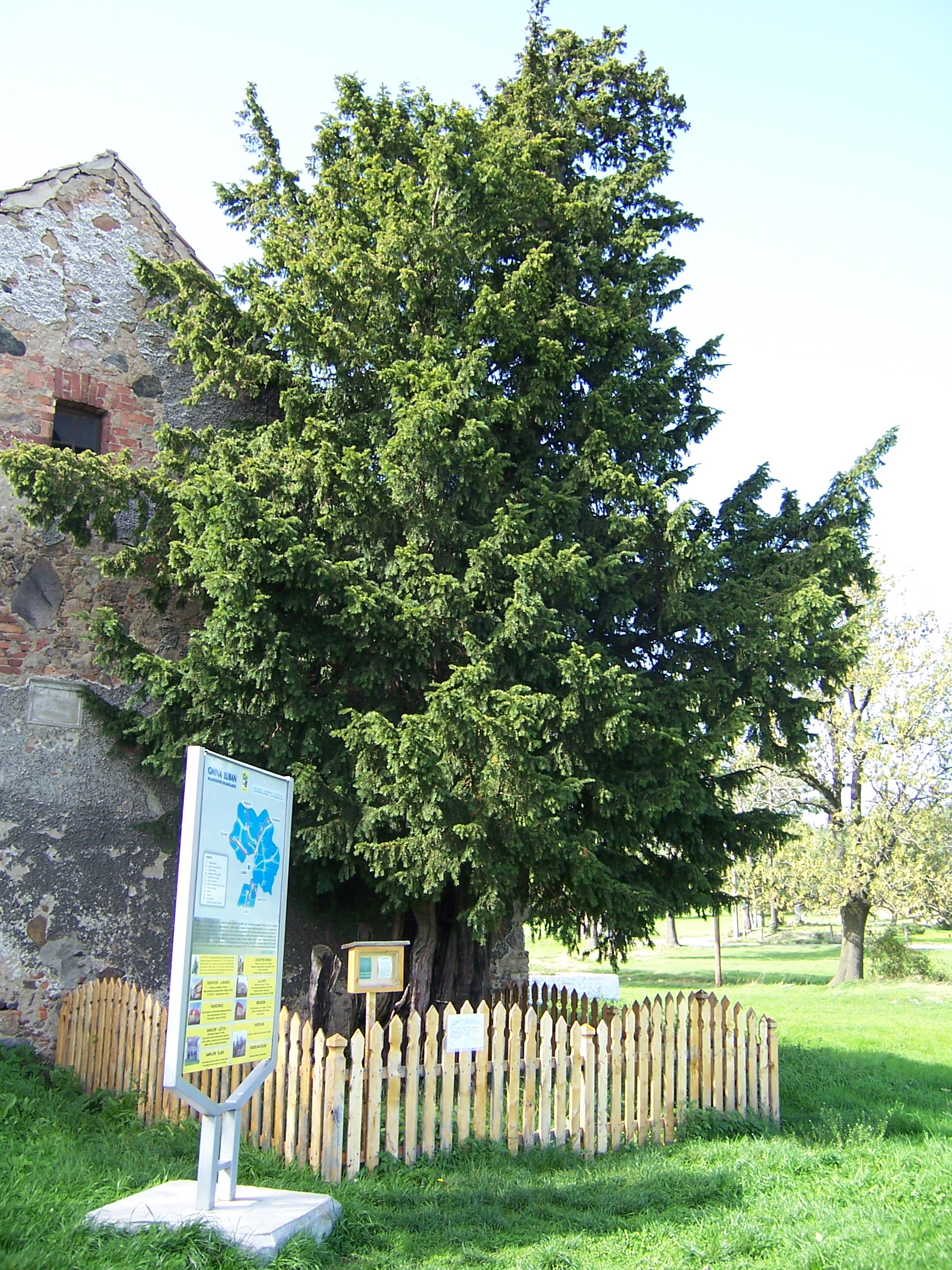
Taxus baccata – a árvore mais antiga da Polônia

A rica vegetação abrange tanto os tipos de florestas de várzea, como os bosques de carpinos, pinheirais, florestas de carvalhos acidófilos, bem como comunidades de plantas montanhosas e de contrafortes (relva xerotérmica, prados de montanha, orquídeas termofílicas de faia, plátanos). Existem várias espécies na voivodia que só são encontradas aqui no país. São elas: sino-barbudo, Aconitum plicatum, campânula-basáltica, Campanula bohemica, Pedicularis sudetica, Galium sudeticum, Asplenium adiantum-nigrum, Asplenium adulterinum, Asplenium cuneifolium, Coleanthus subtilis, Cryptogramma crispa, Carex magellanica, Cyclamen purpurascens, Gladiolus palustris. Além disso, várias espécies têm seu centro de distribuição nacional na região. São elas: Leopoldia comosa, Leucojum vernum, galium valdepilosum, Lindernia procumbens, Epipactis muelleri, Epipactis albensis, Epipactis purpurata, Montia fontana, Dactylorhiza sambucina, Orobanche pallidiflora e Ornithogalum collinum .

#### Pteridófitas
Licófitas:

Lycopodiales – Huperzia selago, Lycopodiella inundata, Lycopodium clavatum, Lycopodium annotinum, Diphasiastrum alpinum , Diphasiastrum complanatum, Diphasiastrum × issleri, Diphasiastrum × zeilleri , Diphasiastrum tristachyum

Selaginellales – Selaginella selaginoides

Isoetales – Isoetes lacustris.
Equisetopsida:

Equisetales – Equisetum telmateia, Equisetum sylvaticum, Equisetum pratense, Equisetum arvense, Equisetum fluviatile, Equisetum palustre, Equisetum ramosissimum, Equisetum hyemale, Equisetum variegatum.
Samambaia:

Ophioglossales – Ophioglossum vulgatum, Botrychium multifidum, Botrychium lunaria, Botrychium matricariifolium

Osmundaceae – Osmunda regalis

Hymenophyllaceae – Vandenboschia speciosa

Polypodiales – Cryptogramma crispa; Pteridium aquilinum; Oreopteris limbosperma, Thelypteris palustris, Phegopteris connectilis; Asplenium septentrionale, Asplenium trichomanes, Asplenium viride, Asplenium adulterinum, Asplenium ruta-muraria, Asplenium cuneifolium, Asplenium adiantum-nigrum, Asplenium onopteris, Asplenium scolopendrium; Athyrium filix-femina, Athyrium distentifolium, Cystopteris fragilis, Cystopteris sudetica, Woodsia alpina, Woodsia ilvensis, Matteuccia struthiopteris; Polystichum lonchitis, Polystichum aculeatum, Polystichum braunii, Dryopteris cristata, Dryopteris filix-mas, Dryopteris carthusiana, Dryopteris dilatata, Gymnocarpium dryopteris, Gymnocarpium robertianum; Blechnum spicant; Polypodium vulgare, Polypodium interjectum.

Salviniales – Salvinia natans; Azolla caroliniana.

#### Espermatófitas
Conífera:

Pinales – Abies alba, Pseudotsuga menziesii, Picea abies, Larix kaempferi, lariço-europeu, Pinus banksiana, Pinus strobus, pinheiro-larício, pinheiro-da-escócia, Pinus mugo, cipreste-sawara, Chamaecyparis lawsoniana, Thuja occidentalis, Juniperus communis

Taxales – Taxus baccata.
Angiosperma:

Nymphaeales – Nymphaea alba, Nymphaea candida, Nuphar lutea

Piperales – ásaro, Aristolochia clematitis

Ceratophyllaceae – Ceratophyllum demersum, Ceratophyllum submersum

Ranunculales – Papaver argemone, Papaver dubium, papoula, papoula-dormideira, Corydalis cava, Corydalis intermedia, Corydalis pumila†, Corydalis solida, Fumaria officinalis, Fumaria schleicheri, Fumaria vaillantii; Berberis vulgaris, Mahonia aquifolium; Helleborus niger, Helleborus viridis, Eranthis hyemalis, Nigella damascena, Nigella arvensis, Nigella sativa, Trollius europaeus, Isopyrum thalictroides, Actaea spicata, Caltha palustris, Aconitum variegatum, Consolida regalis, Consolida ajacis, Consolida orientalis, Anemone sylvestris, Anemone nemorosa, Anemone ranunculoides, Hepatica nobilis, Anemone patens, Anemone vernalis, Anemone pratensis, Pulsatilla vulgaris, Clematis recta, Clematis vitalba, Adonis flammea, Adonis aestivalis, Adonis annua, Ranunculus aquatilis, Ranunculus peltatus, Ranunculus penicillatus, Ranunculus circinatus, Ranunculus trichophyllus, Ranunculus fluitans, Ranunculus ficaria, Ranunculus lingua, Ranunculus flammula, Ranunculus bulbosus, Ranunculus sceleratus, Ranunculus arvensis, Ranunculus repens, Ranunculus sardous, Ranunculus polyanthemos, Ranunculus serpens, Ranunculus cassubicus, Ranunculus auricomus, Ranunculus lanuginosus, Ranunculus acris, Myosurus minimus, Aquilegia vulgaris, Thalictrum aquilegiifolium, Thalictrum minus, Thalictrum lucidum, Thalictrum flavum

Saxifragales – Crassula aquatica, Jovibarba sobolifera, Sedum alpestre, Sedum album, Sedum spurium, Sedum acre, Sedum villosum, Sedum rupestre, Sedum sexangulare, Sedum maximum, Rhodiola rosea; Myriophyllum spicatum, Myriophyllum verticillatum; groselheira, Ribes alpinum, cassis, groselha, Ribes petraeum; Chrysosplenium oppositifolium, Chrysosplenium alternifolium, Saxifraga moschata, Saxifraga bryoides, Saxifraga oppositifolia, Saxifraga nivalis, Saxifraga tridactylites, Saxifraga granulata, Saxifraga sponhemica

Vitales – Parthenocissus inserta, Vitis vinifera

Celastrales – Euonymus verrucosus, Euonymus europaeus, Parnassia palustris

### Fauna

#### Invertebrados

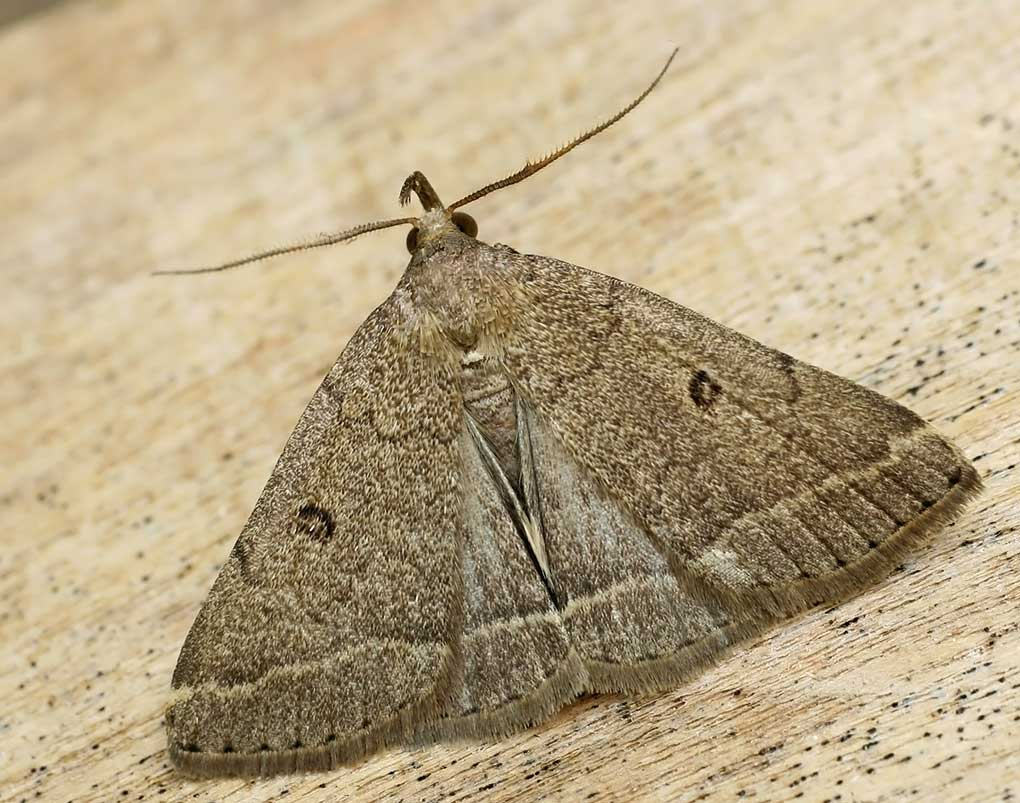
Zanclognatha zelleralis

Os limites de alcance de muitas espécies passam pela voivodia, e assim: são encontradas no norte populações isoladas de aranha Chiracanthium elegans, lacraia Glomeris guttata, abelha Chalicodoma parietina (provavelmente extinta), lesma Tandonia rustica e borboleta Polyommatus daphnis. As populações do sul são formadas por espécies do Ártico, entre outras a mosca Rhamphomya caudata. Entre as relíquias glaciais deve ser mencionada a borboleta Ectoedemia woolhopiella encontrada nas Montanhas dos Gigantes e nos Montes Jizera. Das espécies dos Cárpatos, que atingem os Sudetos orientais  incluem, entre outras, 8 espécies de caracóis, por exemplo, o Bielzia coerulans, ou o besouro Pterostichus negligens. Dos invertebrados calcários, deve-se mencionar o crustáceo terrestre Cylisticus convexus. As espécies conhecidas apenas em locais individuais incluem, entre outras, as borboletas Zanclognatha zelleralis e Aplota kadeniella no monte Ostrzyca, gorgulhos Ceutorhynchus niyazzi em Głogów, Ceutorhynchus leprieuri em Breslávia e montanhas Śnieżnik, besouro Anommatus pannonicus em Breslávia e verme Troglochaetus beranecki na Caverna Radochowska. Poucas espécies endêmicas também foram encontradas, como o inseto sem asas Onychiurus paxi das montanhas Bystrzyckie, minhoca Trichodrilus spelaeus e camarão Crangonyx paxi encontrado apenas em Kletno e o colêmbolo Oncopodura reyersdorfensis encontrado apenas na caverna Radochowska. Também vale a pena mencionar as espécies com um alcance limitado na Polônia, que foram extintas na voivodia – Margaritifera margaritifera e a Parnassius apollo.

#### Vertebrados

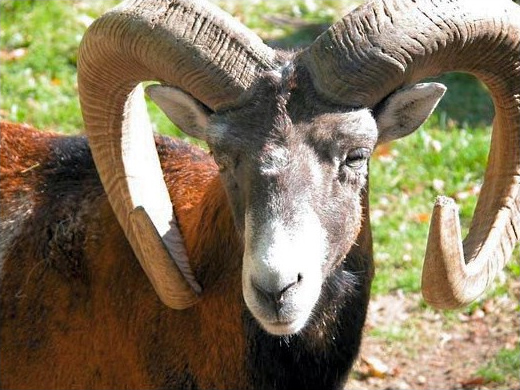
Muflão

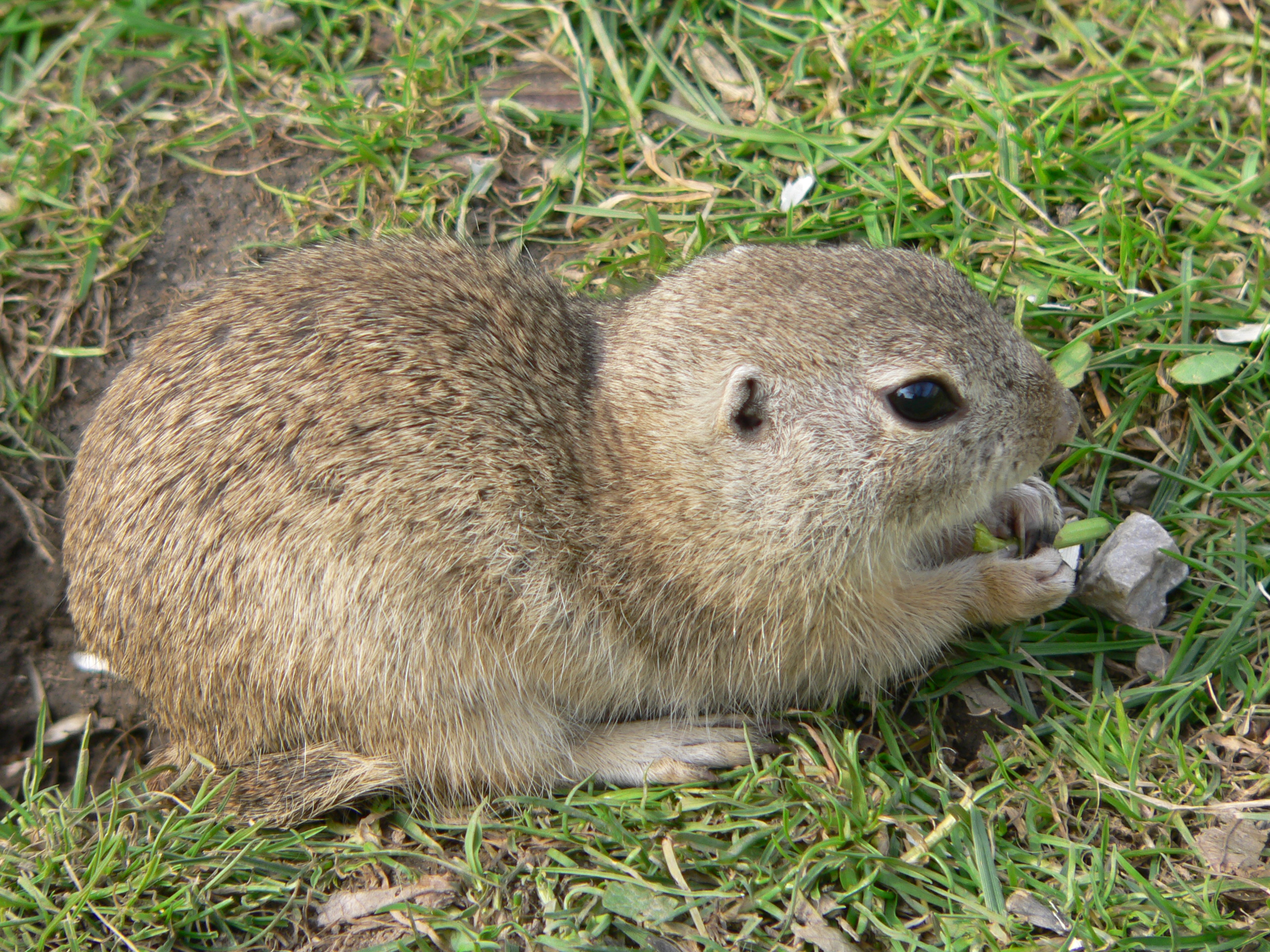
Esquilo-europeu

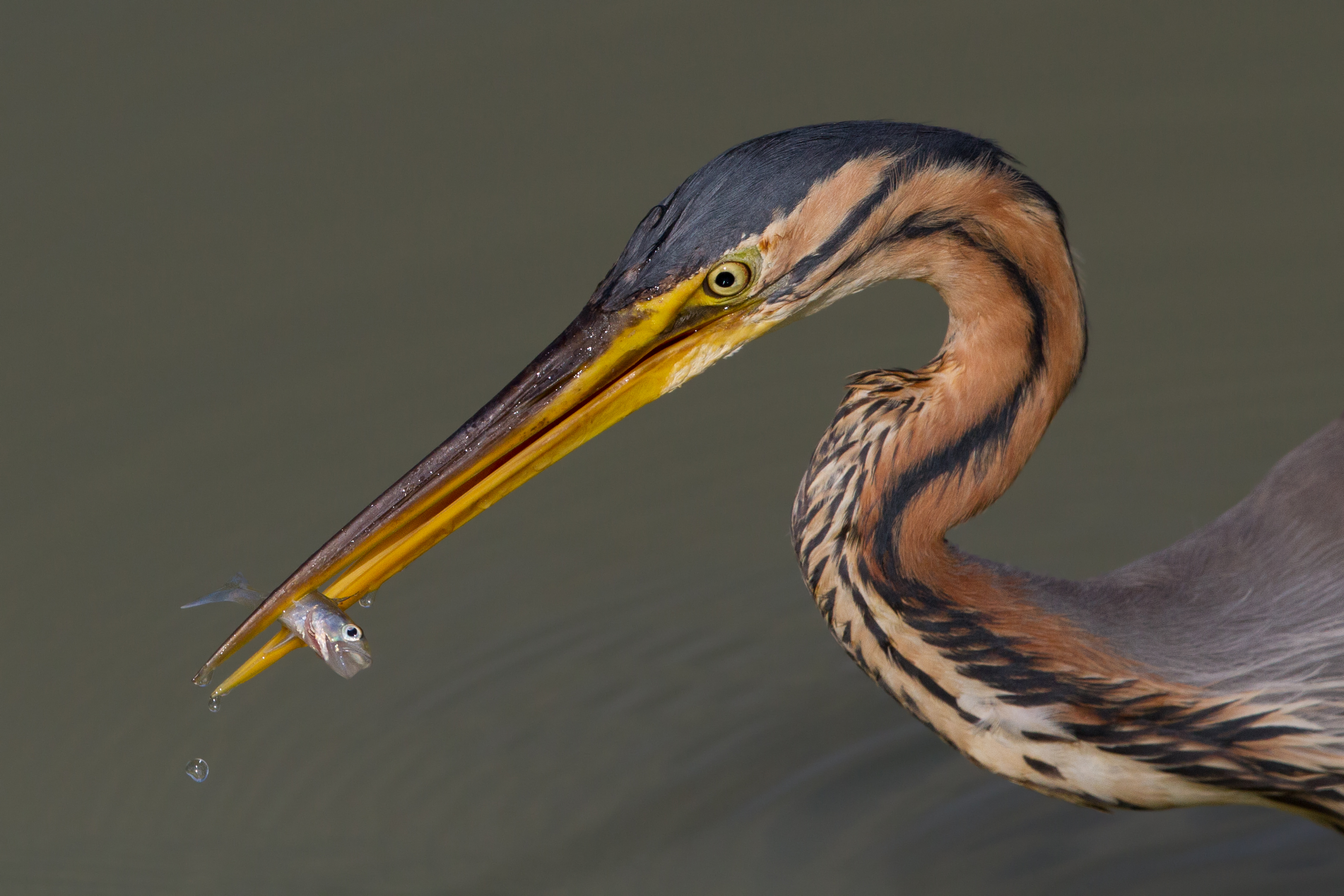
Garça-vermelha

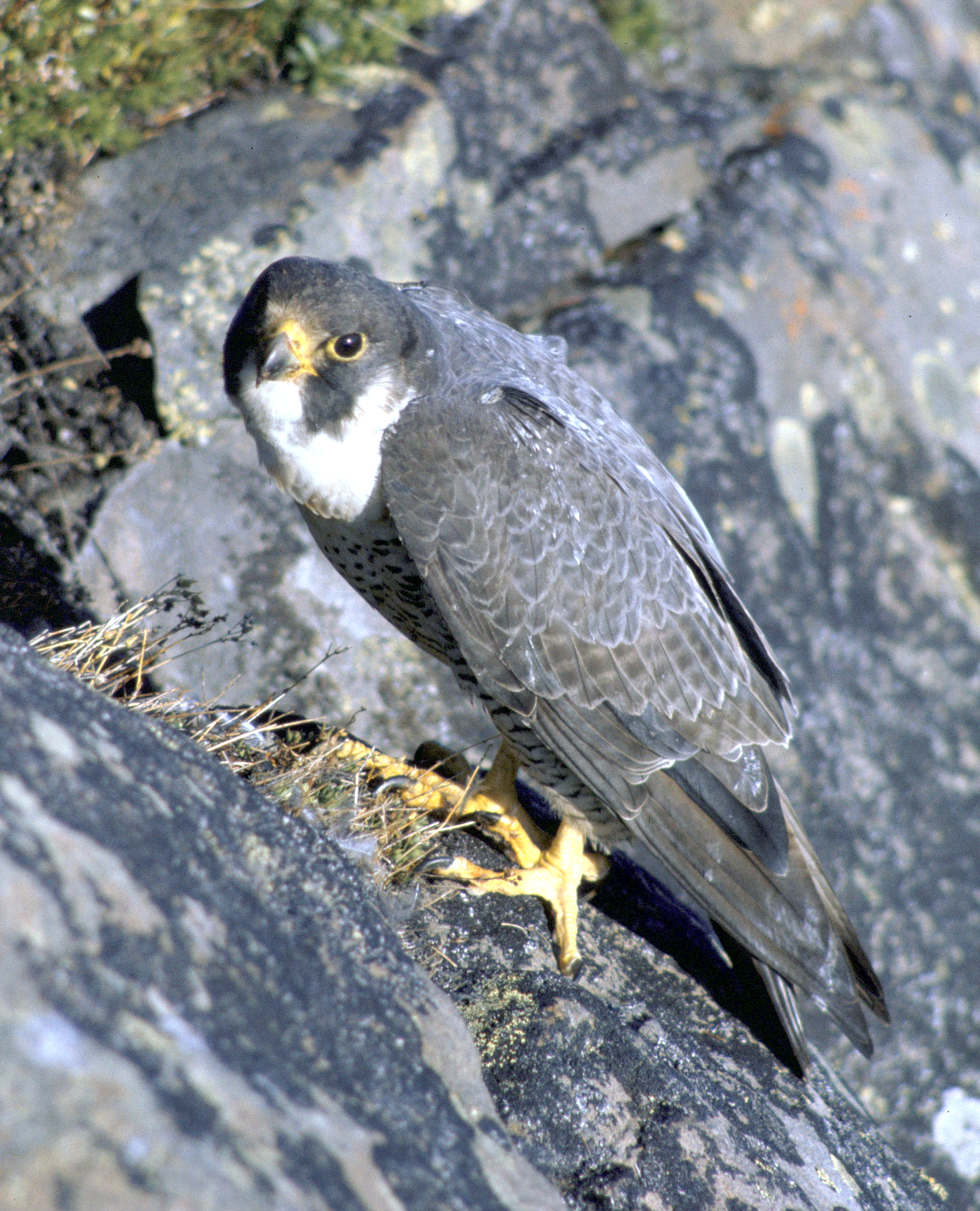
Falcão-peregrino

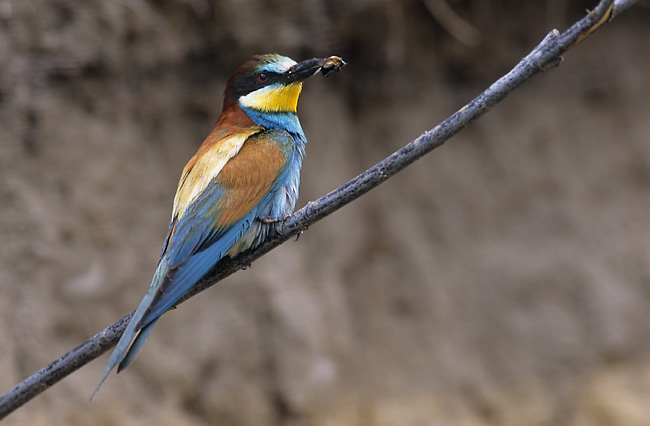
Abelharuco-europeu

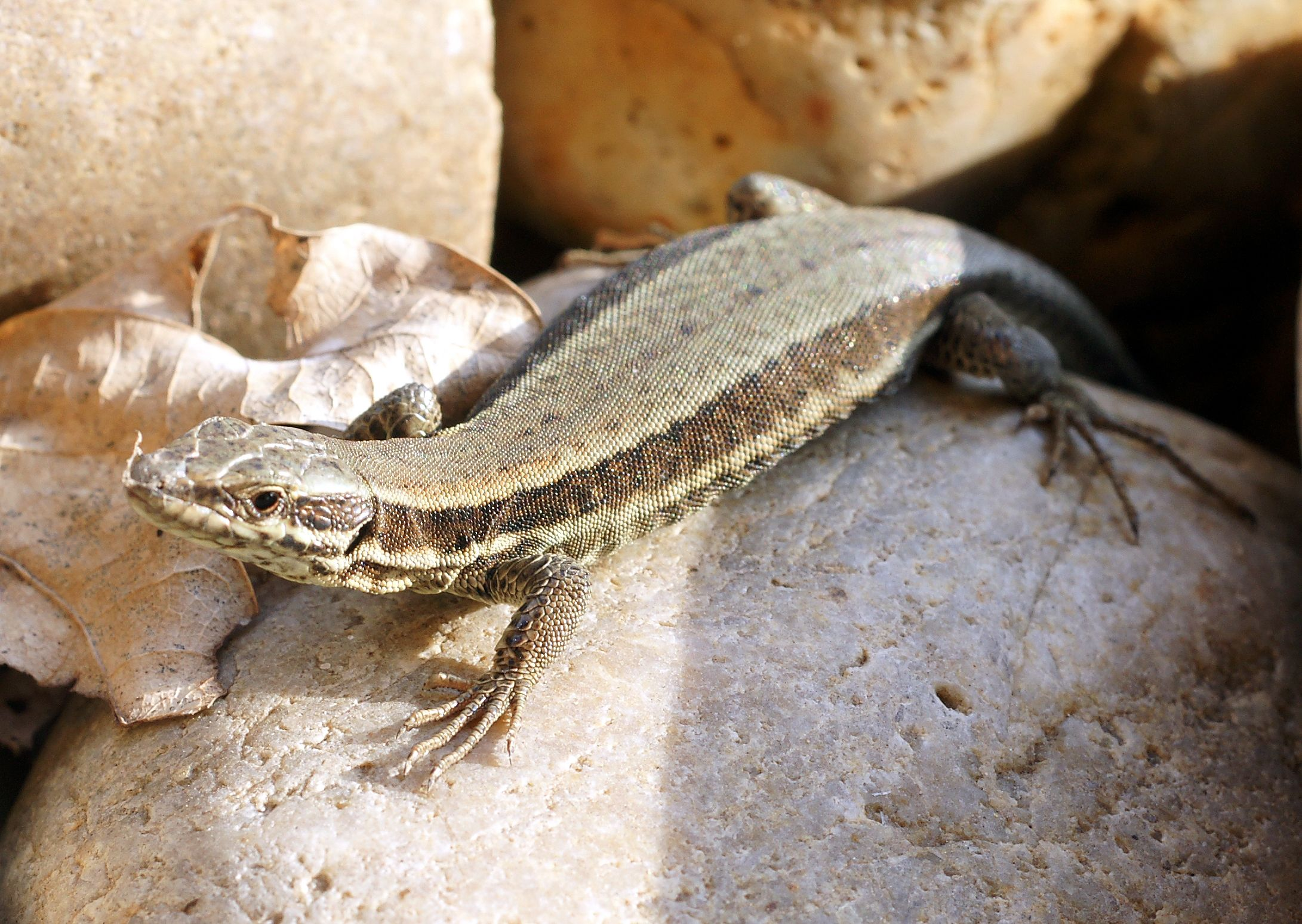
Lagartixa-dos-muros

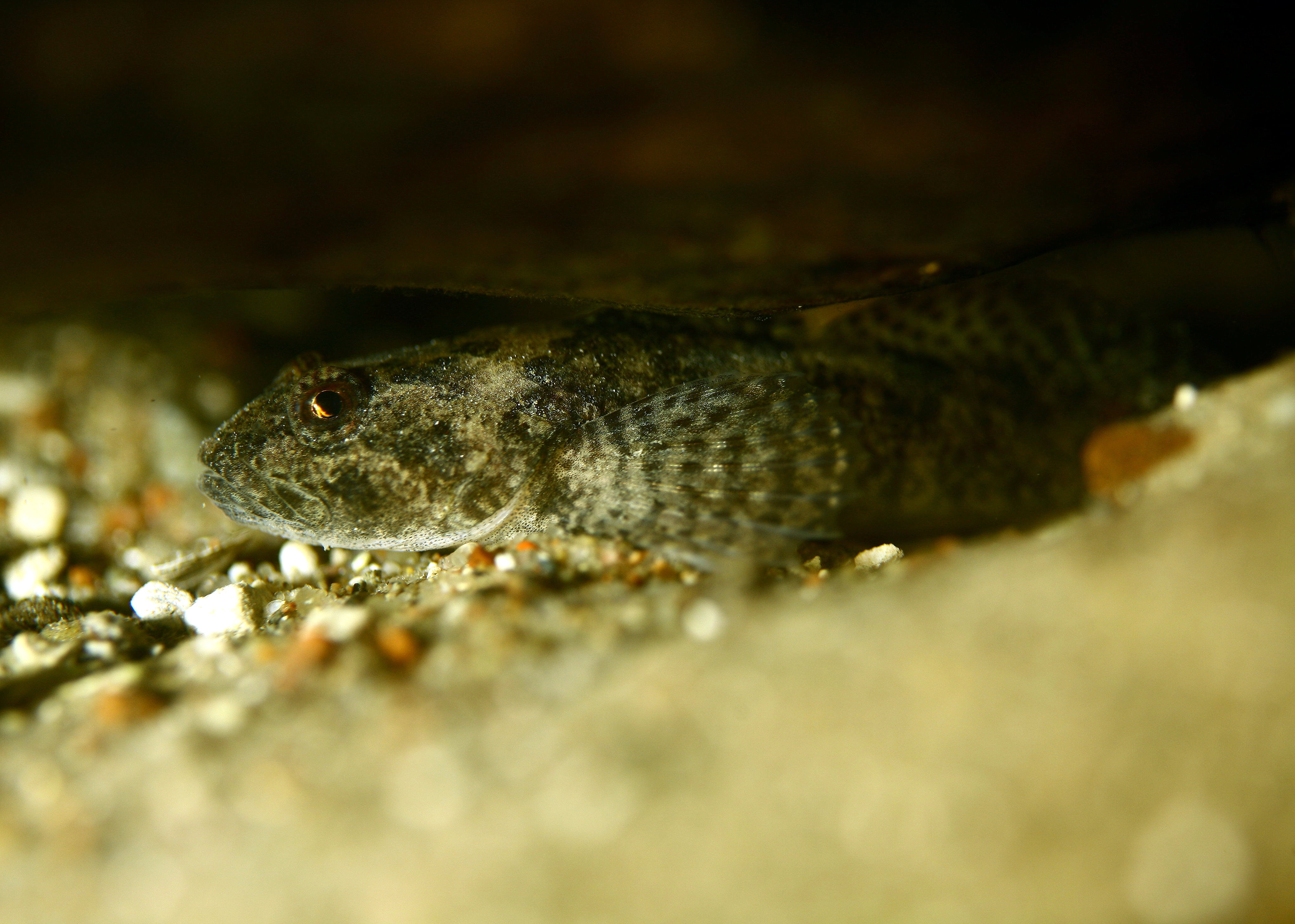
Peixe-gato-alpino

Os vertebrados da voivodia da Baixa Silésia estão bem representados. Existem 77 espécies de mamíferos (incluindo 21 espécies de morcegos), 360 espécies de pássaros (das quais 200 espécies nidificam aqui e 29 espécies de pássaros que ocorrem na província são espécies ameaçadas listadas no Livro Vermelho polonês), 9 espécies de répteis, 15 espécies de anfíbios e 52 espécies de peixes (incluindo 11 introduzidas).

espécies:
† – extinta, r – reintroduzida, i – introduzida, espécies não reprodutoras (incluindo aves não reprodutoras) em itálico, espécies raras, de ocorrência irregular em fonte pequena.
Mamíferos:

Insetívoros – Erinaceus roumanicus, ouriço-terrestre; Talpa europaea; Crocidura suaveolens, Neomys anomalus, Neomys fodiens, Sorex araneus, Sorex alpinus, Sorex minutus

Morcegos – Rhinolophus hipposideros; morcego-negro, Eptesicus nilssonii, morcego-hortelão, Myotis alcathoe, Myotis bechsteinii, Myotis brandti, Myotis myotis, Myotis dasycneme, Myotis nattereri, morcego-lanudo, Myotis daubentonii, Myotis mystacinus, morcego-arborícola-pequeno, morcego-arborícola-grande, Pipistrellus pygmaeus, morcego-anão, morcego-de-nathusius, morcego-orelhudo-castanho, morcego-orelhudo-cinzento, Vespertilio murinus

Roedores – esquilo-vermelho, Spermophilus citellusr; Sicista betulina; castor-europeur; hamster-comum; nútriai; Arvicola amphibius, Arvicola scherman, Myodes glareolus, Microtus agrestis, Microtus oeconomus, rato silvestre, Microtus subterraneus, rato-almiscaradoi; Dryomys nitedula, Glis, arganaz; Apodemus agrarius, Apodemus flavicollis, Apodemus uralensis, Apodemus sylvaticus, Micromys minutus, Mus musculusi, rato-pretoi, Rattus norvegicusi

Lagomorfos – coelho-europeui, lebre-comum

Carnívoros – lobo, cão-guaxinimi, raposa-vermelha; urso-pardo; lontra-europeia, fuinha, marta, texugo-europeu, doninha-anã, arminho, vison-europeu†, vison-americanoi, tourão; guaxinimi; lince-euroasiáticor, gato-bravo†

Artiodátilos – muflãoi, camurçai; javali; alce, corça, veado-vermelho, gamoi.
Aves:

Gaviiformes – mobelha-pequena, mobelha-árctica, mobelha-grande

Podicipedidae – mergulhão-pequeno, mergulhão-de-crista, mergulhão-de-pescoço-vermelho, mergulhão-de-pescoço-castanho, mergulhão-de-pescoço-preto

Procellariiformes – painho-de-cauda-quadrada, painho-de-cauda-furcada

Pelecaniformes – pelicano-branco, pelicano-crespo; abetouro, garça-pequena, savacu, papa-ratos, garça-vaqueira, garça-branca-pequena, garça-branca-grande, garça-real-europeia, garça-vermelha; íbis-preto, colhereiro-europeu; corvo-marinho-de-faces-brancas, Microcarbo pygmeus; cegonha-preta, cegonha-branca

Phoenicopteriformes – flamingo-comum

Anseriformes – cisne-branco, cisne-pequeno, cisne-bravo, ganso-campestre, ganso-de-bico-curto, ganso-grande-de-testa-branca, Ganso-pequeno, ganso-bravo, Anser rossii, ganso-do-canadái, ganso-de-faces-brancas, ganso-de-faces-negras, Branta ruficollis, ganso-do-egitoi, pato-ferrugíneo, pato-branco, pato-mandarimi, piadeira, frisada, marrequinha-comum, Anas carolinensis, pato-real, marreca-arrebio, Spatula querquedula, pato-trombeteiro, pato-de-bico-vermelho, zarro-comum, zarro-de-colar, zarro-castanho, zarro-negrinha, zarro-bastardo, êider-edredão, pato-de-cauda-afilada, pato-preto, Melanitta fusca, Bucephala clangula, Mergellus albellus, merganso-de-poupa, merganso-grande, pato-de-rabo-alçado, pato-de-rabo-alçado-americanoi

Accipitriformes – vespeiro-europeu, milhafre-preto, milhafre-real, rabalva, abutre-do-egito, grifo, abutre-preto, águia-cobreira, tartaranhão-ruivo-dos-pauis, tartaranhão-azulado, tartaranhão-pálido, tartaranhão-caçador, açor, gavião-da-europa, águia-de-asa-redonda, bútio-rabo-canela, bútio-patudo, águia-pomarina, águia-gritadeira, águia-imperial-oriental, águia-real, águia-pequena; águia-pesqueira

Falconiformes – peneireiro-vulgar, falcão-de-pés-vermelhos, esmerilhão, ógea, falcão-da-rainha, falcão-sacre, falcão-gerifalte, falcão-peregrino

Galináceos – perdiz-avelã, Lyrurus tetrix, tetraz-grander, perdiz-cinzenta, codorniz-comum, faisão-comumi

Gruiformes – frango-d'água-europeu, franga-d'água-grande, Zapornia parva, codornizão, galinha-d'água, galeirão-comum; grou-comum, grou-pequeno

Abetarda – sisão, Chlamydotis macqueenii, abetarda-comum

Charadriiformes – ostraceiro-europeu; pernilongo, alfaiate; alcaravão; perdiz-do-mar-comum, Glareola nordmanni; borrelho-pequeno-de-coleira, borrelho-grande-de-coleira, borrelho-ruivo, tarambola-dourada, tarambola-cinzenta, abibe-sociável, abibe-comum; seixoeira, pilrito-das-praias, pilrito-pequeno, pilrito-de-temminck, Calidris bairdii, pilrito-peitoral, pilrito-de-bico-comprido, pilrito-escuro, pilrito-comum, pilrito-falcinelo, pilrito-canela, combatente, narceja-galega, narceja-comum, narceja-real, maçarico-escolopáceo-americano, galinhola, maçarico-de-bico-direito, fuselo, maçarico-galego, maçarico-de-bico-fino, maçarico-real, perna-vermelha-escuro, perna-vermelha-comum, perna-verde-fino, perna-verde-comum, perna-amarela-grande, maçarico-bique-bique, maçarico-bastardo, maçarico-sovela, maçarico-das-rochas, maçarico-maculado, rola-do-mar, falaropo-de-bico-fino, falaropo-de-bico-grosso; moleiro-pomarino, moleiro-parasítico, moleiro-de-cauda-comprida, moleiro-grande; Ichthyaetus ichthyaetus, gaivota-de-cabeça-preta, gaivota-pequena, gaivota-de-sabine, guincho-comum, gaivota-de-delaware, gaivota-parda, gaivota-de-asa-escura, gaivota-prateada, Larus cachinnans, gaivota-de-patas-amarelas, gaivota-hiperbórea, alcatraz-comum, gaivota-tridáctila, gaivina-de-bico-preto, gaivina-de-bico-vermelho, garajau-comum, andorinha-do-mar-rósea, andorinha-do-mar-comum, andorinha-do-ártico, andorinha-do-mar-anã, gaivina-de-faces-brancas, gaivina-preta, gaivina-de-asa-branca

Cortiçol – Syrrhaptes paradoxus

Columbiformes – pombo-comumi, pombo-bravo, pombo-torcaz, rola-turca, rola-comum

Cuculiformes – cuco-rabilongo, cuco-canoro

Strigiformes – coruja-das-torres; mocho-d’orelhas, bufo-real, coruja-das-neves, coruja-gavião, mocho-pigmeu, mocho-galego, aluco, coruja-dos-urais†, coruja-pequena, coruja-do-nabal, Aegolius funereus

Caprimulgiformes – noitibó-da-europa; andorinhão-preto

Coraciiformes – guarda-rios-comum; abelharuco-comum; rolieiro-europeu†

Bucerotiformes – poupa-eurasiática

Piciformes – Jynx torquilla, Picus canus, pica-pau-verde, pica-pau-preto, pica-pau-malhado-grande, Dendrocopos syriacus, Dendrocoptes medius, Dendrocopos leucotos, pica-pau-malhado-pequeno, Picoides tridactylus

Passeriformes – calhandra-real, cotovia-de-poupa, cotovia-pequena, laverca, Eremophila alpestris; andorinha-das-barreiras, andorinha-das-chaminés, andorinha-dos-beirais; petinha-dos-campos, petinha-das-árvores, petinha-dos-prados, petinha-de-garganta-ruiva, petinha-ribeirinha, petinha-marítima, alvéola-amarela, alvéola-citrina, alvéola-cinzenta, alvéola-branca; Bombycilla garrulus; melro-d'água; carriça; ferreirinha-comum, ferreirinha-alpina; Geokichla sibirica, melro-de-peito-branco, melro-preto, tordo-escuro, Turdus naumanni, Turdus ruficollis, Turdus atrogularis, tordo-zornal, tordo-comum, tordo-ruivo, tordoveia; pisco-de-peito-ruivo, Luscinia luscinia, rouxinol, pisco-de-peito-azul, rabirruivo-preto, rabirruivo-de-testa-branca, cartaxo-nortenho, cartaxo-comum, chasco-cinzento, melro-das-rochas, papa-moscas-cinzento, papa-moscas-pequeno, Ficedula albicollis, papa-moscas-preto; toutinegra-de-cabeça-preta, Curruca nisoria, papa-amoras-cinzento, papa-amoras-comum, felosa-das-figueiras, toutinegra; Seicercus trochiloides, felosa-bilistada, felosa-de-bonelli, felosa assobiadeira, felosa-comum, felosa-ibérica, felosa-musical; estrelinha-de-poupa, estrelinha-de-cabeça-listada; felosa-malhada, Locustella fluviatilis, felosa-unicolor; felosa-real, felosa-aquática, felosa-dos-juncos, Acrocephalus palustris, rouxinol-pequeno-dos-caniços, rouxinol-grande-dos-caniços, felosa-icterina; Panurus biarmicus; chapim-rabilongo; Poecile palustris, Poecile montanus, chapim-de-poupa, chapim-carvoeiro, chapim-azul, Cyanistes cyanus, chapim-real; trepadeira-azul; trepadeira-dos-muros; trepadeira-do-bosque, trepadeira-comum; chapim-de-faces-pretas; papa-figos; picanço-de-dorso-ruivo, Lanius minor, Lanius excubitor, picanço-barreteiro†; gaio-comum, pega-rabuda, quebra-nozes, gralha-de-bico-amarelo, gralha-de-nuca-cinzenta, gralha-calva, gralha-cinzenta, gralha-preta, corvo-comum; estorninho-comum, estorninho-rosado; pardal-doméstico, pardal-montês, pardal-francês†, pardal-das-neves; tentilhão-comum, tentilhão-montês, chamariz, verdilhão-serrano, verdilhão, pintassilgo, lugre, pintarroxo-comum, pintarroxo-de-bico-amarelo, pintarroxo-de-queixo-preto, pintarroxo de Hornemann, Loxia leucoptera, cruza-bico, pintarroxo-vermelho, Pinicola enucleator, dom-fafe, bico-grossudo; escrevedeira-amarela, escrevedeira-de-garganta-preta, cia, sombria, escrevedeira-rústica, escrevedeira-pigmeia, escrevedeira-dos-caniços, Granativora melanocephala, trigueirão; escrevedeira-da-lapônia, escrevedeira-das-neves.
Répteis:

Tartarugas – cágado-de-carapaça-estriadar, Trachemys scriptai

Escamados – lagarto-ágil, Zootoca vivipara, lagartixa-dos-murosi; licranço; cobra-de-água-de-colar, cobra-lisa-austríaca; Vipera berus.
Anfíbios:

Urodelos – salamandra-de-fogo, tritão-de-crista, tritão-comum, tritão-alpino

Anura – Bombina bombina; Pelobates fuscus; sapo-comum, sapo-verde-europeu, sapo-corredor; rã-arborícola-europeia; Pelophylax lessonae, Pelophylax kl. esculentus, Pelophylax ridibundus, Rana temporaria, Rana arvalis.
Peixes:

Petromyzontiformes – lampreia-marinha†, Lampetra fluviatilis, lampreia-de-riacho

Acipenseriformes – Acipenser oxyrinchus†

Anguilliformes – Anguilla anguilla

Clupeiformes – sável†

Cypriniformes – Barbus barbus, carpa-comumi, pimpão, Carassius gibelioi, Ctenopharyngodon idellai, Gobio gobio, Gobio albipinnatus, tenca, Rhodeus sericeus, brema, Abramis bjoerkna, Ballerus ballerus, Vimba vimba, Rutilus rutilus, Scardinius erythrophthalmus, Chondrostoma nasus, Hypophthalmichthys molitrixi, Hypophthalmichthys nobilisi, Leuciscus aspius, Leucaspius delineatus, Phoxinus phoxinus, Leuciscus leuciscus, escalo-prateado, Squalius cephalus, Pelecus cultratus†, alburno, Alburnoides bipunctatus†, Pseudorasbora parvai; verdemã, Cobitis elongatoides, Sabanejewia aurata, Misgurnus fossilis; Nemacheilus barbatulus

Siluriformes – peixe-gato-cabeçudo-castanhoi; siluro

Esociformes – Esox lucius

Osmeriformes – Osmerus eperlanus†

Salmoniformes – Thymallus thymallus, Thymallus baicalensisi†, salmão-do-danúbioi, Salvelinus fontinalisi, Salmo salar†, Salmo trutta m. trutta, Salmo trutta m. fario, truta-arco-írisi

Gadiformes – Lota lota

Gasterosteiformes – Pungitius pungitius, Gasterosteus aculeatus

Scorpaeniformes – Cottus gobio, Cottus poecilopus

Perciformes – perca-soli; Perca fluviatilis, Acerina Eurasiana, Sander lucioperca.

## Proteção ambiental
Na voivodia estão localizados:
- 2 parques nacionais

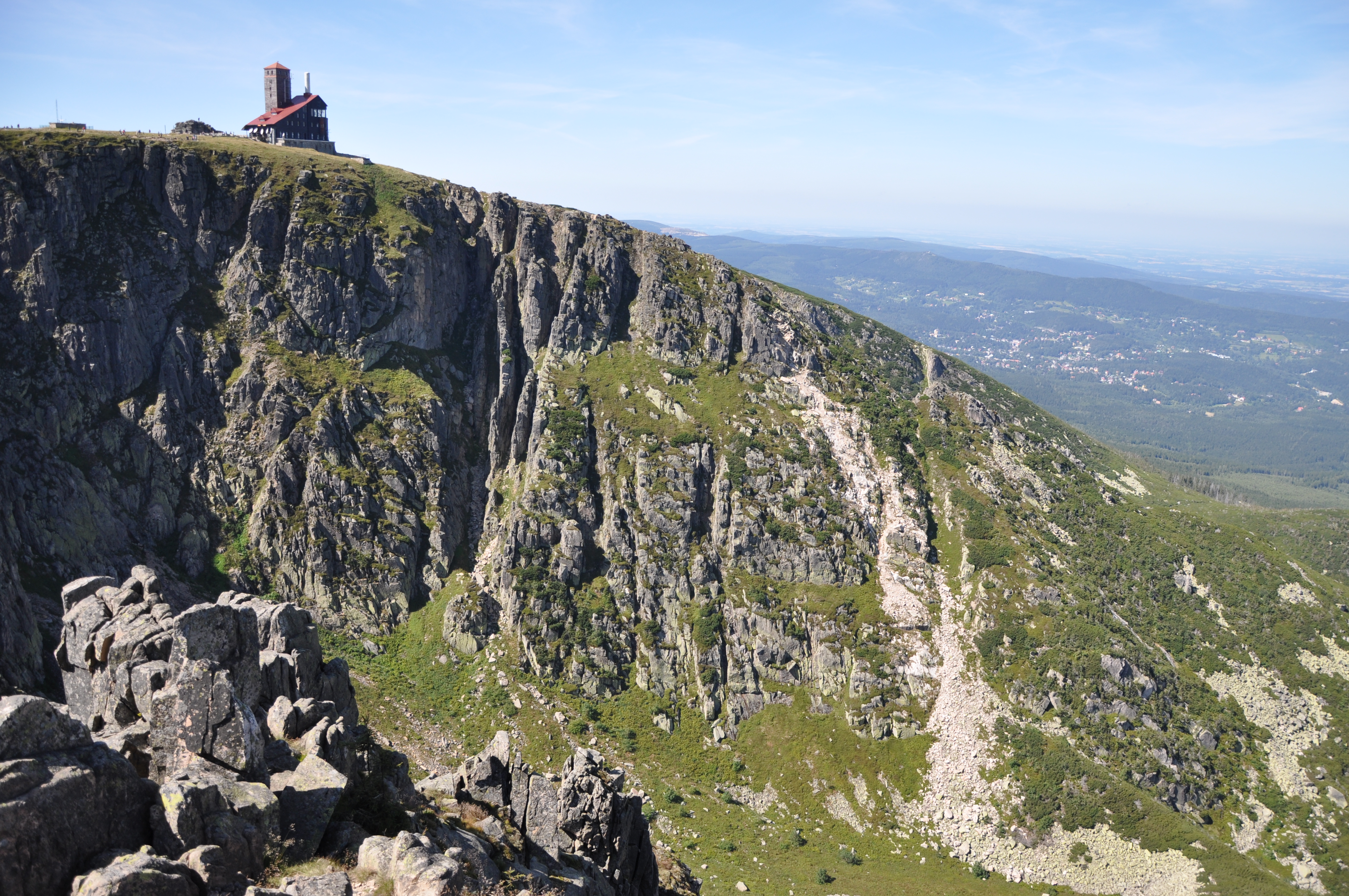
Śnieżne Kotły

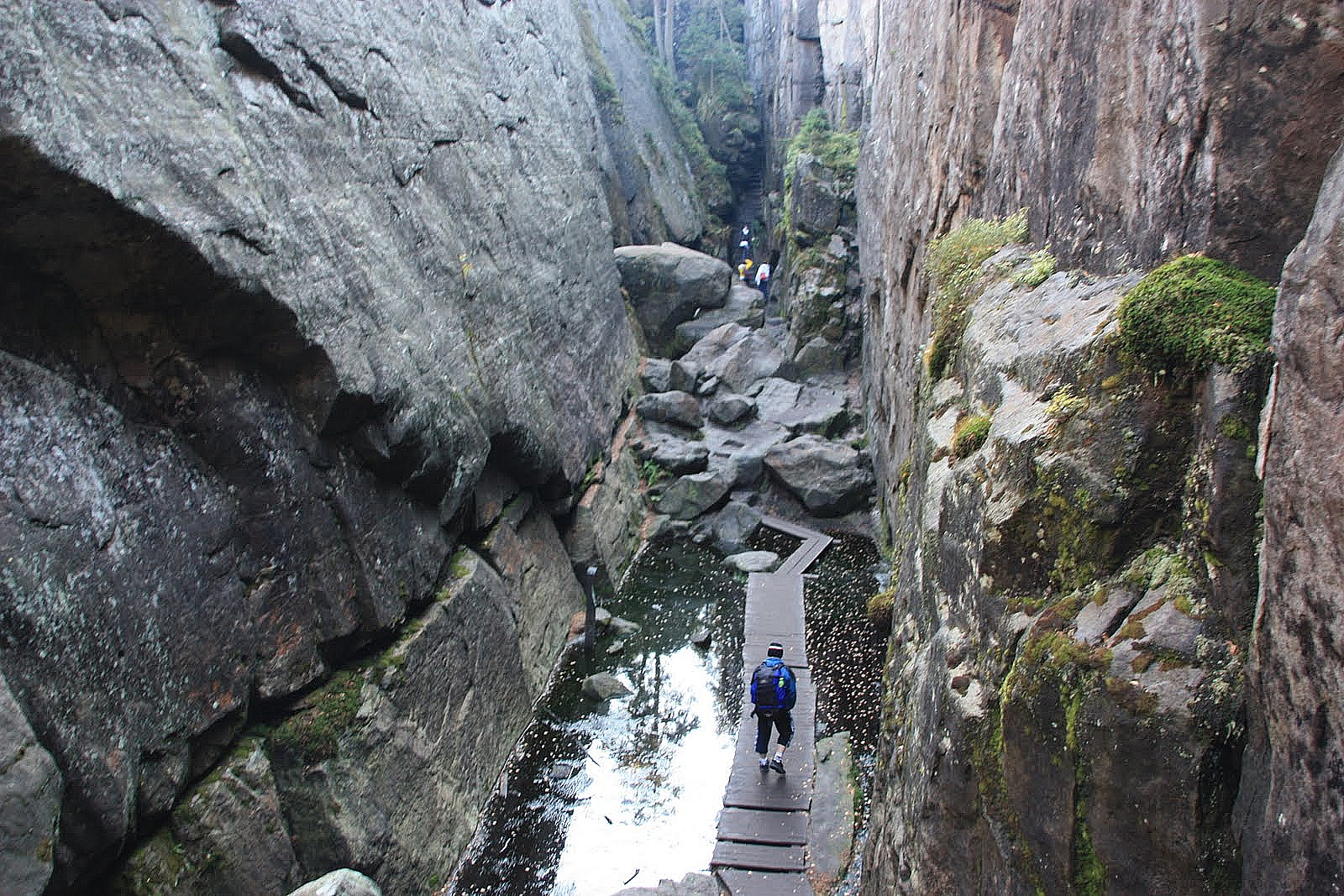
"Inferno" em Szczeliniec Wielki

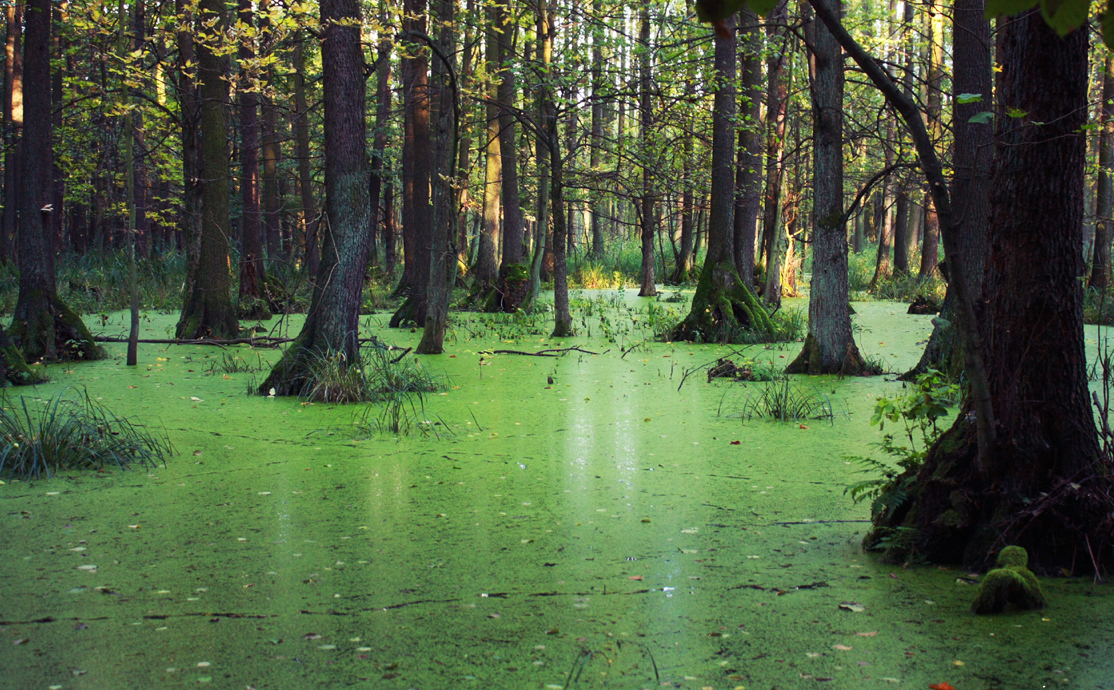
Vale do rio Baryczy

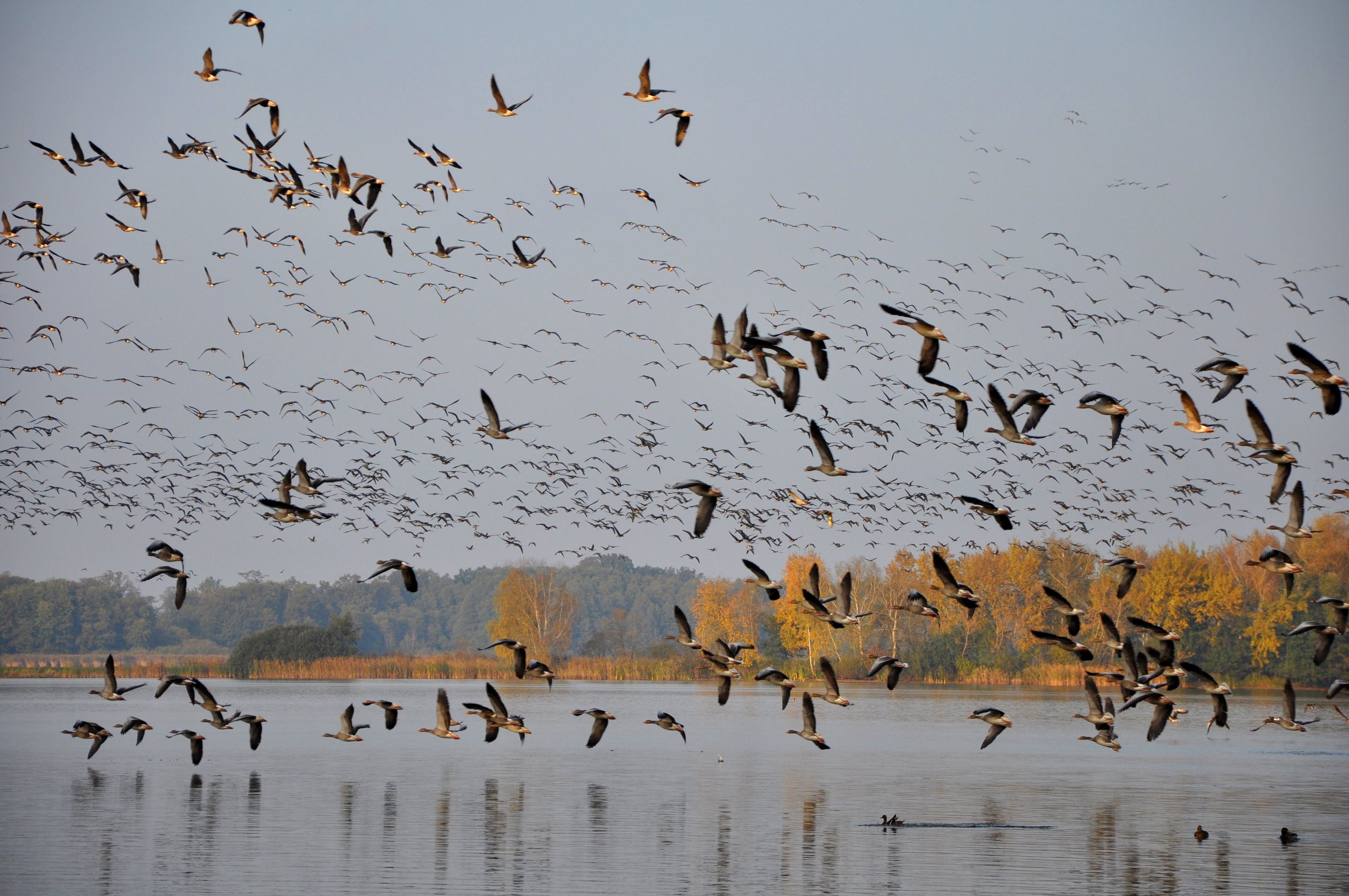
Vale do rio Baryczy

  - Parque Nacional de Karkonosze sendo simultaneamente reserva da biosfera da UNESCO
  - Parque Nacional dos Montes Tabulares
- 12 parques paisagísticos
  - Parque paisagístico Chełmy
  - Parque paisagístico do vale do Barycz
  - Parque paisagístico do vale do Bóbr
  - Parque paisagístico do vale do Bystrzyca
  - Parque paisagístico do vale do Jezierzyca
  - Parque paisagístico das montanhas de Sowie
  - Parque paisagístico Ksiaz
  - Parque paisagístico Przemkowski
  - Parque paisagístico Rudawski
  - Parque paisagístico dos Sudetos Wałbrzych
  - Parque paisagístico Slezanski
  - Parque paisagístico Śnieżnik
- 67 reservas naturais, incluindo:[nota 1]
  - 46 reservas florestais
  - 12 reservas florísticas
  - 7 reservas de turfa
  - 6 reservas da fauna
  - 5 reservas paisagísticas
  - 4 reservas naturais inanimadas
- 20 áreas protegidas paisagísticas
- 3100 monumentos naturais (incluindo 36 blocos erráticos)
- 114 uso ecológico
- 15 complexos naturais e paisagísticos

e muitas áreas cobertas pela Rede Natura 2000.

## Turismo

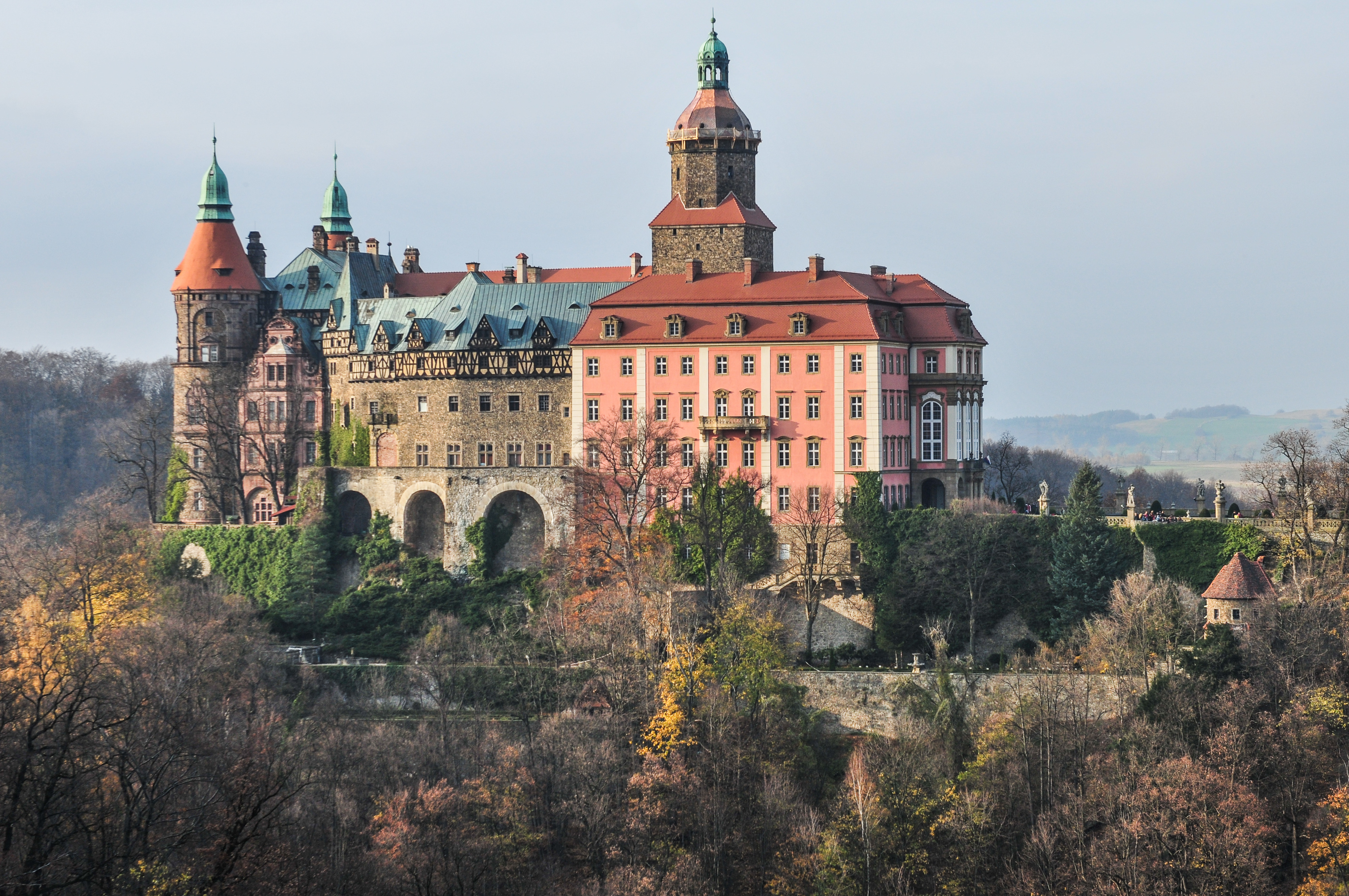
Castelo Książ em Wałbrzych

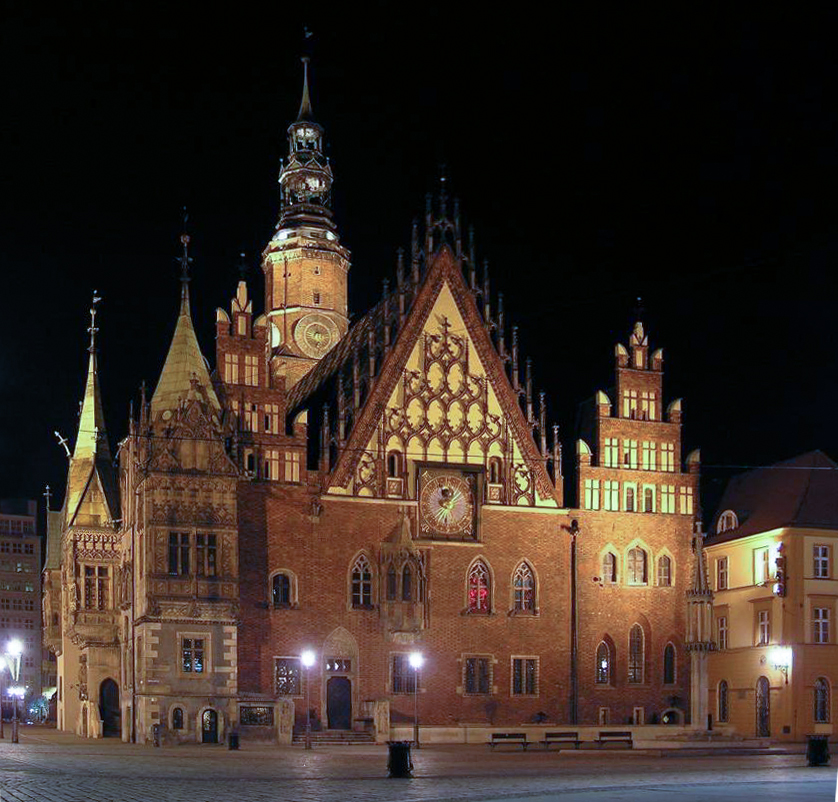
Antiga Câmara Municipal de Breslávia

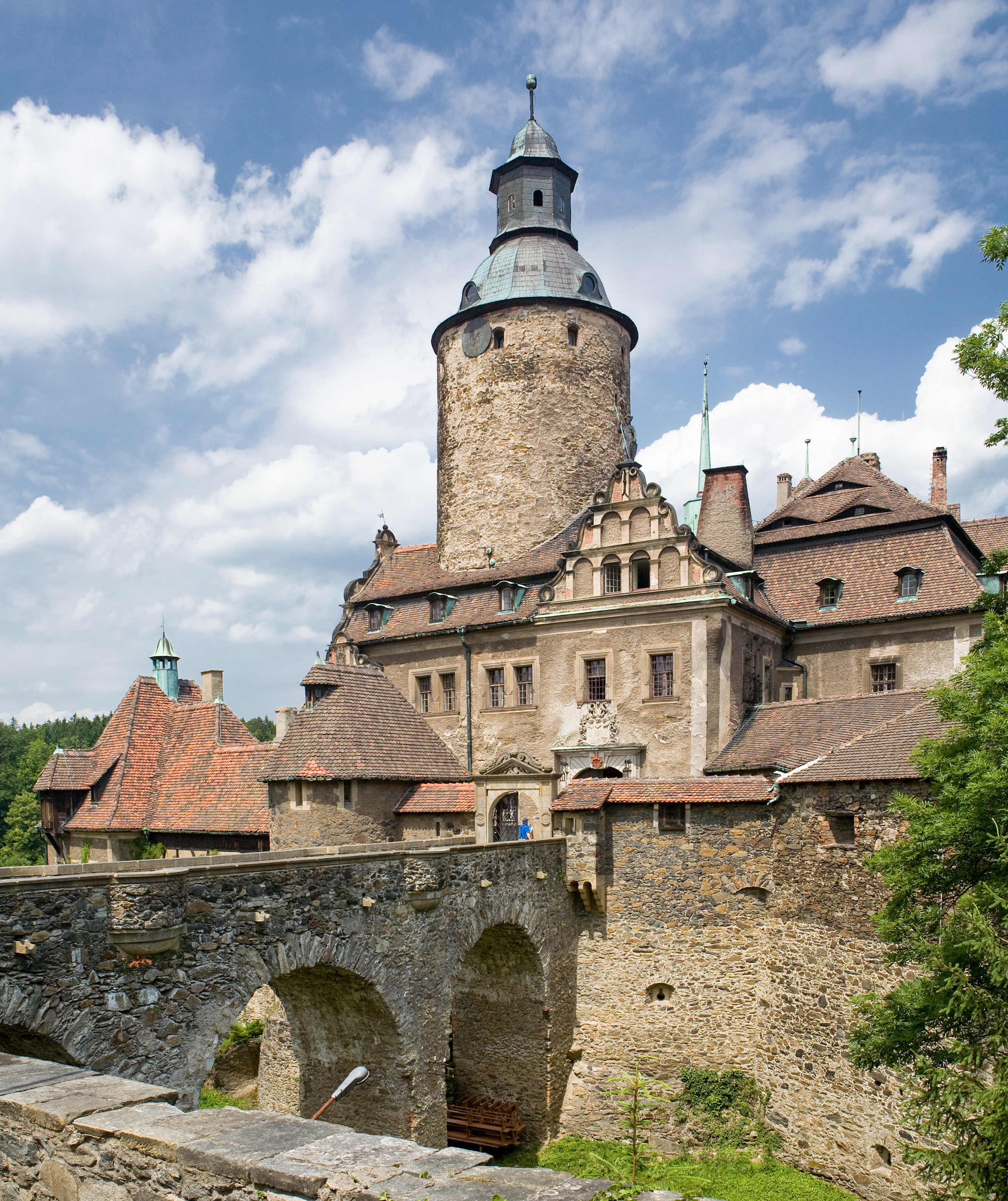
Castelo de Czocha

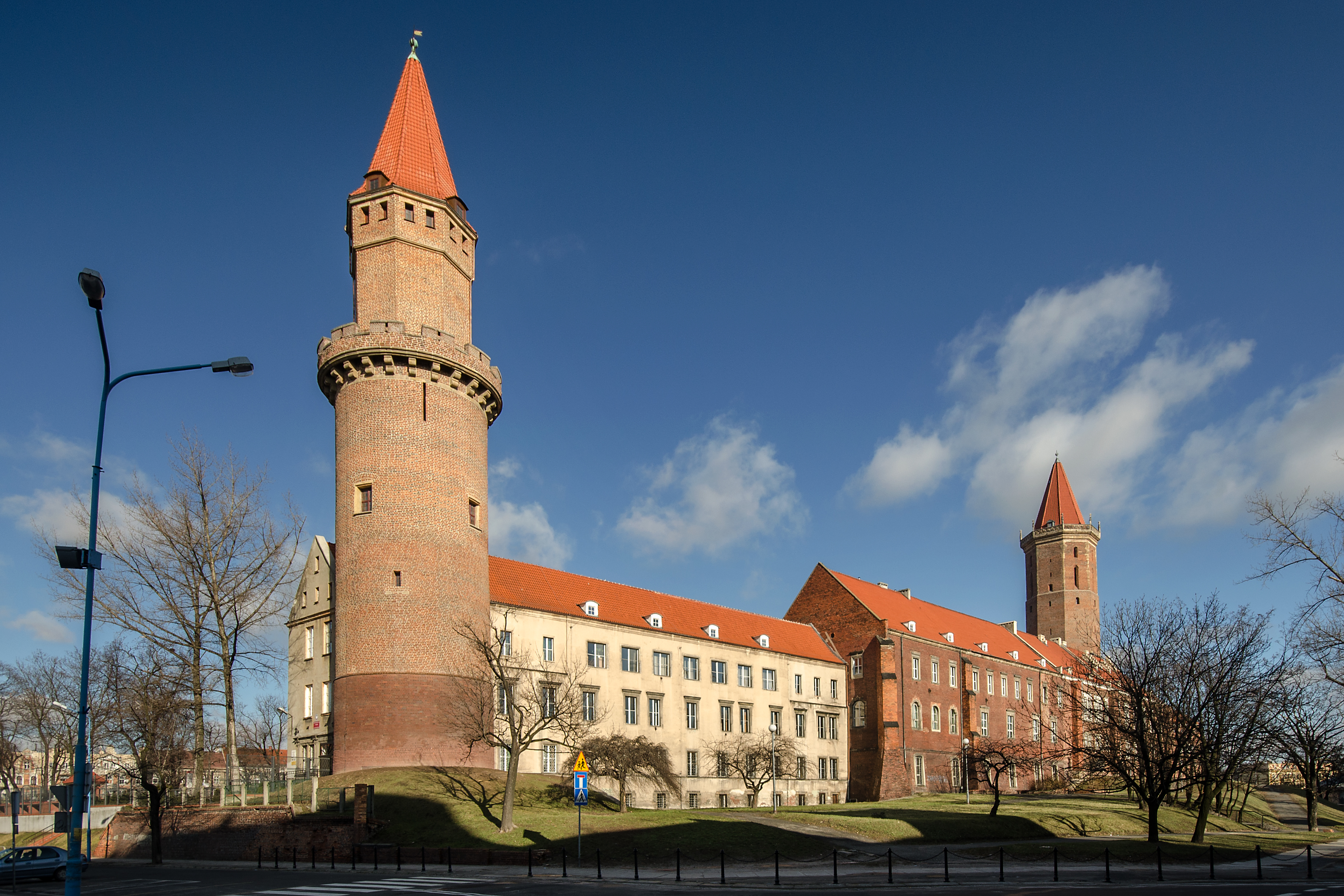
Castelo Piast em Legnica

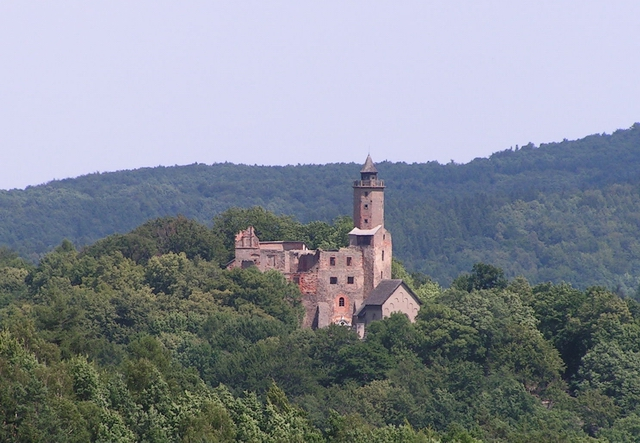
Castelo de Grodno

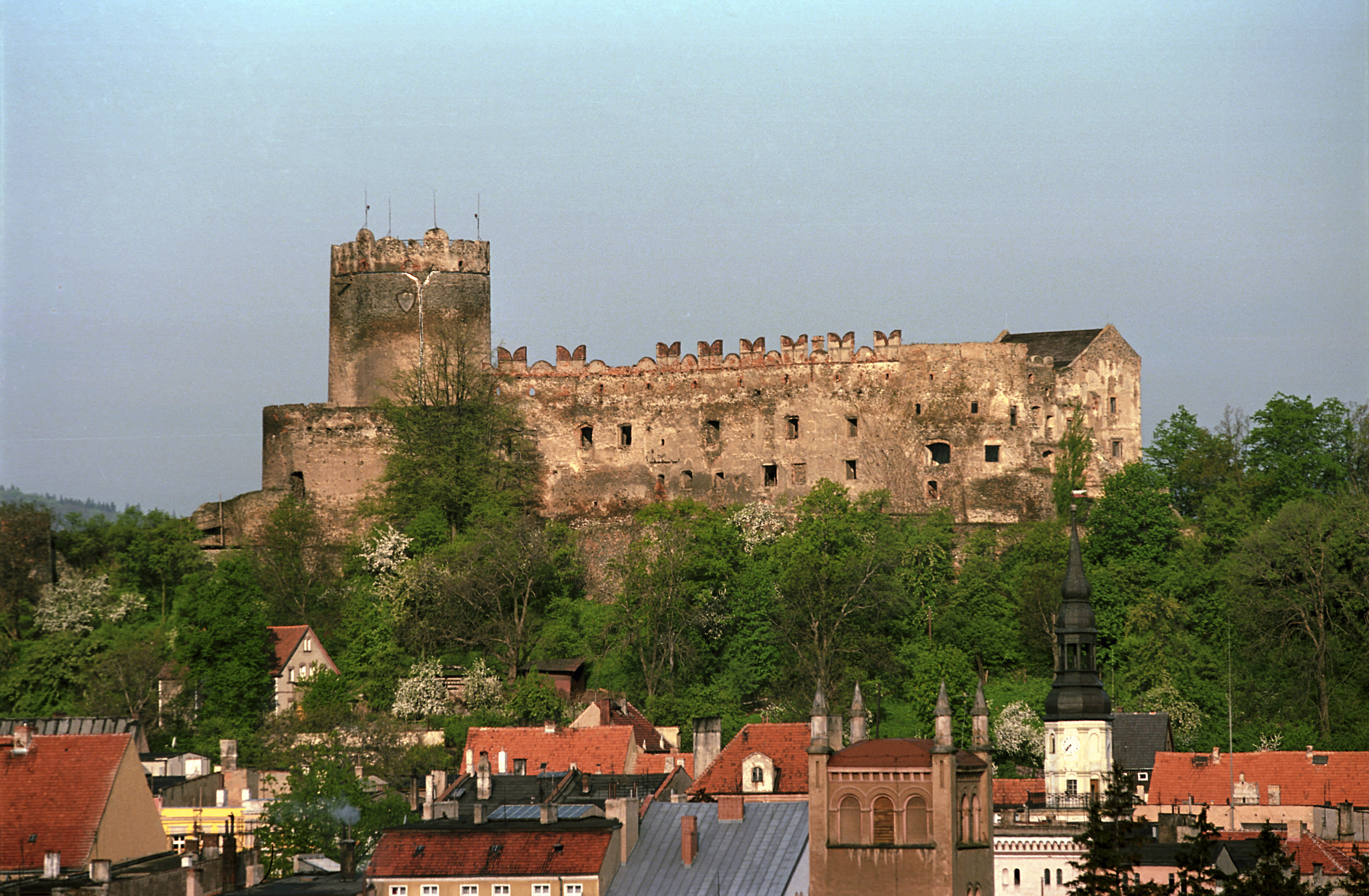
Castelo de Bolków

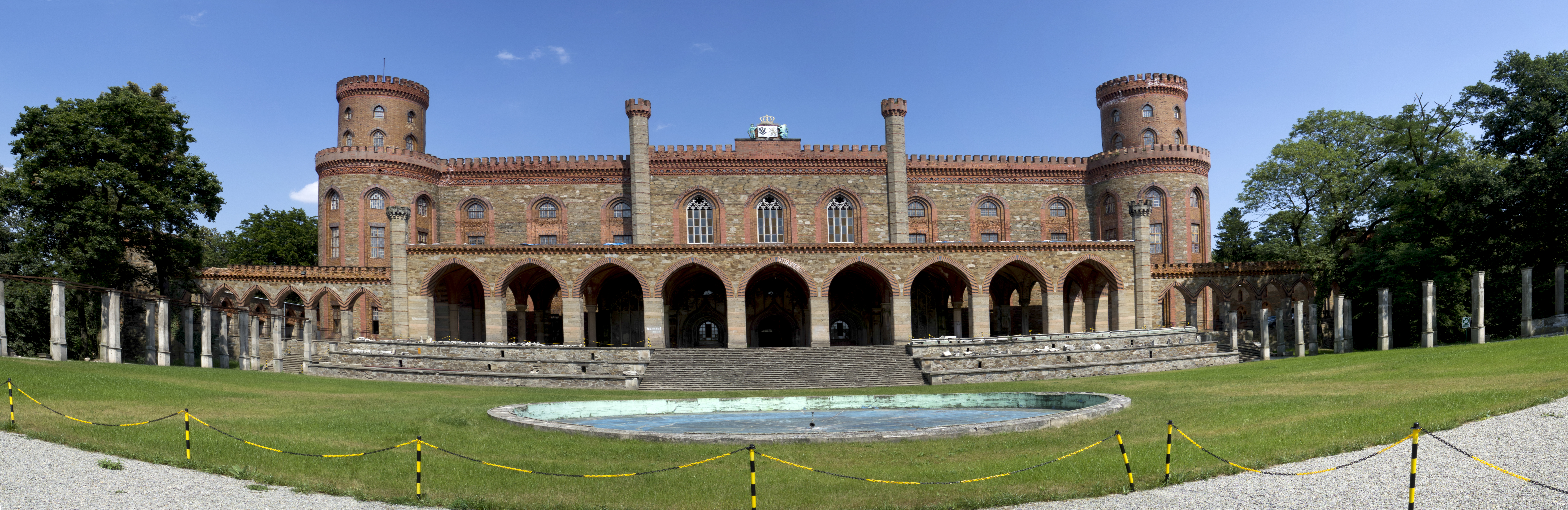
Palácio em Kamieniec Ząbkowicki

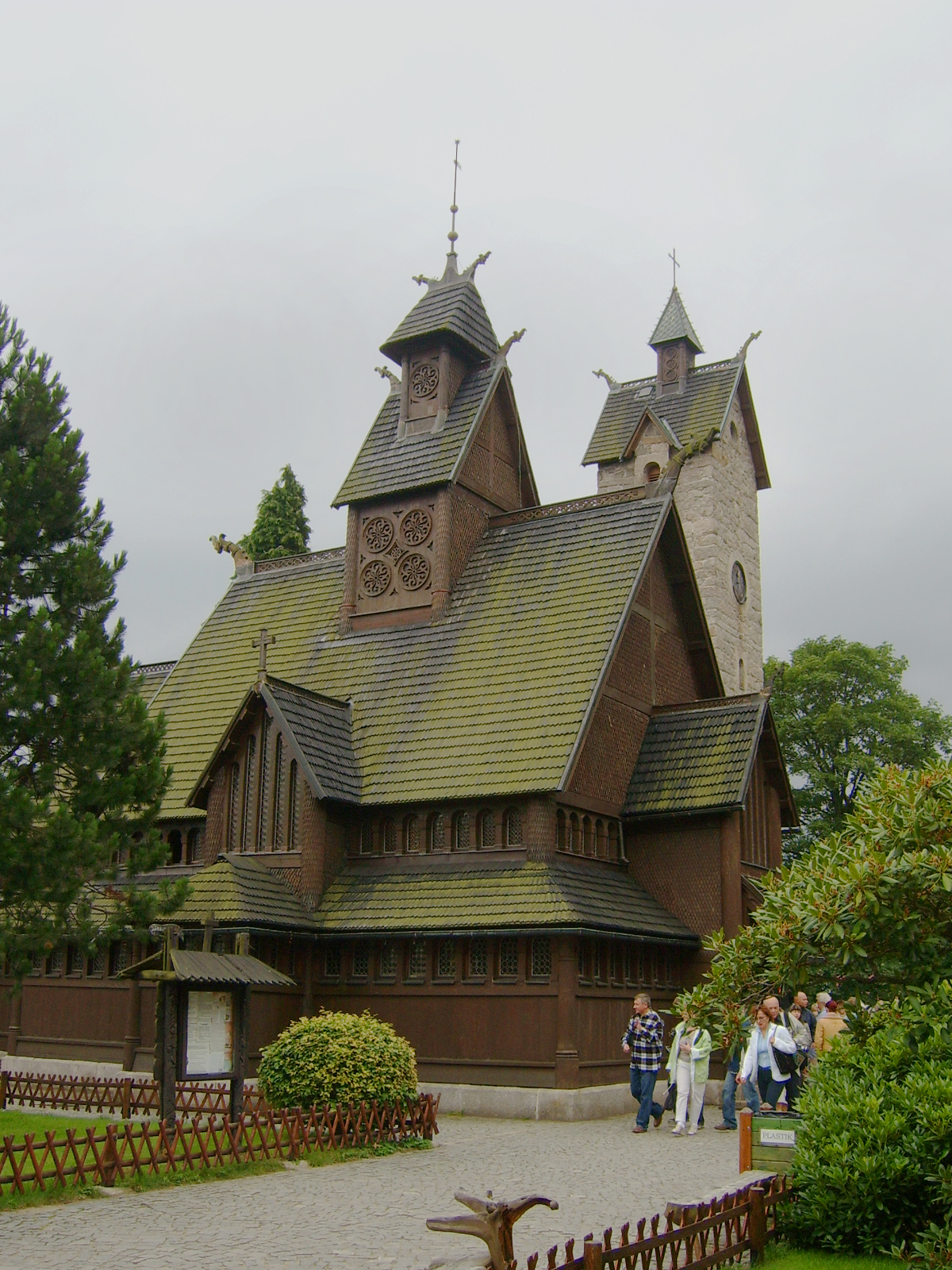
Igreja de Madeira de Vang

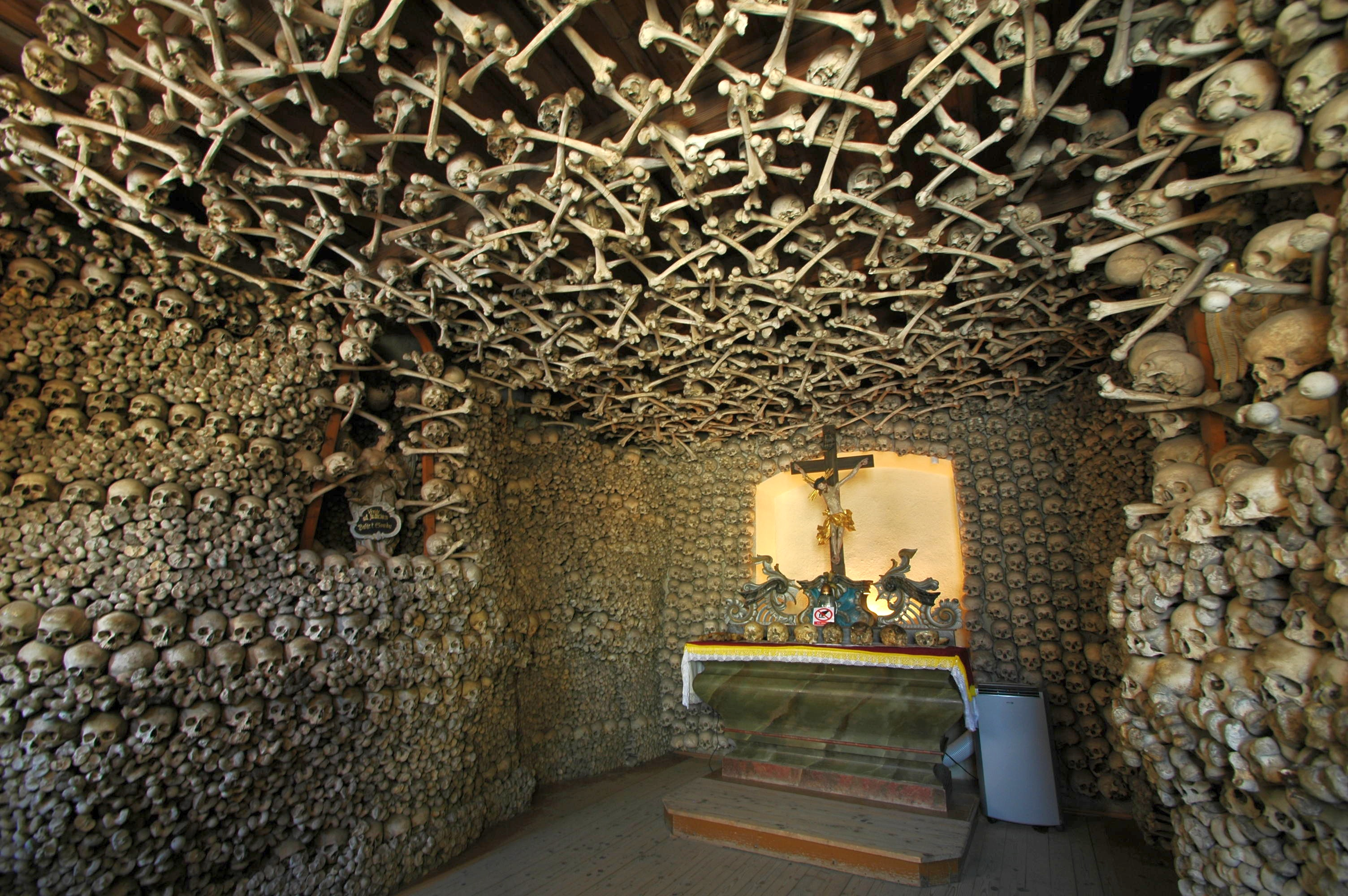
Capela dos Crânios em Czermna

A maior cidade é Breslávia - a capital da voivodia e a capital histórica de toda a Silésia. A cidade tem o Salão do Centenário inscrito na lista da UNESCO e é reconhecido como monumento histórico. O complexo do centro histórico da Breslávia e muitos outros monumentos e atrações como a pintura Panorama de Racławice, a Fonte de Breslávia, o Jardim Japonês, o Jardim Zoológico mais antigo e maior da Polônia e o Jardim Botânico.
A lista da UNESCO também inclui as Igrejas da Paz em Jawor e Swidnica.
A voivodia é famosa por ter um grande número de castelos (99) e palácios (várias centenas): palácio em Bagieniec, palácio em Bagno, castelo em Bardo, palácio em Biskupice Podgórne, castelo em Bolczów, castelo em Bolków, palácio em Bożków, palácio em Brzezinka, palácio em Brzeźno, palácio em Bukowiec, castelo em Chobienia, castelo em Chocianowiec, palácio em Chocianów, castelo em Chojnik, castelo Piast em Chojnów, castelo em Tisza, palácio em Chwalimierz, Mansão Czarne em Jelenia Góra, castelo em Czernin Górna, palácio Czettritz em Struga, castelo em Czocha, palácio em Dąbrowica, palácio em Dobrocin, palácio em Gaworzyce, castelo em Gola Dzierżoniowska, castelo em Gorzanów, castelo em Gościeszów, castelo em Grodno, castelo em Grodziec, castelo em Gryf, castelo em Góra, castelo em Homole, Mansão em Janowice Wielkie, castelo em Jawor, palácio Jedlinka, castelo em Jelcz-Laskowice, castelo Grodztwo em Kamienna Góra, palácio em Kamieniec Ząbkowicki, castelo Karpień, castelo em Karpniki, castelo em Kliczków, castelo em Kłaczyna, palácio em Kobierzyce, palácio em Komarno, palácio Kornów em Pawłowice, palácio em Kościelniki Górne, palácio em Krasków, palácio em Krobielowice, Palácio Real em Breslávia, Książ, castelo dos Príncipes Głogów, palácio em Krzyżowa, castelo Piast em Legnica, castelo Leśna, castelo em Leśnica, castelo em Lipie, palácio em Łagów, palácio em Łomnica, palácio em Luboradz, castelo em Międzylesie, palácio classicista em Milicz, palácio em Miłków, mansão em Mniszków, palácio e hospital-palácio em Mokrzeszów, palácio em Mrowiny, palácio do barão von Münchhausen em Szalejów Dol, palácio em Mysłakowice, palácio Niemitz em Wojcieszów, castelo em Niesytno, palácio em Niwnice, palácio em Nowizna, castelo em Nowy Dwór, palácio em Ocice, castelo em Oleśnica, castelo em Opolnica, palácio em Osetno, castelo Owiesno, palácio em Parchów, palácio Paulinum em Jelenia Góra, palácio em Piotrówek, castelo em Płakowice, castelo em Podskale, castelo em Prochowice, palácio em Przyborów, castelo em Przystron, castelo em Quingenburg, Mansão em Radomierz, castelo em Radosno, castelo em Radłówka, palácio em Radomierzyce, castelo em Rajsko, castelo em Ratna Dolny, castelo em Rogowiec, castelo em Rokitnica, palácio em Roztoka, palácio em Roztocznik, castelo em Rybnica, palácio em Sarny, palácio Schaffgotsch em Cieplice, palácio Schaffgotsch em Breslávia, palácio em Siedlimowice, palácio em Skała, castelo Sobieski em Oława, castelo em Sobótka-Górka, palácio em Sokolniki, palácio em Staniszów, castelo em Stary Książ, palácio em Stolec, castelo em Stoszowice, castelo em Szczerba, palácio em Szczodre, castelo Topacz em Ślęza, palácio em Trzebieszowice, castelo em Urazie, castelo em Warta Bolesławiecka, palácio em Warmątowice Sienkiewiczowskie, castelo em Wleń, palácio em Wojanów, palácio em Wojanów-Bobrów, castelo em Wojnowice, castelo em Wołów, palácio em Zabardowice, castelo em Ząbkowice Śląskie, castelo do capitão em Ścinawka Średnia, castelo em Świecie, castelo em Świny, castelo em Żmigród.
Destacam-se também a Fortaleza de Kłodzko, a Fortaleza de Srebrna Góra, Wambierzyce, Legnickie Pole, Oleśnica Mała, Sokołowsko, a Abadia Cisterciense em Lubiąż, a Abadia Cisterciense em Krzeszów, a Abadia Cisterciense em Henryków, Museu de Mineração e Metalurgia em Zloty Stok, Mina de carvão de Nowa Ruda, Mina antiga em Wałbrzych, Museu Industrial e Ferroviário em Jaworzyna Śląska, Museu da Fabricação de Papel em Duszniki-Zdrój, Capela dos Crânios em Czermna, Igreja de Madeira de Vang, Basílica de São Pedro e São Paulo Apóstolos em Strzegom, Arboreto em Wojsławice e relacionados à história da Segunda Guerra Mundial - túneis do complexo de Riese, campo de concentração alemão Groß-Rosen, Cemitério de guerra alemão e Parque da Paz em Nadolice Wielkie e Primeira Guerra Mundial - Cemitério de soldados italianos em Breslávia.
A maioria das estâncias termais na Polônia estão na voivodia da Baixa Silésia:
- Cieplice Śląskie-Zdrój
- Czerniawa-Zdrój
- Długopole-Zdrój
- Duszniki-Zdrój
- Jedlina-Zdrój
- Kudowa-Zdrój
- Lądek-Zdrój
- Polanica-Zdrój
- Przerzeczyn-Zdrój
- Szczawno-Zdrój
- Świeradów-Zdrój

A Caverna do Urso nas montanhas Śnieżnik é frequentemente visitada por turistas.
A voivodia tem três saltos de esqui: em Krucza Skała, Orlinek e Karpatka.
Rotas turísticas:
- Trilha dos Castelos Piast
- História e tradição de Breslávia
- Trilha ao redor de Breslávia, Dr. Bronisław Turoń
- Trilha Cisterciense
- Trilha do vale dos palácios e jardins do vale do Jeleniogórska (Parque Cultural do Vale do Jeleniogórska)
- São Jaime da Baixa Silésia
- Caminho dos Sudetos de São Jaime
- Caminhos de Santiago – Via Regia
- Trilha principal dos Sudetos
- Trilha dos Vulcões Extintos até Pogórze Kaczawskie
- Trilha da cerveja e do vinho da Baixa Silésia[38][39]
- EuroVelo 9
- Autoestrada para bicicletas na Baixa Silésia (Breslávia - Trzebnica - Prusice - Żmigród - Milicz)
- Rowerowa S5 (Breslávia - Poznań)
- Ciclovia de Odrzańska "Blue Velo"

## Esportes

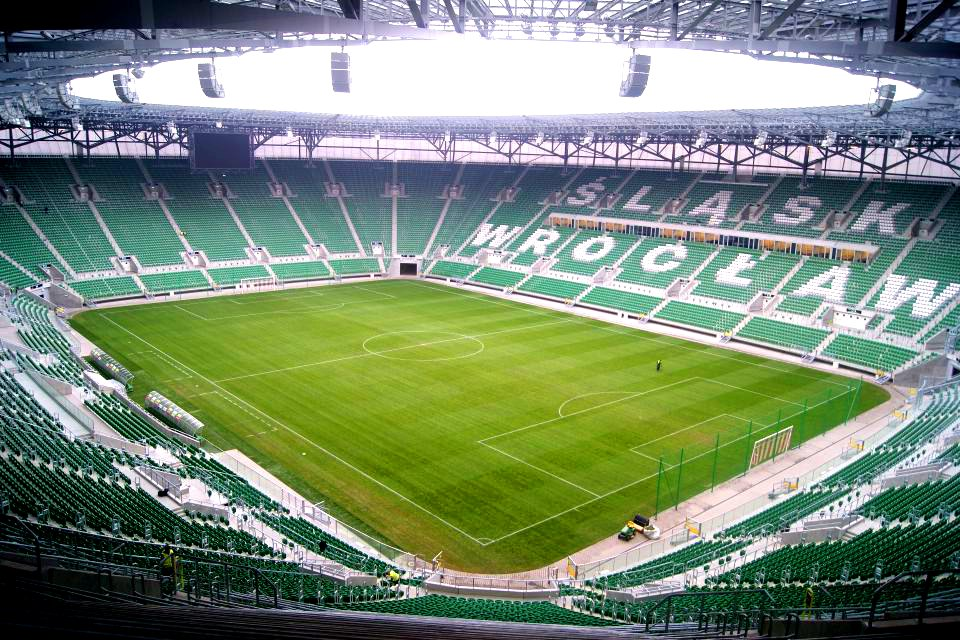
Estádio Municipal de Breslávia

### Futebol
O clube de futebol mais famoso da voivodia é o Śląsk Wrocław - Campeão da Polônia em 1977 e 2012, vencedor da Copa da Polônia em 1976, 1987 e vencedor da Supercopa da Polônia em 1987, 2012, atualmente está em oitavo lugar na classificação histórica do Campeonato Polonês de Futebol (Ekstraklasa) e disputando partidas no Estádio Municipal de Breslávia.

### Outros esportes
- Todos os anos, a Maratona de Breslávia é realizada em setembro na capital da voivodia - Breslávia.
- Todos os anos, no primeiro sábado de agosto, a cidade de Szklarska Poręba organiza a Maratona de Karkonosze nas Montanhas dos Gigantes.
- Todos os anos em junho, a cidade de Boguszów-Gorce organiza a ultramaratona Sudecka Setka.
- Desde 2013, as cidades de Stronie Śląskie e Lądek-Zdrój organizam a Corrida dos Sete Picos em julho nos Sudetos (a mais longa da Polônia - 215 km).
- Desde 2014, a cidade de Karpacz organiza a ultramaratona Gigante do Inverno em março nas Montanhas dos Gigantes, com um percurso de 52 km.

## Regiões parceiras
A lista das regiões com as quais o governo autônomo da voivodia iniciou a cooperação e assinou um acordo de parceria:
- Saxônia – desde 17.09.1999
- Alsácia – desde 17.12.1999
- Baixa Saxônia – desde 24.08.2000
- Västmanland – desde 22.09.2001
- Ringkjøbing – desde 24.10.2001
- Oblast de Dnipropetrovsk – desde 27.09.2002
- Liberec – desde 25.02.2003
- Pardubice – desde 22.04.2003
- Oblast de Kirovogrado – desde 24.06.2003
- Oblast de Leningrado – desde 15.08.2003
- Hradec Králové – desde 16.10.2003
- Emília-Romanha – desde 10.09.2004
- Midlands Ocidentais – desde 21.10.2004
- Estíria – desde 4.04.2005
- Olomouc – declaração de cooperação 26.09.2001
- Connecticut – declaração de cooperação 20.10.2003
- Castela e Leão – carta de intenções 28.06.2004
- País Basco – carta de intenções 21.07.2006